# Louise Dupin
Pour les articles homonymes, voir Dupin et Fontaine.
Louise Marie Madeleine Guillaume de Fontaine, par son mariage Madame Dupin, est née à Paris le 28 octobre 1706 et morte au château de Chenonceau, le 20 novembre 1799.
Célèbre pour sa beauté et son statut de femme d'esprit, Louise Dupin est une personnalité du siècle des Lumières et tient un brillant salon littéraire. Elle est l'arrière-grand-mère par alliance de George Sand.
Louise Dupin est l'une des pionnières du féminisme. Elle poursuit avec ténacité pendant dix ans une étude pour la défense des femmes avec pour secrétaire Jean-Jacques Rousseau. Elle revendique l'égalité, l'accès au savoir et à la liberté conjugale. Elle propose un contrat de mariage temporaire ou renouvelable. Elle s'en prend au mariage civil qu’elle juge injuste et elle est favorable à celui des prêtres.

## Biographie

### Contexte familial

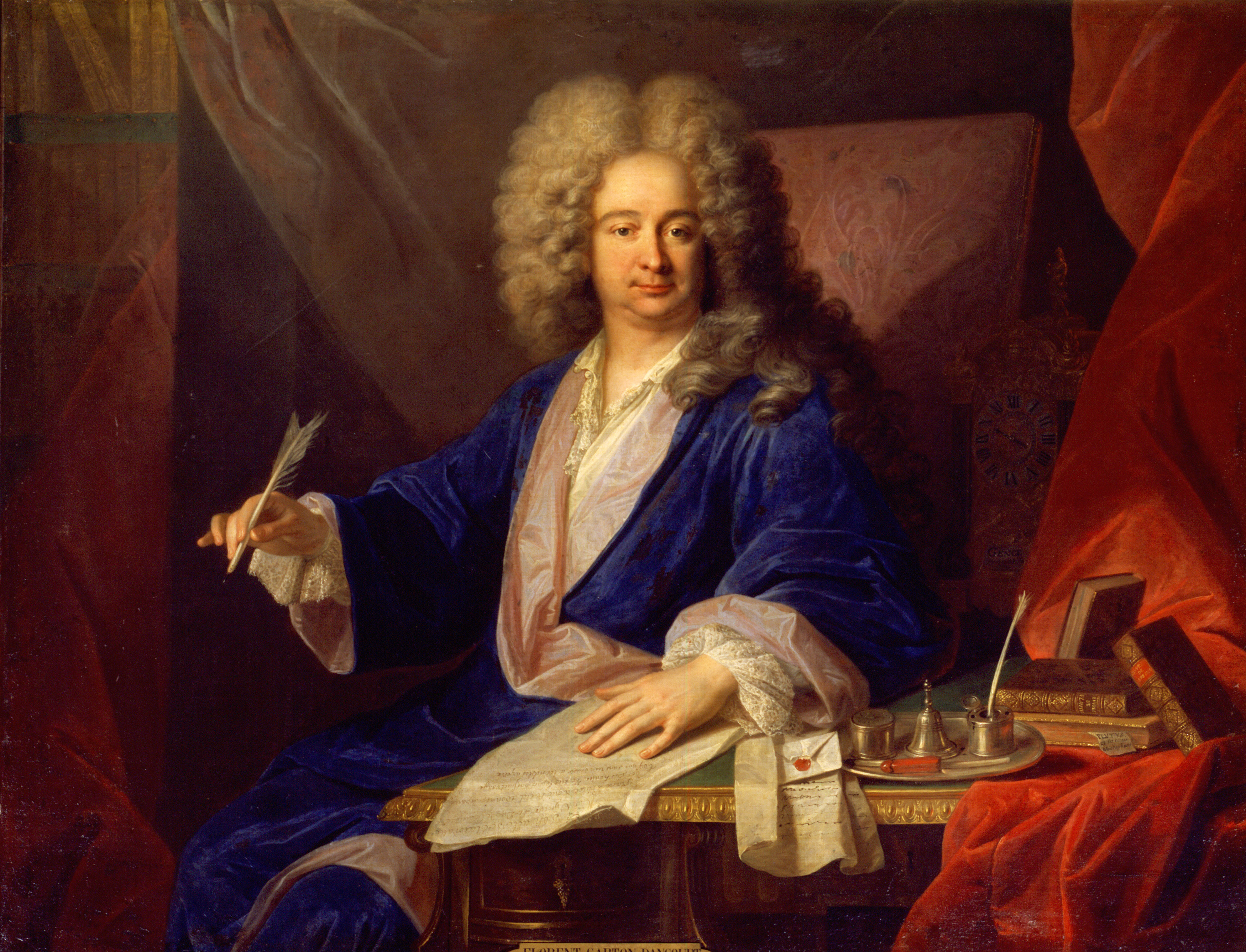
Le comédien et auteur dramatique Florent Carton-Dancourt, le grand-père maternel de Louise Dupin, en 1704 par Robert Gabriel Gence. Ancienne collection du château de Courcelles-le-Roy, de Passy et de Chenonceau. Musée de la Comédie-Française.

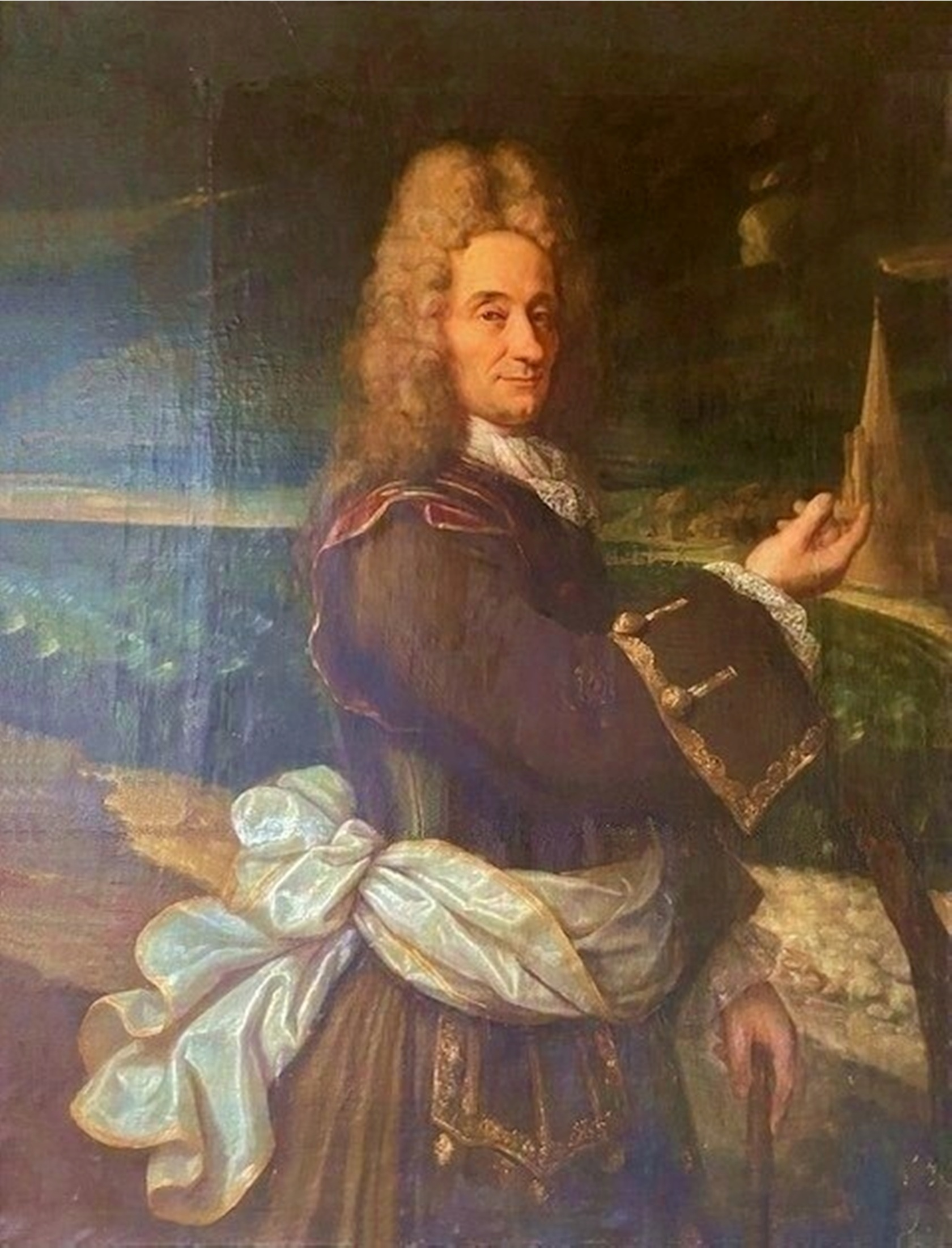
Portrait de l'officier protestant, Samuel Boutinon des Hayes (1598-1667) au siège de La Rochelle en 1628. Le mariage de René Vallet de Villeneuve et d'Apolline de Guibert, le 12 avril 1795 à Paris, réunit pour la troisième fois le sang des Dancourt et celui des Boutinon des Hayes. Ancienne collection du château de Courcelles-le-Roy et de Chenonceau. École française du XVIIe siècle, collection privée.

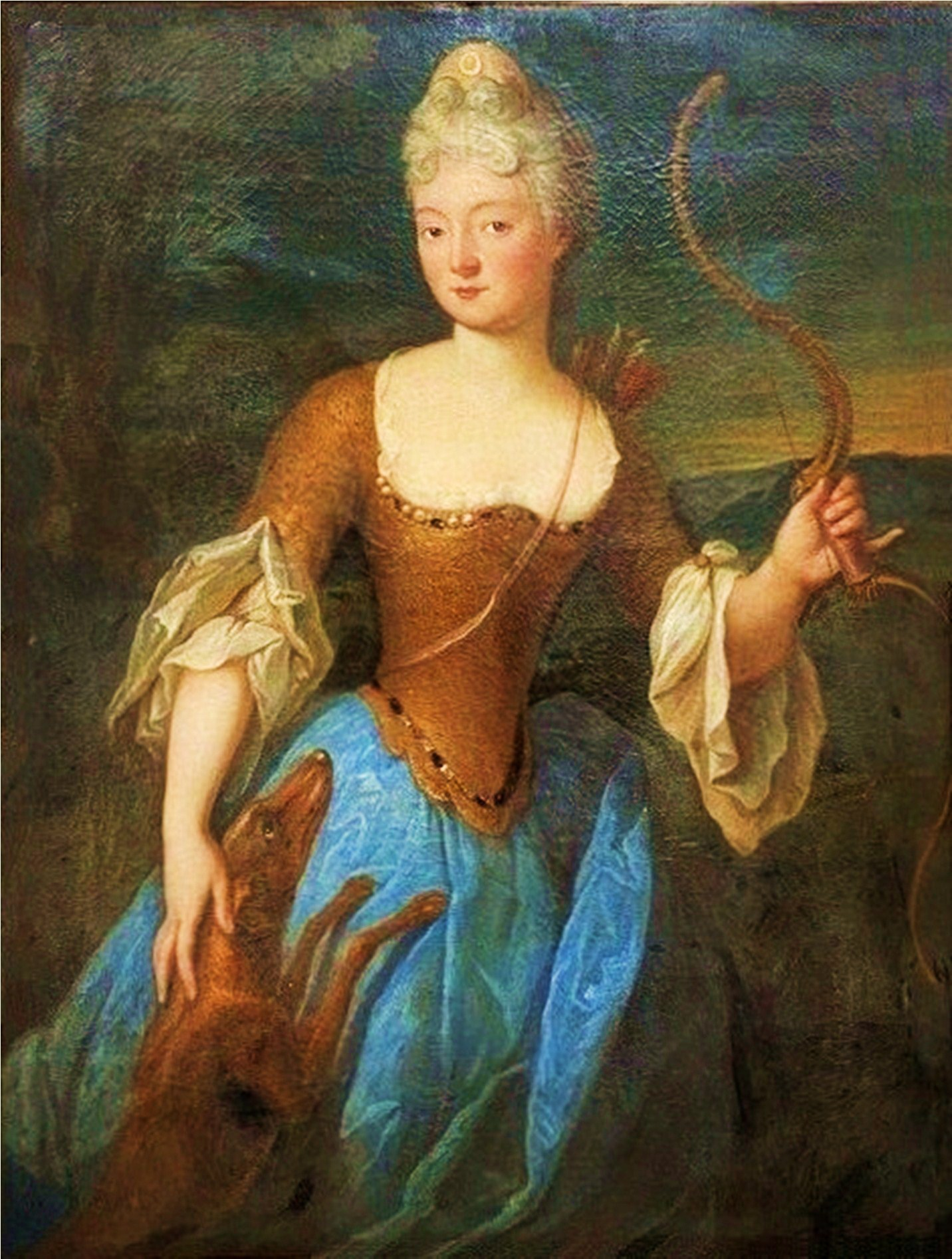
Marie Anne Armande Carton-Dancourt (1684-1740), la mère de Louise Guillaume de Fontaine vers 1720. Elle est représentée en Diane chasseresse. Peinture anonyme, collection privée.

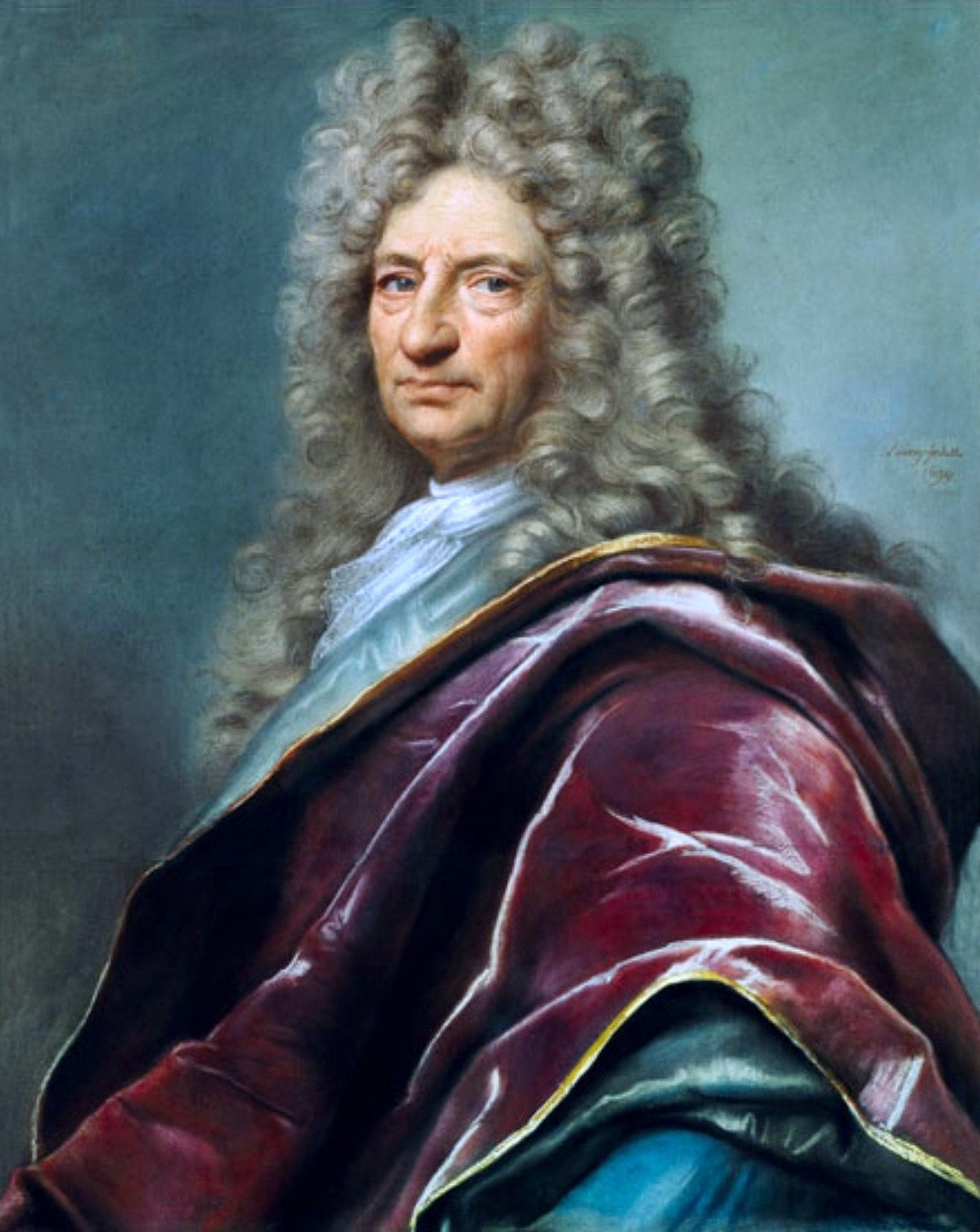
Samuel Bernard (1651-1739) comte de Coubert, financier et banquier, père naturel de Louise Guillaume de Fontaine. Portrait par Joseph Vivien, musée des Beaux-Arts de Rouen.

Louise Guillaume de Fontaine est la première des trois filles naturelles du banquier Samuel Bernard et de Marie-Anne-Armande Carton Dancourt (1684-1740), dite Manon, fille des comédiens Florent Carton Dancourt et Marie-Thérèse Le Noir de La Thorillière.
L'ascendance paternelle et maternelle avec ses alliances de Louise de Fontaine sont d'origines protestantes. Les ancêtres de son père naturel, Samuel Bernard, sont des marchands hollandais protestants. Quant à la lignée des Carton-Dancourt, elle est issue de gentilshommes huguenots, originaire de Picardie. Sa grand-tante, Judith Carton, s'est mariée à Paris le 19 février 1654 avec un riche noble protestant d'origine poitevine, Samuel Boutinon des Hayes, veuf en premières noces de Noëlle Arnoult (morte à Paris en novembre 1651). Le père de celui-ci, Guillaume Boutinon des Hayes, au service de Maximilien de Béthune, duc de Sully, est tué en 1600 au siège de Montmélian. Il laisse deux enfants en bas âge, Samuel et Théophile, que le duc de Sully prend en charge. Le cardinal de Richelieu confie à Samuel Boutinon des Hayes, le commandement de l'artillerie au siège de La Rochelle en 1628. Il devient lieutenant général d'artillerie en 1653 et meurt à l'Arsenal de Paris au mois de novembre 1667. Samuel Boutinon des Hayes est l'auteur de divers traités sur l'artillerie. Son fils qui porte le même prénom, Samuel Boutinon des Hayes (1660-1728) ajoute de Courcelles à son nom de famille et il est élevé dans la religion réformée. Du fait de son exil en Suisse puis au Danemark, il épouse tardivement le 22 juin 1712 à Paris, Marie Anne Michelle Carton-Dancourt (1685-1780), sa cousine germaine et la tante de Louise. Les Dancourt quant à eux, ont librement abjuré le protestantisme, et cela bien avant la révocation de l'édit de Nantes.  
La mère de Louise de Fontaine monte sur scène dès l'âge de onze ans et elle est reçue à la Comédie-Française à quinze ans. Armande Dancourt épouse le 4 novembre 1702 à Paris, paroisse de Saint-Sulpice, Jean-Louis Guillaume de Fontaine (1666-1714), commissaire et contrôleur de la Marine et des Guerres au département des Flandres et de Picardie. Le couple est d'abord fixé à Dunkerque de par les fonctions de l'époux, mais la jeune mariée revient bientôt à Paris puis elle crée un salon. Quant à sa liaison avec Samuel Bernard, leur rencontre a peut-être débuté avant le mariage d'Armande. Il n'existe aucune certitude sur le commencement de leur relation. Le mari d'Armande était plus souvent dans les ports à inspecter la marine, qu'à Paris. Samuel Bernard usa de son influence pour promouvoir Jean-Louis Guillaume de Fontaine dans les affaires de la marine et peut-être se le concilier ainsi.
Guillaume de Fontaine reconnaît avec complaisance Louise, ainsi que les deux cadettes : Marie-Louise le 25 août 1710 et Françoise-Thérèse le 12 mars 1712, toutes les trois de la paroisse Saint-Roch à Paris.

Les enfants de Samuel Bernard sont évoqués par Jean-Jacques Rousseau dans Les Confessions : 

« Elles étaient trois sœurs qu’on pourrait appeler les trois grâces : Madame de la Touche, qui fit une escapade en Angleterre avec le duc de Kingston ; Madame d'Arty, la maîtresse et bien plus, l’amie, l’unique et sincère amie de Monsieur le prince de Conty, femme adorable autant par la douceur, par la bonté de son charmant caractère que par l’agrément de son esprit et par l’inaltérable gaieté de son humeur ; enfin Madame Dupin, la plus belle des trois, et la seule à qui l'on n'ait point reproché d'écart dans sa conduite. »

De l'union entre Jean-Louis Guillaume de Fontaine et Armande Dancourt, sont nés deux enfants légitimes. L'aînée, Jeanne-Marie-Thérèse vient au monde en 1703. Elle a épousé François II de Barbançois seigneur de Celon dans le Berry le 21 août 1720. Elle donne naissance à un fils, François-Armand de Barbançois le 17 septembre 1723 à Paris en la paroisse de Notre-Dame-de-Grâce-de-Passy, mais elle meurt à l'accouchement.
Le second, Jules-Armand, également de la paroisse Saint-Roch à Paris, est né le 3 avril 1709. Il devient le commissaire des guerres pour les villes, citadelles et forts de Metz, Toul, Verdun, Montmédy, Longwy le 18 janvier 1737 puis fermier général. Il est l'époux de Louise Liégault de l'Isle de Châteauneuf, tous deux propriétaires du château du Coq à Auteuil, en copropriété avec l'une de ses sœurs, Marie Louise Guillaume de Fontaine, épouse alors séparée d'Antoine Alexis Panneau, écuyer et seigneur de d'Arty. Ce château appartenait à leur mère. Jules Armand Guillaume de Fontaine est mort à Paris le 4 mars 1758 à l'âge de 49 ans et le couple est sans postérité.
Armande Dancourt devient Dame de la seigneurie de Passy le 30 avril 1722 par l'acquisition du château de Passy auprès de Jacques-Daniel de Gueutteville, seigneur d'Orsigny et grâce aux générosités de Samuel Bernard qui lui donne les fonds nécessaires. Après le décès de ce dernier, elle vend le château le 18 mars 1739 à Gabriel Bernard, comte de Rieux, le fils cadet de Samuel Bernard. L'acte de vente précise qu'elle demeurait rue du Luxembourg, paroisse Saint-Roch à Paris. L'année suivante, Armande Carton Dancourt meurt à Paris le 13 février 1740 d'un cancer au sein,.
| - Transcription du testament, page 285. - Transcription du testament, page 286. |

### Jeunesse

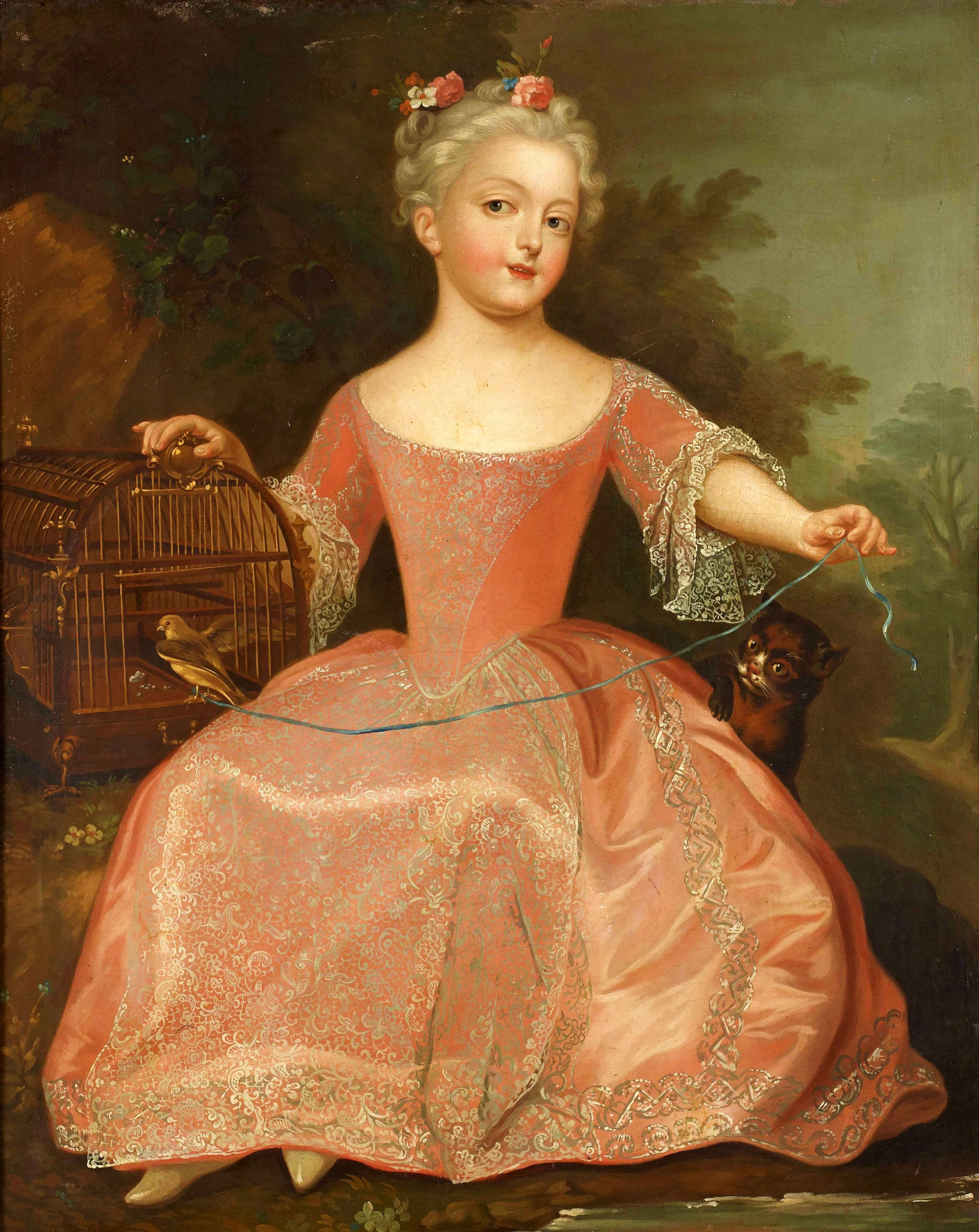
Portrait supposé de Louise Guillaume de Fontaine enfant, vers 1715. École française du XVIIIe siècle (collection privée).

Louise de Fontaine voit le jour à Paris, paroisse Saint-Roch, le 28 octobre 1706  :

« Louise-Marie-Madeleine, fille de Mre Jean-Louis-Guillaume escuyer Sr de Fontaine, Coner du Roy Comre de la marine et galères de France prt, et de dame Marie Anne Armande Dancourt son épouse née le vingt-huit octobre dernier rue de la Sourdière en cette par. a été batisée, le parein très haut et très puissant seigneur Monseigneur Louis d'Aumont de Roche baron duc d'Aumont, pair de France, premier gentilhomme de la chambre du Roy et gouverneur des ville et château de Boulogne et pays Boulonois, demt rue de Joüy, par. St Gervais ; la mareine Dame Magdeleine Clerjaut, épouse de messire Samuel Bernard cher de l'ordre du Roy demt place des Victoires, paroisse St Eustache.
Signatures : Louis d'Aumont duc d'Aumont - Madeleine Clergeau Bernard - Jean Louis Guillaume de Fontaine - Goy. »

Gaston de Villeneuve-Guibert décrit ainsi l'enfance de Louise Fontaine :

« Ses parents, qui possédaient une fortune considérable, ne négligèrent rien pour développer les heureuses dispositions et les qualités naturelles dont elle était douée. Aux charmes les plus séduisants de la figure elle joignait un esprit vif, un caractère élevé, une intelligence précoce et une grande mémoire ; elle plaisait autant par sa douceur que par la grâce et la distinction de sa personne. Sa mère la mit au couvent; elle aussitôt devint l'idole de la communauté : élèves et maîtresses étaient ravies de sa gaieté, de ses talents, de ses saillies; la supérieure la citait comme une petite merveille que tout le monde gâtait et dont on était enchanté. »

L'insouciance propre à ces années dure peu et la jeune Louise sera confrontée à la réalité du monde adulte, sur la place de la femme dans la société du XVIIIe siècle et la toute-puissance de l'autorité paternelle. Les pères seuls décident du sort de leurs enfants. Le rôle de l'institution religieuse sur le statut des femmes est déterminante. L'éducation au couvent consiste à imposer l'obéissance, la soumission, accepter l'autorité des parents et de l'époux auquel elle est destinée.

### Claude Dupin

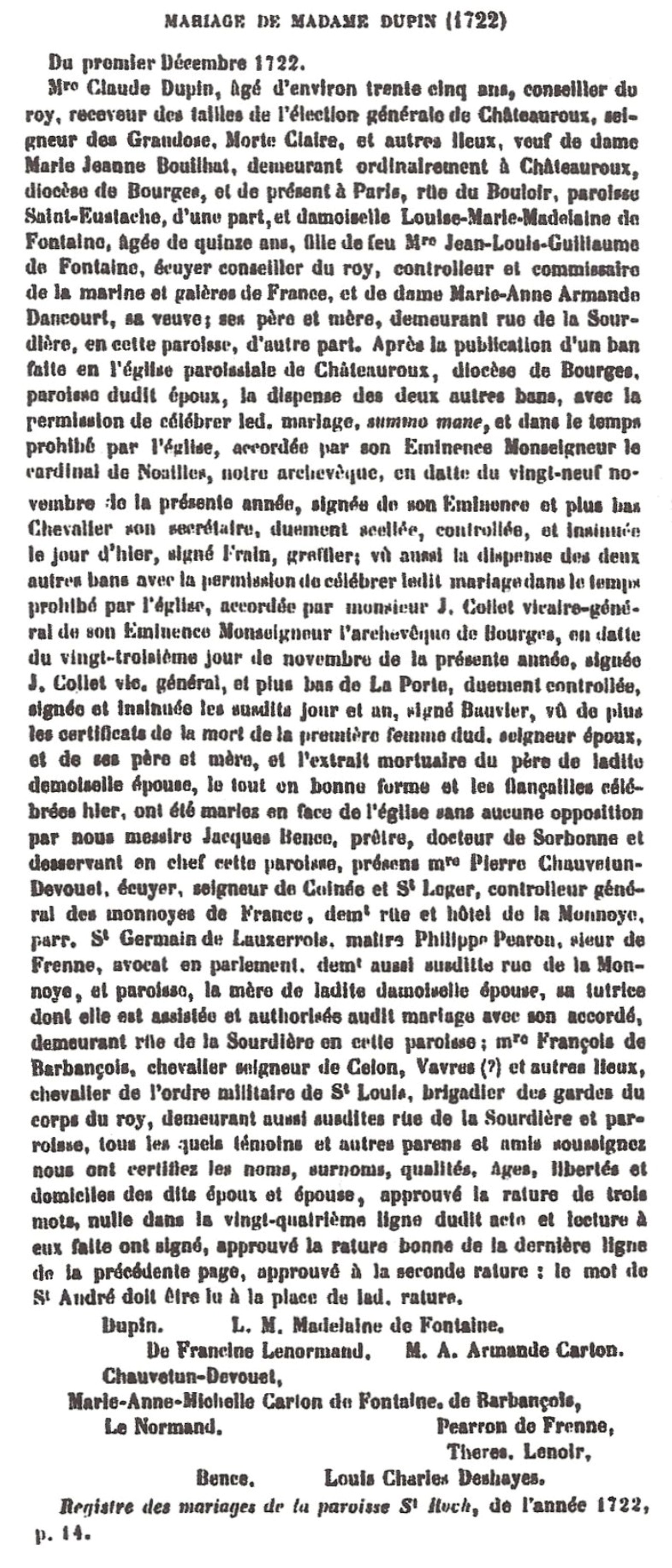
Retranscription de l'acte de mariage de Claude Dupin et Louise de Fontaine, le 1 décembre 1722 en l'Église Saint-Roch à Paris. Le document original est détruit lors de l'incendie de l'Hôtel de ville de Paris au moment de la Commune de Paris en 1871.

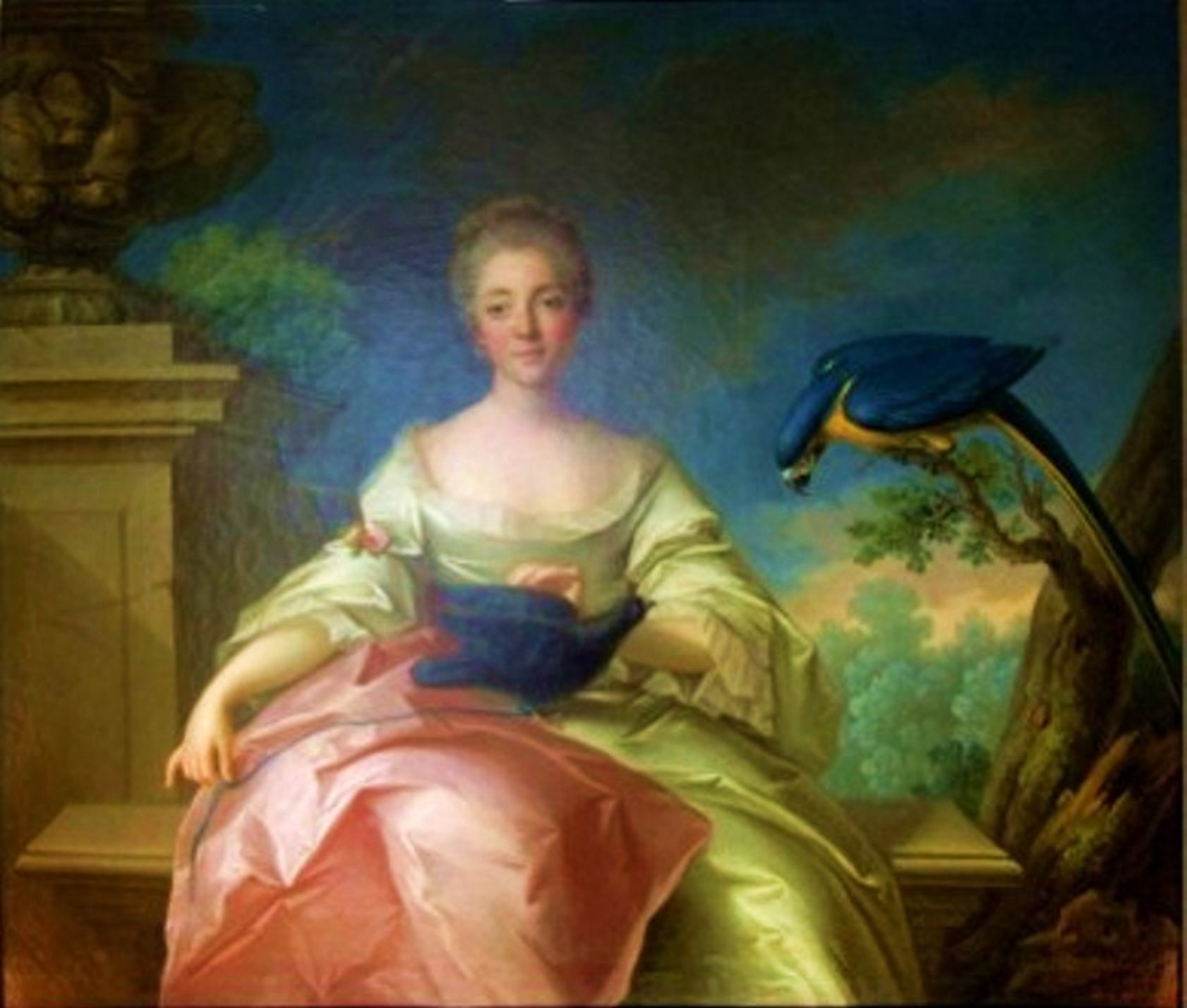
Peinture de Jean-Marc Nattier, avec la collaboration de sa fille. Ce portrait décorait la chambre de Mme Dupin au château de Chenonceau. Une seconde version de ce tableau existe, mais non signée, avec une variante. Madame Dupin est en effet représentée avec une Foulque d'Amérique (collection privée).

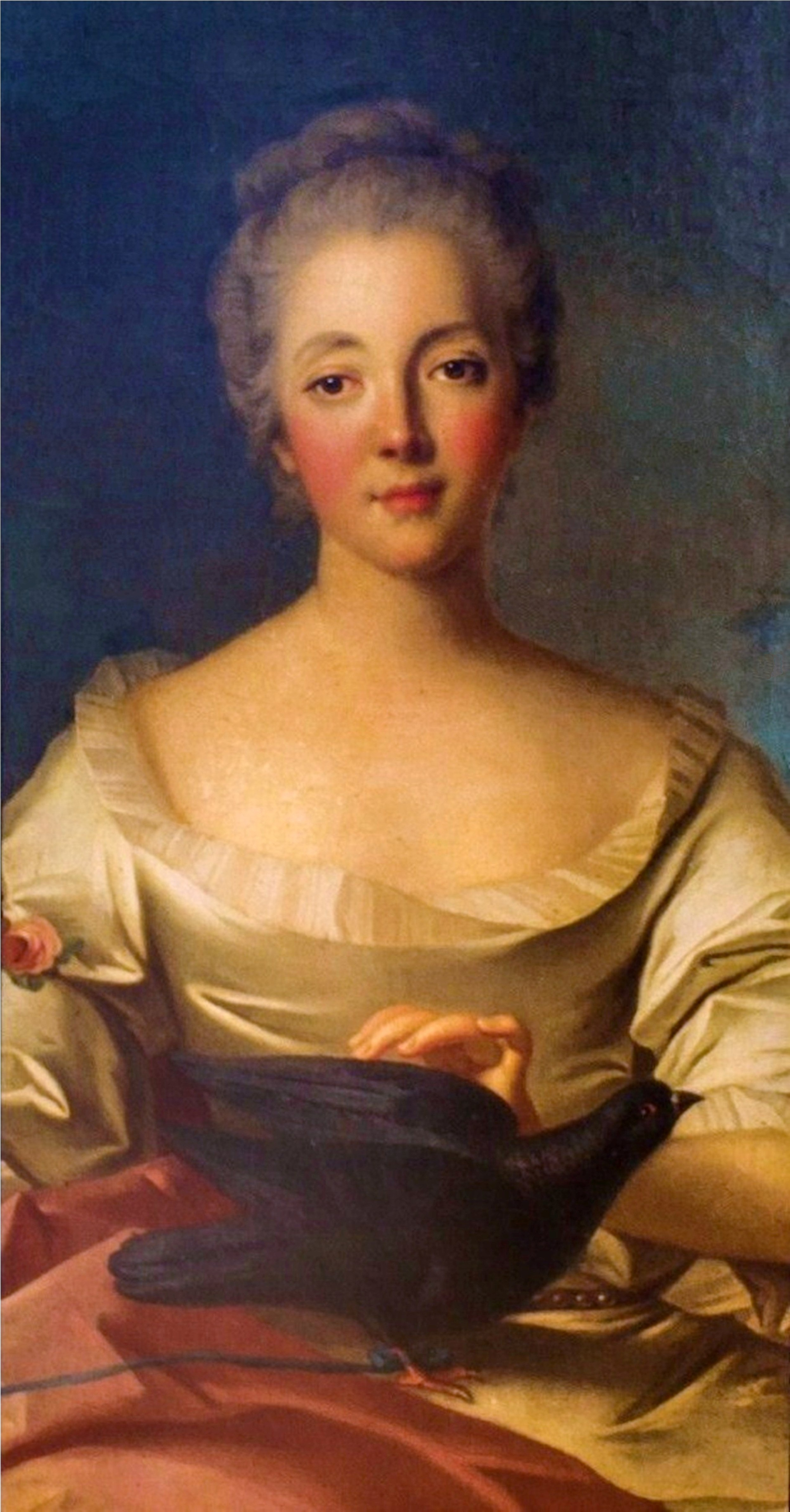
Détail du portrait de Louise Dupin par Jean-Marc Nattier vers 1745. Collection privée.

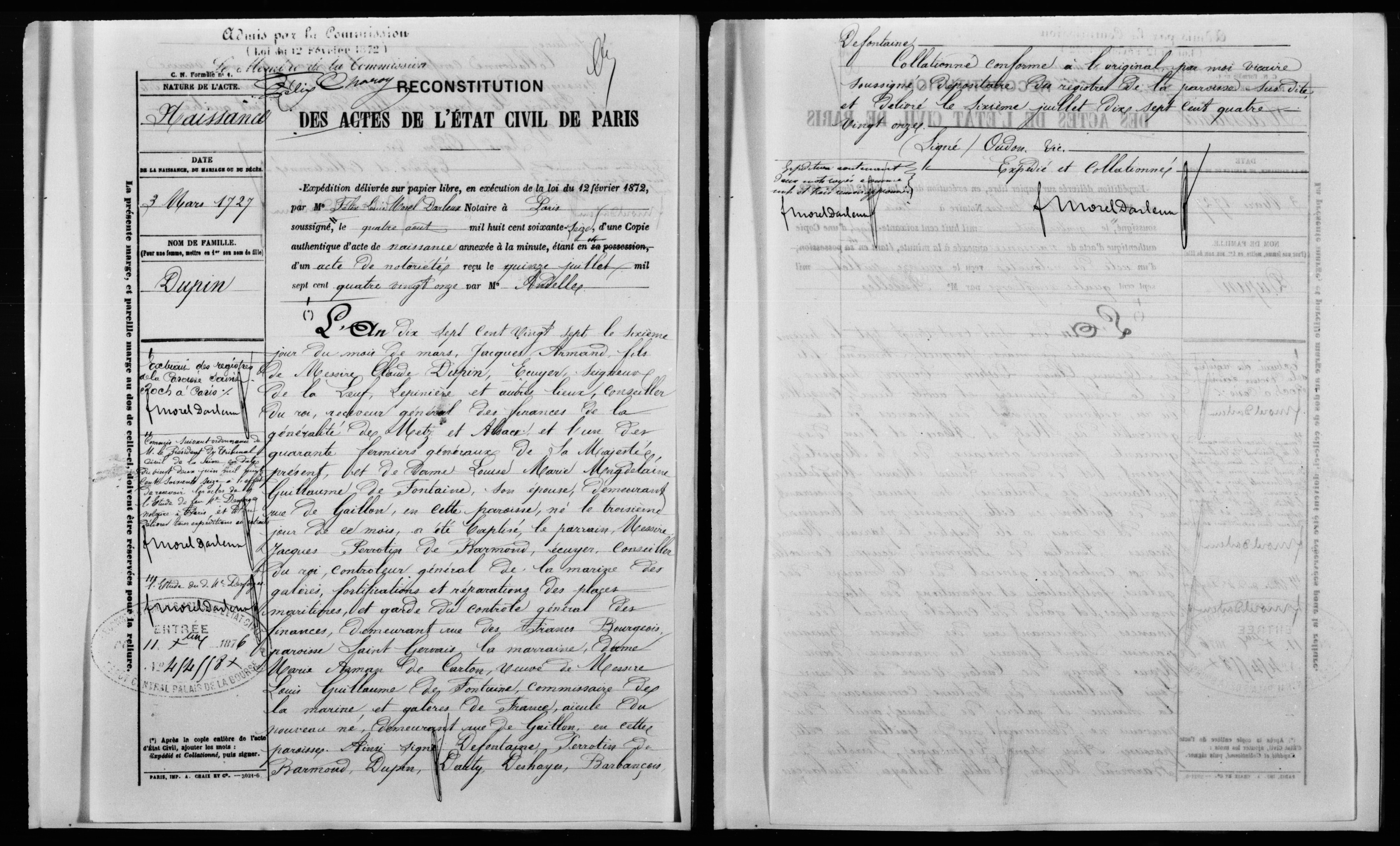
Copie intégrale de l'acte de baptême de Jacques-Armand Dupin de Chenonceaux à Paris, paroisse Saint-Roch, le 3 mars 1727. Source : Archives de Paris.

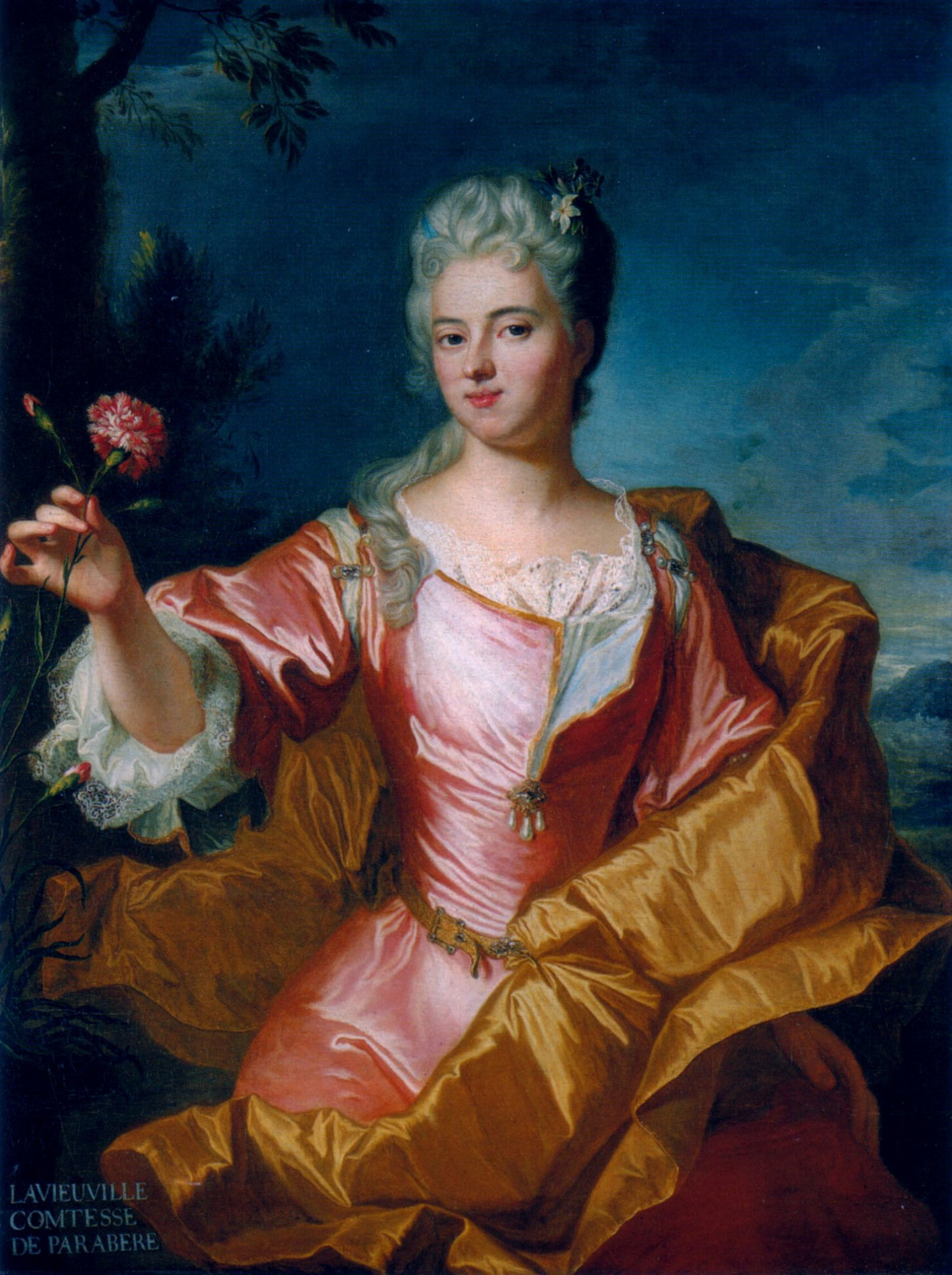
Portrait de Madame de Parabère. Ruinée par la vie fastueuse qu'elle menait à la cour, elle est contrainte de vendre en 1738 le marquisat du Blanc à Claude Dupin.

Samuel Bernard décide d'offrir sa fille Louise à Claude Dupin, modeste receveur des tailles à Châteauroux. D'après le chroniqueur Barthélémy Mouffle d'Angerville, en 1722, Claude Dupin était venu en aide à l'aînée de la famille, Jeanne-Marie-Thérèse de Fontaine-Barbançois, de passage dans le Berry (voir également le chapitre détaillé : documents). Madame de Barbançois revenait des thermes de Bourbon-l'Archambault, mais souffrante, elle reçoit l'hospitalité de Claude Dupin. Une fois son invitée rétablie, le bienfaiteur l'accompagnera jusqu'à Paris. Calcul ambitieux ou réel désintéressement ? Toujours est-il que ce geste permet à Claude Dupin de rencontrer Samuel Bernard. Ce dernier, fortement impressionné, s'informe de sa situation et propose la main de Louise, âgée seulement de seize ans, à Claude Dupin. Pour ce quadragénaire, veuf et père d'un fils de six ans, Louis Dupin de Francueil, cette situation est inespérée puisqu'elle est assortie de la charge de receveur général des finances.
Le 29 novembre 1722 a lieu le mariage par contrat et la cérémonie religieuse est célébrée le 1er décembre suivant, à Paris en l'église Saint-Roch. Grâce aux relations et l'appui de son beau-père, Claude Dupin devient fermier général le 1er octobre 1726, après avoir vendu sa charge de Châteauroux. Samuel Bernard avance la caution de la Ferme à son protégé, pour un montant de 500 000 livres. Le financier abandonne quelques années plus tard la créance, en dispensant le couple de toute reconnaissance de dettes. Le 24 décembre 1728, Claude Dupin achète une charge de « conseiller secrétaire du Roy, Maison, Couronne de France et des finances ». L'acquisition de cette charge lui permet d'obtenir la noblesse au premier degré, ainsi que sa descendance.
Louise donne naissance à un fils, Jacques-Armand Dupin de Chenonceaux, le 3 mars 1727 rue de Gaillon à Paris.
Grâce aux générosités de Samuel Bernard et aux revenus de la Ferme générale, Claude Dupin constitue une fortune considérable, principalement foncière. Monsieur et Madame Dupin occupent une situation éblouissante et mènent un train de vie fastueux. Le 12 avril 1732, Claude Dupin acquiert conjointement avec sa belle-mère, Madame de Fontaine, le prestigieux hôtel Lambert sur l'île Saint-Louis pour la somme de 140 000 livres. Le 9 juin 1733, il achète le magnifique château de Chenonceau au duc de Bourbon pour 130 000 livres. Chaque année, le couple Dupin se rend en automne dans ce cadre illustre de la Touraine. Dès le mois d'avril 1741, ils demeurent avec leur enfant et beau-fils, Louis Claude Dupin, dans l'Hôtel de Vins, rue Plâtrière à Paris et ils possèdent également une maison à Clichy-sur-Seine depuis 1752, où ils passent les mois d'été. Le 24 avril 1738, le marquisat du Blanc et la châtellenie de Cors, situés aux limites du Berry et du Poitou, viennent compléter le patrimoine. Le marquisat du Blanc comprend le château-Naillac et les châteaux de Roche, de Rochefort, de Cors, de Forges, des propriétés, fermes, étangs et terres, dont le montant total est de 555 000 livres, soit un coût équivalent à quatre fois l'achat de Chenonceau. Mais des difficultés, à la suite de la saisie des biens de la marquise de Parabère, l'ancienne propriétaire, ont conduit à une nouvelle mise sous séquestre des terres du Blanc et il a fallu un décret du Parlement de Paris en date du 2 septembre 1739, confirmé par arrêt du 11 décembre suivant, pour que Claude Dupin soit maintenu dans ses acquisitions.
Samuel Bernard meurt le 18 janvier 1739 et le règlement de sa succession oblige Claude Dupin à se séparer de l'hôtel Lambert, le 31 mars suivant.

Le 16 avril 1741, Monsieur et Madame Dupin prennent possession officiellement de la ville du Blanc, comme le veut la tradition : 

« Le cortège officiel se forma. Il y avait loin du rude seigneur féodal, armé et casqué, à l'homme de qualité qu'était Claude Dupin, portant perruque et vêtement de cour. Près de lui se tenait la jolie marquise, trente quatre ans, et ses enfants Monsieur et Madame Dupin de Francueil. Tous les nobles, les gentilshommes du Blanc, les officiers de justice et d'administration, suivaient. Les gens de la ville, placés sur le passage, regardaient. Le Révérend Père les accueillit pour la grand-messe. Après l'office, la visite du monastère suivit. Le Révérend Père s'avança alors vers la jolie marquise et la pria délicatement de ne point accompagner son époux dans la visite de leur maison, le règlement ne leur permettant point.
Madame Dupin répondit avec toute sa grâce : Le plus précieux usage que l'on puisse faire de ses droits est de les rendre agréables à ceux sur qui on a ces droits. Puisqu'il ne lui seyait pas qu'elle entrât dans sa maison, elle ne voulait pas y entrer. »

Après la visite officielle de la cité berrichonne, Claude Dupin promet aux villageois la construction d'un pont sur la Creuse afin de fêter l'événement. Le pont d'origine qui relie les deux villes Basse et Haute du Blanc s'est effondré deux siècles auparavant — en 1530 — à la suite d'une crue. Depuis sa disparition, un bac est établi pour permettre la traversée d'une rive à l'autre. Le droit de passage et « de tenir bateaux » sur la Creuse appartenaient au seigneur et lui rapportaient une rente. Mme de Parabère avait déjà fait une promesse analogue à celle du fermier général en 1722.
Mais l'ouvrage fluvial se fait toujours attendre. Plus de trente ans après la déclaration de Claude Dupin — mort en 1769 — les habitants du Blanc intentent un procès à sa veuve, Louise Dupin.
En 1774, elle doit tenir en partie la promesse qu'avait faite son mari et fait construire une passerelle en bois sur la rivière. Les citadins Blancois devront s'en contenter. Le pont est finalement édifié au début du XIXe siècle sous l'administration d'Auguste Vallet de Villeneuve, l'un des petits-neveux et héritier de Mme Dupin.

### Madame Dupin

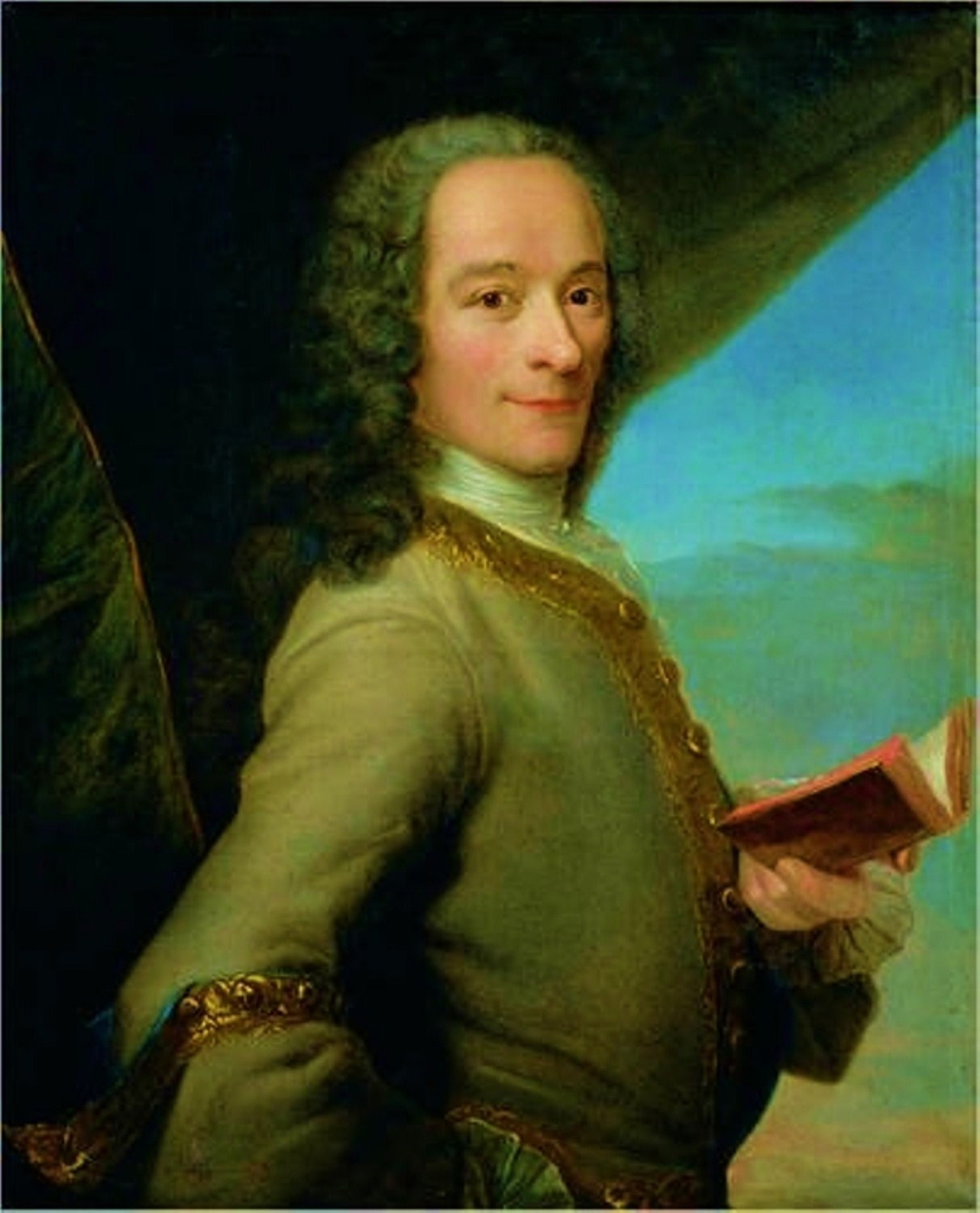
Portrait de François Marie Arouet, dit Voltaire (1694-1778) tenant une édition de son œuvre, La Henriade en 1737, d'après Maurice Quentin de la Tour. Musée Antoine-Lécuyer. Voltaire fait l'éloge de Madame Dupin : déesse de la beauté et de la musique.

Monsieur et Madame Dupin occupent une place de premier rang dans le monde de la finance et sont en relation avec l'aristocratie. Si leur prospérité facilite cette ascension sociale, les qualités de Mme Dupin contribuent à cette intégration. Voltaire la surnomme : « la déesse de la beauté et de la musique ». Louise Dupin est en effet célèbre par son charme et son esprit. Elle participe aux écrits de son mari, dont les volumes d'Observations sur l'Esprit des lois, et travaille à ses propres projets : sur les femmes ou l'amitié. Belle, intelligente, fort cultivée, son pouvoir de séduction attire toutes les sympathies. Le plus naturellement du monde, sont venus vers elle, des gens de lettres, des philosophes et des savants. Dans ce cercle et à ses dîners, Mme Dupin sait animer les conversations, mener les débats et élever les discussions. Elle tient à l'hôtel Lambert, comme à Chenonceau ou l'Hôtel de Vins, un salon littéraire et scientifique des plus brillants. Mme Dupin reçoit notamment Voltaire, l'abbé de Saint-Pierre, Fontenelle, Marivaux, Montesquieu, Buffon, Marmontel, Mably, Condillac, Grimm, Bernis, Rousseau, mais aussi les grands noms de la noblesse : la princesse de Rohan, la comtesse de Forcalquier, la maréchale de Mirepoix, la baronne d'Hervey et madame de Brignole. Madame du Deffand est aussi reçue, alors que c'est peut-être la seule à médire de Mme Dupin. Mais ce dénigrement est très certainement motivé par la jalousie : la maîtresse autoritaire du salon de la rue Saint-Dominique admettait difficilement que ses hôtes fréquentent d'autres cénacles que le sien. Au siècle des Lumières, les salons font partie intégrante de la vie sociale des élites et jouent un rôle essentiel dans la diffusion des idées, la contestation sociale et politique.
Louise Dupin est issue d'une famille d'artistes, tous entrés à la Comédie-Française. Le sens du théâtre est, en quelque sorte, inné chez Louise. Elle fait aménager une petite salle de théâtre, à l'extrémité méridionale de la galerie au premier étage du château de Chenonceau et se donne à sa passion. Elle pratique également le mécénat. Féministe, Louise de Fontaine revendique pour les femmes l'instruction, l'accès aux emplois publics et des carrières réservés jusque-là, exclusivement aux hommes.

Propriétés de M. et Mme Dupin.
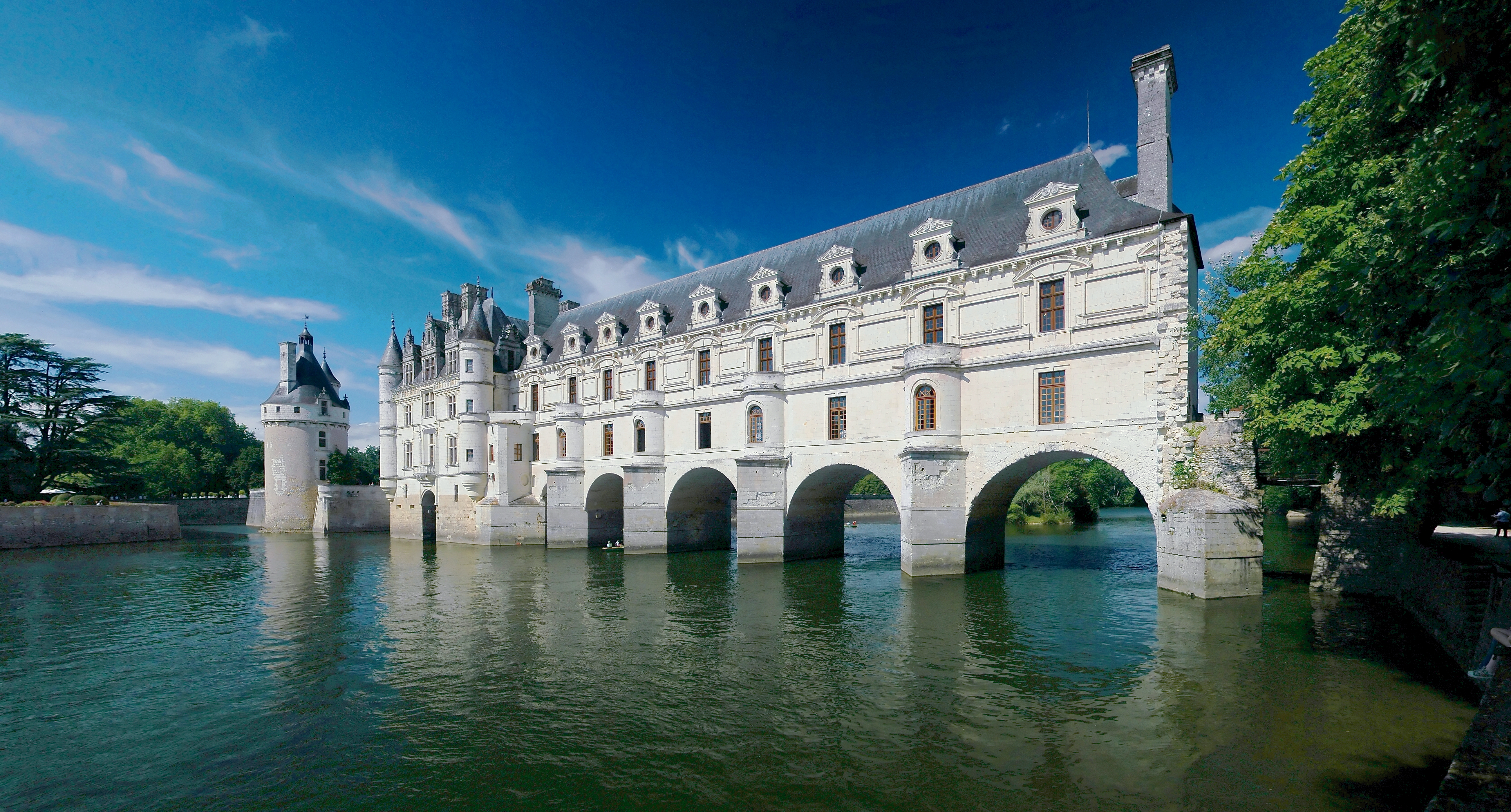
Château de Chenonceau sur les bords du Cher en Touraine.
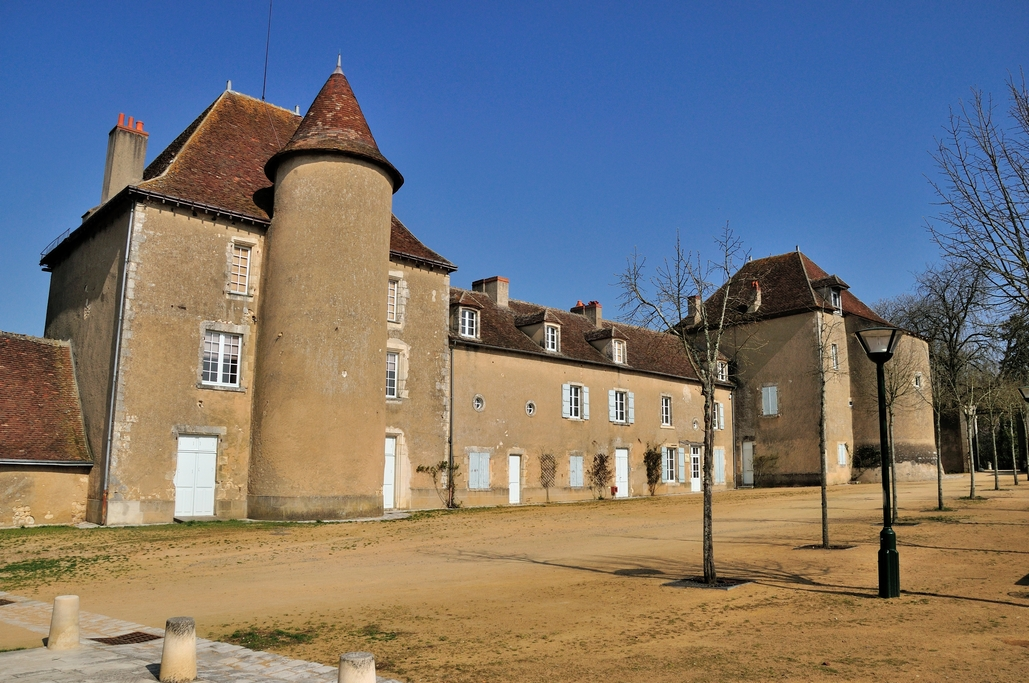
Château de Naillac dans le marquisat du Blanc.
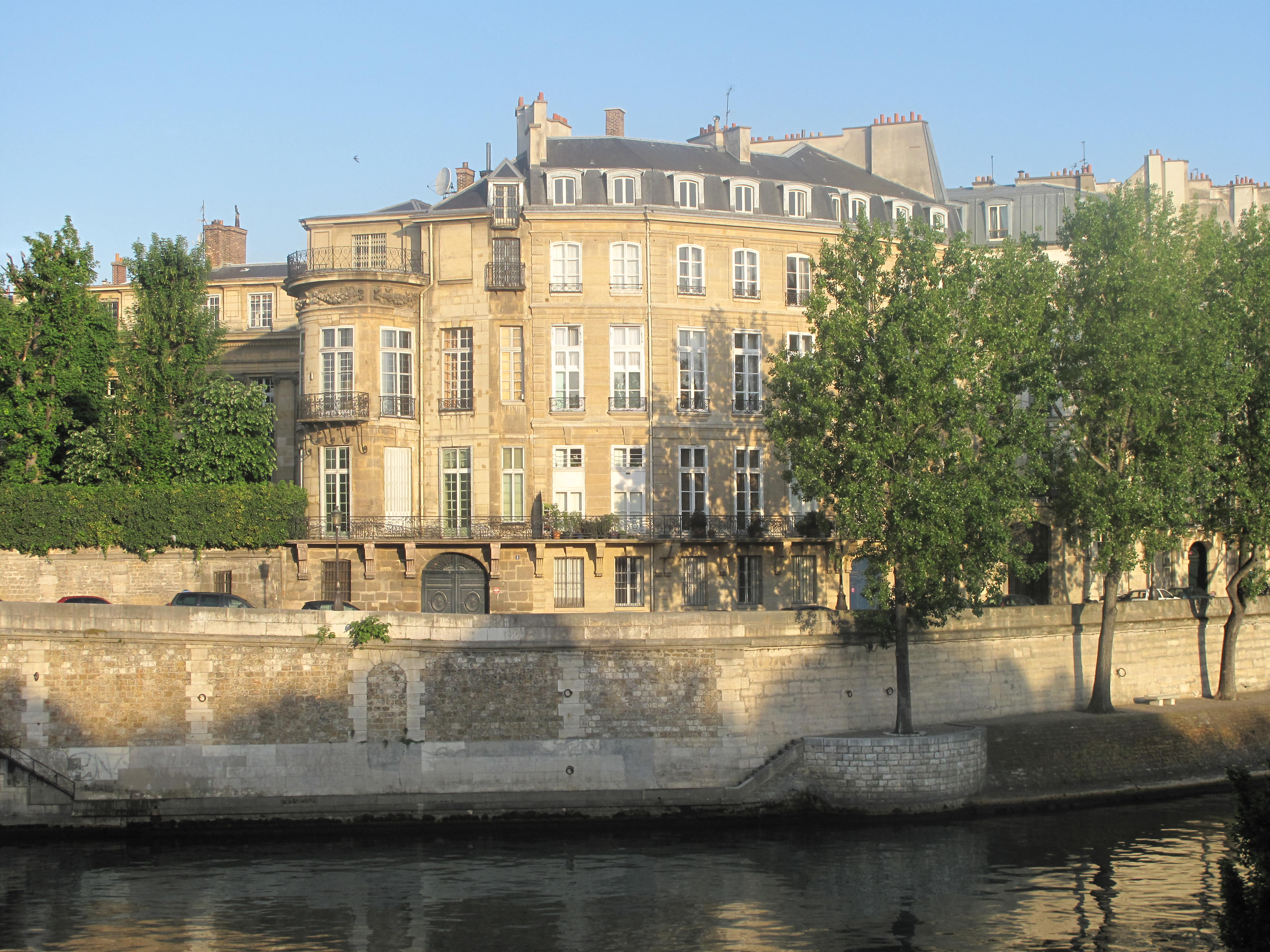
Hôtel Lambert à Paris.
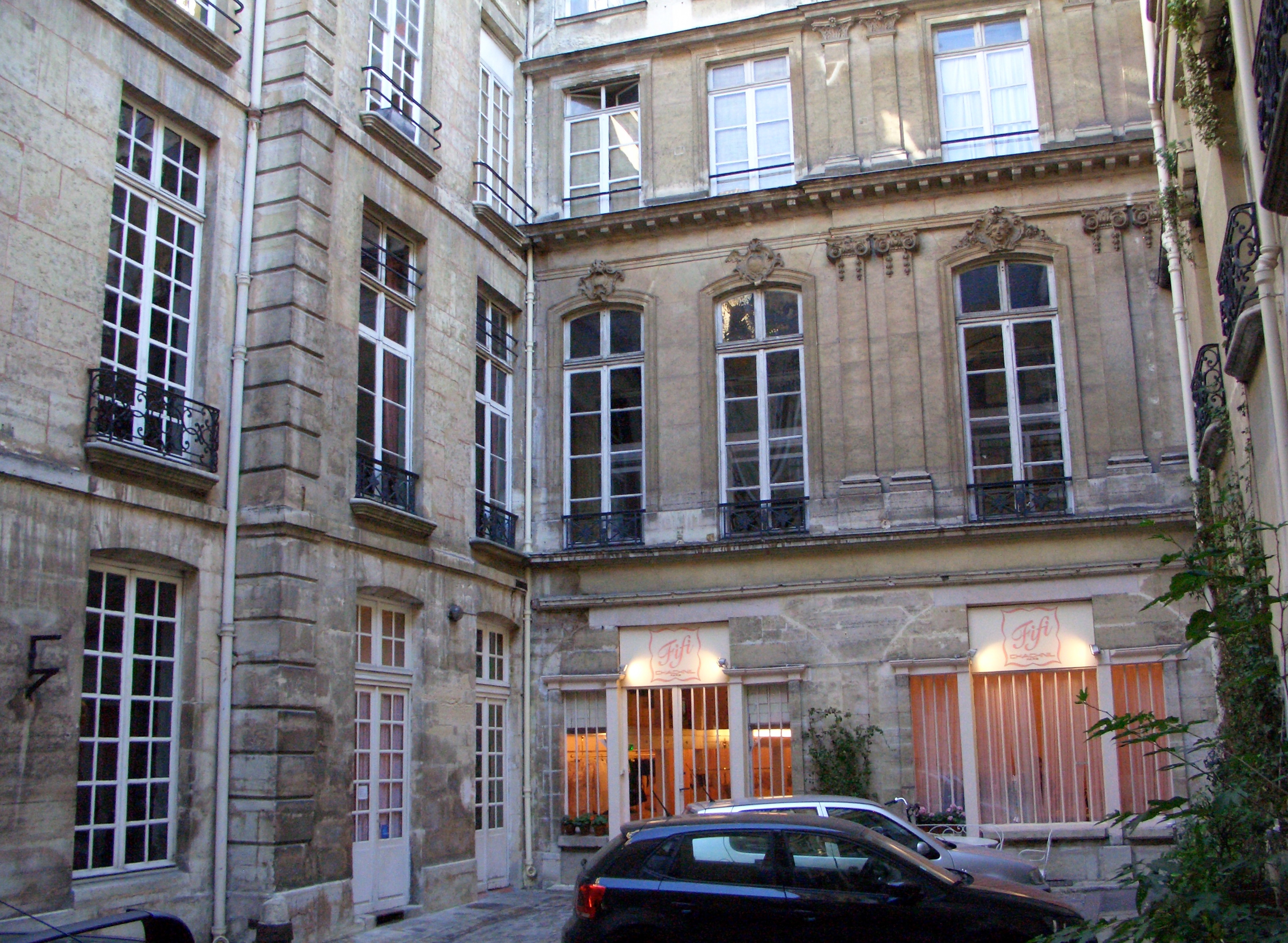
Hôtel Dupin, rue Plâtrière à Paris.

### Jean-Jacques Rousseau

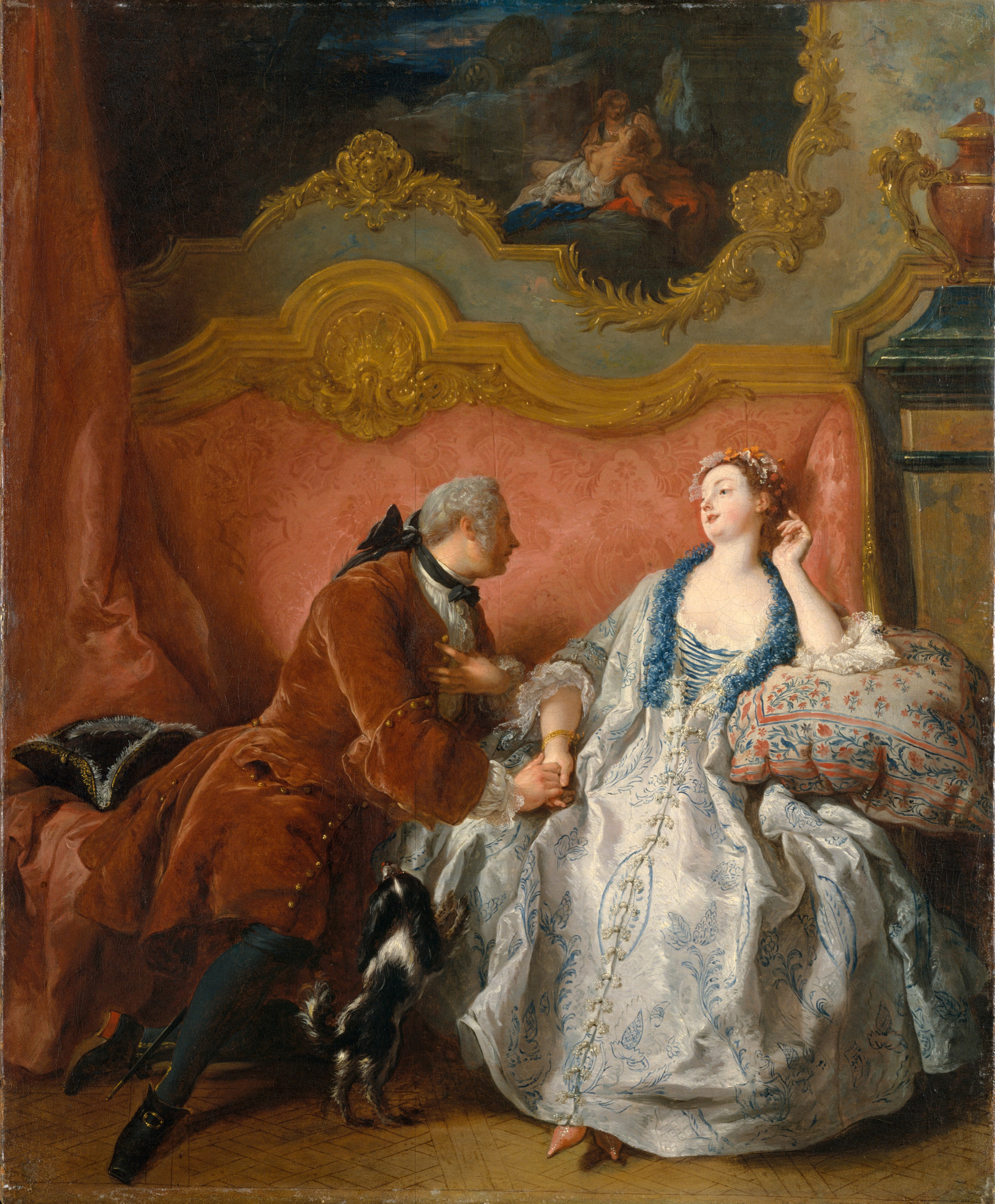
Jean-Jacques Rousseau tente vainement de séduire son hôtesse : Je me trouble. Je m'égare. Et bref, me voilà épris de Madame Dupin. La Déclaration d'amour de Jean-François de Troy. Collection du Metropolitan Museum of Art à New York.

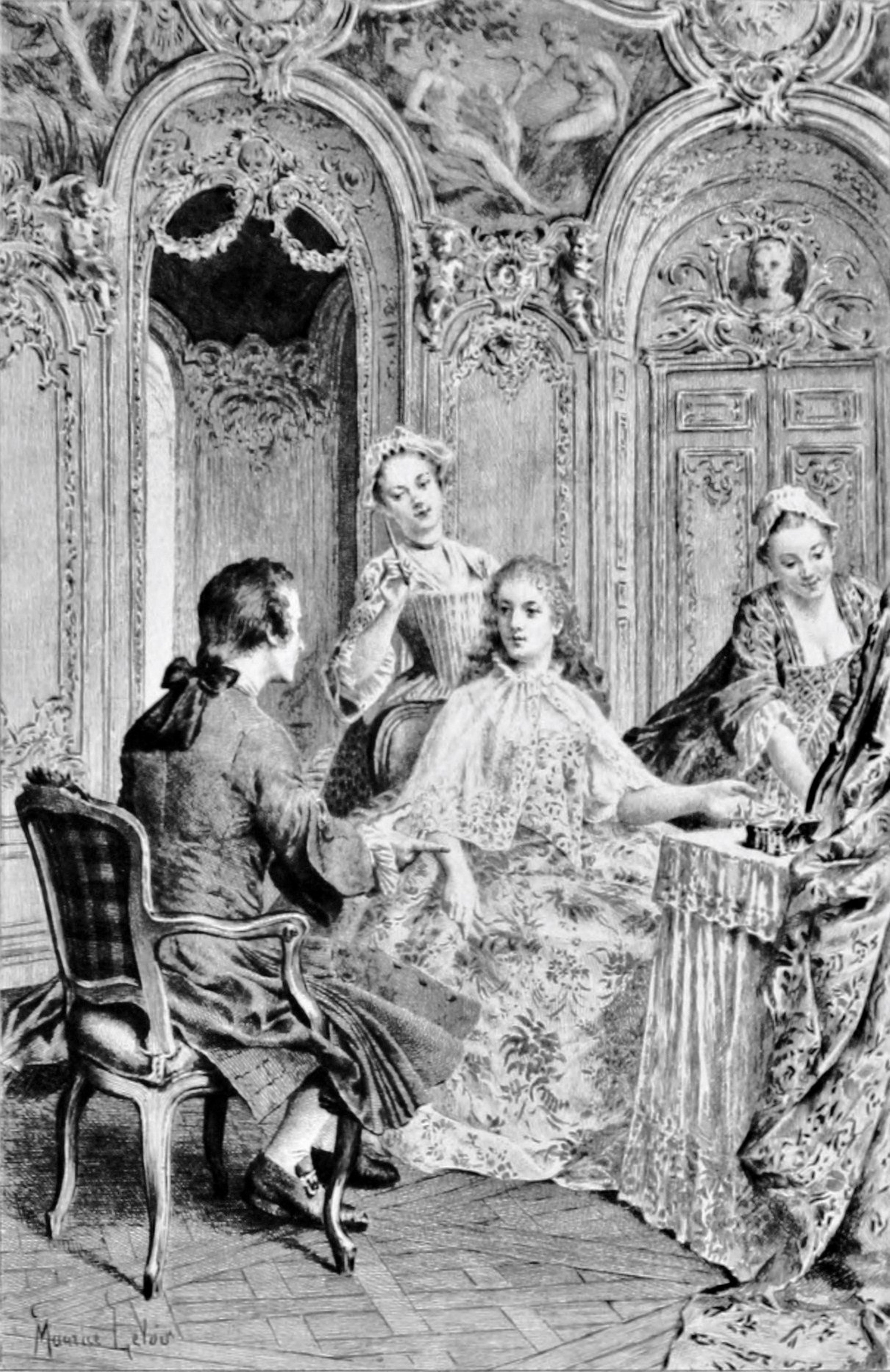
Madame Dupin reçoit Jean-Jacques Rousseau à Paris au mois de mars 1743.

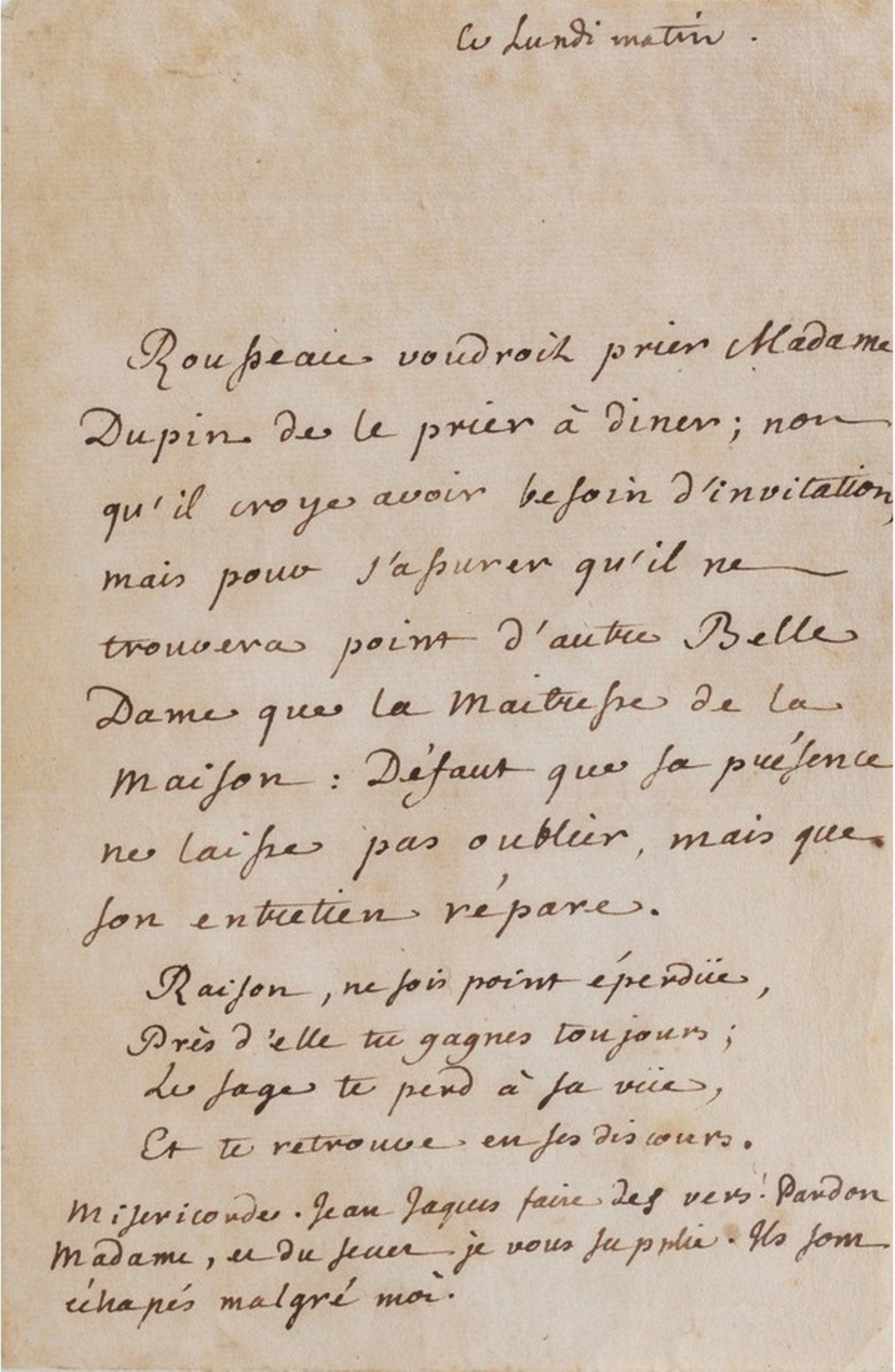
Lettre autographe de Jean-Jacques Rousseau à Louise Dupin vers 1754. Correspondance plaisante du philosophe écrite à la troisième personne et qui sollicite une invitation en la charmante compagnie de Mme Dupin.

Louise Dupin engage Jean-Jacques Rousseau de 1745 à 1751, comme secrétaire et précepteur de son fils. Mais leur première rencontre est loin d'être idyllique. Rousseau arrive dans la capitale, à l'automne 1741. Il est reçu chez Mme Dupin, rue Plâtrière, en mars 1743 par une lettre de recommandation, afin de présenter une comédie intitulée Narcisse et une notation musicale. Il éprouve d'emblée une vive passion envers la propriétaire des lieux :

« Madame Dupin était encore, quand je la vis pour la première fois, une des plus belles femmes de Paris. Elle me reçut à sa toilette. Elle avait les bras nus, les cheveux épars, son peignoir mal arrangé. Cet abord m'était très nouveau. Ma pauvre tête n'y tint pas. Je me trouble. Je m'égare. Et bref, me voilà épris de Madame Dupin. Mon trouble ne parut pas me nuire auprès d'elle, elle ne s'en aperçut point. Elle accueillit le livre et l'auteur, me parla de mon projet en personne instruite, chanta, s'accompagna au clavecin, me retint à dîner, me fit mettre à table à côté d'elle. Il n'en fallait pas tant pour me rendre fou. Je le devins. »

Jean-Jacques Rousseau par la suite envoie une lettre enflammée à Mme Dupin, qui lui retourne son courrier en exprimant son mépris. Ce qui n'arrête pas pour autant l'écrivain et il faudra l'intervention de Dupin de Francueil pour mettre un terme à ses assiduités. Mais Mme Dupin n'est guère rancunière et quelques mois après ces incidents, elle prend Rousseau à son service et le charge de s'occuper de l'éducation de son fils Jacques-Armand pendant huit jours, dans l'attente d'un nouveau précepteur. Par la suite, les époux Dupin prennent Jean-Jacques Rousseau comme secrétaire à son retour de Venise en 1745, alors qu'il n'est pas encore écrivain et moyennant un modeste salaire.
Louise Dupin souhaite en effet rédiger un ouvrage sur la défense des femmes qui au XVIIIe siècle sont traitées en mineures jusqu'à leur mort. Ce vaste projet remonte à 1740 environ, peu de temps après la vente de l'hôtel Lambert, à laquelle elle s'est vainement opposée. L'impossibilité pour les femmes de pouvoir disposer des biens et de n'avoir pas le droit d'être consultées dans leur administration, serait une des motivations de Louise. La seconde considération et non des moindres, est l'influence de l'abbé de Saint-Pierre qui l'a encouragée dans ce considérable travail.
Louise Dupin travaille donc déjà sur son ambitieuse étude depuis cinq ans, quand elle décide d'employer Rousseau. Ses nouvelles missions entre 1745 et 1750, consistent à prendre des notes et faire des recherches pour l'ouvrage de Mme Dupin. Jean-Jacques Rousseau n'a été qu'un exécutant : il écrit sous la dictée de Louise, recopie et met au propre les textes qu'elle relit et corrige. La châtelaine de Chenonceau emprunte à la Bibliothèque du roi, les livres qui servent de références à son entreprise et charge Rousseau d'en rédiger des extraits. Néanmoins, Jean-Jacques Rousseau a permis de donner à l'œuvre de sa bienfaitrice, une ampleur digne d'une encyclopédie et de développer son projet. 
Pour autant, Rousseau a des conceptions sur les femmes aux antipodes des idées de Madame Dupin, comme le démontre son prochain traité, Émile ou De l'éducation : « L'un doit être actif et fort, l'autre passif et faible : il faut nécessairement que l'un veuille et puisse, il suffit que l'autre résiste peu ». L'ouvrage sur La défense des femmes et l'égalité entre les sexes de Louise Dupin, s'étend sur près de 2 000 pages manuscrites inventoriées, réparties dans 47 chapitres, mais il est resté malheureusement inachevé.
Madame Dupin tenait Rousseau presque pour un subalterne et, au dire de Grimm et de Marmontel, elle lui donne congé le jour où elle reçoit des académiciens. Jean-Jacques Rousseau en éprouve de l'amertume mais après avoir quitté son travail de secrétaire en 1751, il gardera toujours de bonnes relations avec la famille Dupin. Madame Dupin apporte une aide financière à son épouse, Marie-Thérèse Le Vasseur (1721-1801) qui met au monde cinq enfants, abandonnés par Rousseau aux Enfants-Trouvés. Quant à Dupin de Francueil, il est lié à Rousseau pour leur passion commune de la musique. Le beau-fils de Madame Dupin s'intéresse à la physique, la chimie et l'histoire naturelle, dans l'espoir d'intégrer l'Académie des sciences et il fait rédiger au philosophe un livre resté inachevé, de vulgarisation scientifique aux institutions de chimie.
| - Manuscrit « Des femmes » de Louise Dupin. - Portrait de Jean-Jacques Rousseau par François Guérin (1717-1801). |

### Les années sombres

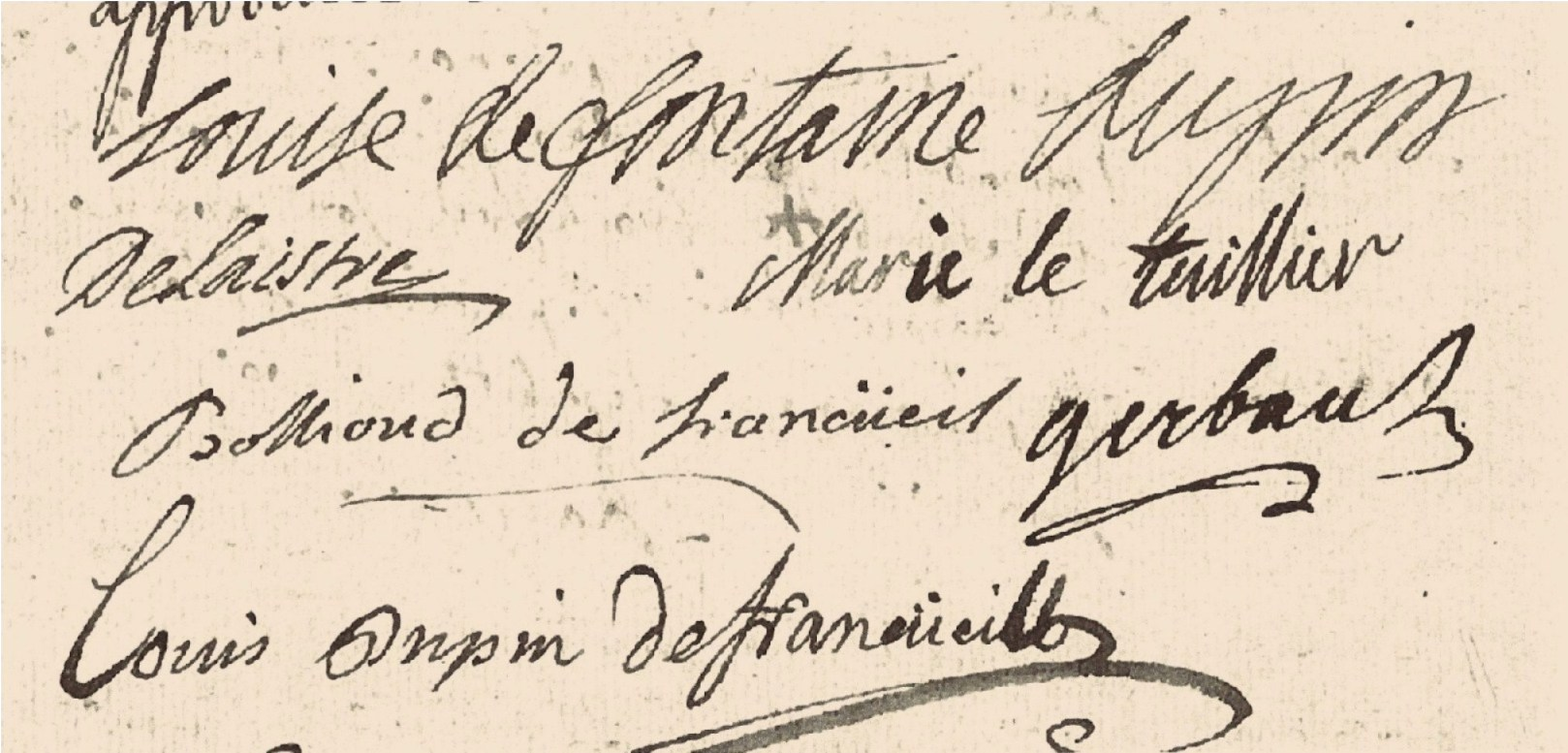
Signatures de Madame Dupin, de son beau-fils, Louis-Claude Dupin de Francueil et son épouse Suzanne Bollioud de Francueil. Dans cet acte paroissial, figure également la signature de Delaistre, écuyer et seigneur de Jarzay dans le Poitou.

Le 9 octobre 1749 à Paris en l'Église Saint-Sulpice, Jacques-Armand épouse Louise-Alexandrine-Julie de Rochechouart-Pontville. Mais Jacques-Armand est la cause de bien des soucis à ses parents et Jean-Jacques Rousseau. Parmi ses défauts, celui d'être un joueur au point de perdre en une nuit, une très forte somme. Son père est obligé de vendre plusieurs de ses biens en 1750, pour honorer cette dette d'honneur. Les écarts de leur fils unique qui se livre également à des spéculations risquées, se poursuivent. Claude Dupin est contraint de solliciter contre lui, une lettre de cachet et de le faire enfermer en 1762 dans la forteresse de Pierre Encise, sous prétexte de folie. Sa famille décide ensuite de faire expatrier Jacques-Armand le 26 octobre 1765 pour ses inconduites, à l'Île de France où il meurt de la fièvre jaune, le 3 mai 1767 (voir également le chapitre détaillé : documents). Avant d'embarquer à bord du « Comte d'Artois », navire marchand de la Compagnie des Indes orientales, il aurait confié à sa mère une fille illégitime, Marie-Thérèse Adam . Les origines de la naissance de Marie-Thérèse Adam (1755-1836) restent toutefois mystérieuses et Madame Dupin se serait chargée d'élever cette enfant qui deviendra plus tard sa lectrice et son héritière. Elle considère Marie-Thérèse comme sa propre fille et l'a modelée selon sa propre image en lui transmettant sa haute culture ainsi que l'élégance de ses manières. Marie-Thérèse Adam est entièrement dévouée à la châtelaine de Chenonceau et sera à ses côtés jusqu'au dernier moment.
Le 25 février 1769, Claude Dupin meurt à Paris. Il laisse une fortune évaluée à plus de deux millions de francs-or. Louis-Claude Dupin de Francueil dénonce le testament de son père, daté du 15 janvier 1768, et se porte héritier pour la moitié des biens. Ils seront partagés à la suite de la liquidation de la succession en 1772, entre Madame Dupin, Dupin de Francueil et Dupin de Rochefort. Ce dernier est le fils unique de Jacques-Armand Dupin de Chenonceaux. Madame Dupin reçoit le domaine de Chenonceau avec son mobilier, le marquisat du Blanc et l'Hôtel de Vins, rue Plâtrière à Paris.
Le jeudi 18 septembre 1788, Claude Sophie Dupin de Rochefort meurt au château de Chenonceau, dans sa trente-huitième année. Avec la disparition de son petit-fils, sans postérité, Madame Dupin n'a plus de descendance directe.
Une autre personnalité meurt à Chenonceau, quatre jours avant le petit-fils de Madame Dupin. Il s'agit du baron Frédéric-Auguste de Boden, chambellan du roi de Prusse et ministre plénipotentiaire du prince de Hesse-Cassel. Mais ce familier du salon littéraire de Louise Dupin, est en réalité un espion. Surveillé étroitement par la police parisienne, il fait l'objet d'enquêtes et à des rapports spécifiques. Mme Dupin est-elle au courant des activités réelles de son protégé ? Le baron de Boden s'éteint le 14 septembre 1788 au château de Chenonceau où il s'était réfugié et sera inhumé le 16 septembre 1788 suivant dans un endroit dédié du cimetière, car ce grand personnage est de confession luthérienne. Même dans la mort et peu importe le rang, il est hors de question de confondre catholiques et protestants. Ces derniers sont encore exclus de la terre dite consacrée et en dépit de l'Édit royal dit « de Tolérance » du 7 novembre 1787, inspiré à Louis XVI par certaines personnalités de confession protestante. Le nouveau curé de Chenonceaux, l'abbé François Lecomte, en poste depuis 1787, marqué par l'importance du nombre de décès dans sa paroisse dont deux illustres personnages, inscrit dans l'en-tête du registre paroissial de 1788 : « À mourir Dieu nous aide ».

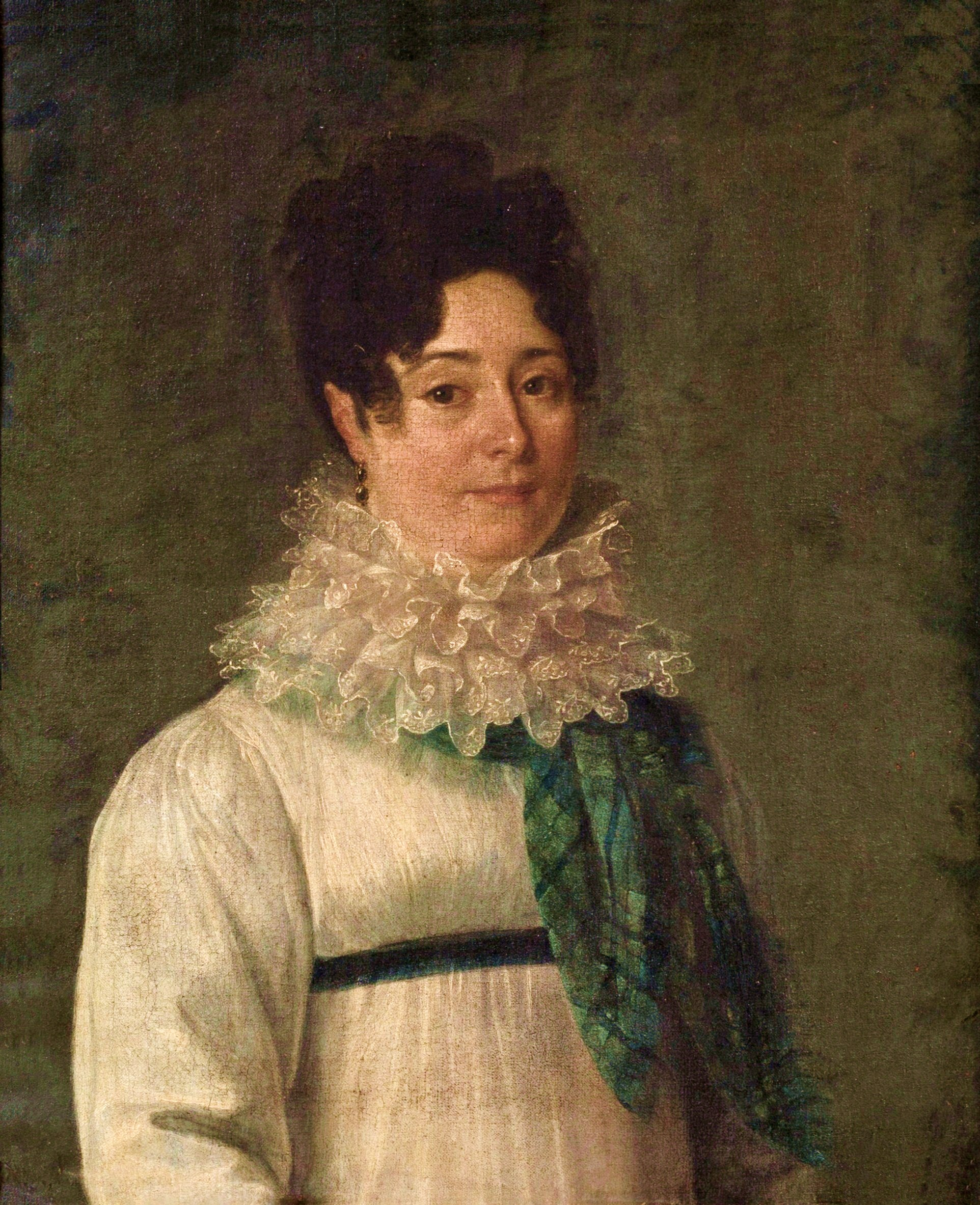
Portrait d'Apolline de Villeneuve née de Guibert en 1810, dame du palais de la reine Hortense de Beauharnais. Elle est la petite nièce et héritière de Louise Dupin, descendante des familles Carton-Dancourt et Boutinon des Hayes, épouse du comte René Vallet de Villeneuve. Ancienne collection du château de Chenonceau. École française du XIXe siècle, collection privée.

Le 10 août 1792, le peuple s'empare du palais des Tuileries. Voici trois ans que la Révolution française a commencé, mais cette journée historique marque la fin de la monarchie avec l'arrestation de Louis XVI et de Marie-Antoinette. La France est en guerre depuis le 20 avril et Paris est menacé par les armées prussiennes qui, après la proclamation du manifeste de Brunswick le 25 juillet, livreraient la capitale à « une exécution militaire et une subversion totale ». Dans ce climat de tension et de violence, des massacres sont perpétrés dans les prisons parisiennes, au début du mois de septembre. C'est dans ce contexte, que Madame Dupin décide de quitter Paris pour Chenonceau. Elle pouvait émigrer comme tant d'autres, dès le lendemain de la prise de la Bastille en 1789, sur les conseils de ses amis. Mais elle choisit de rester en France et préfère se retirer en Touraine au moment où la première Terreur s'abat sur le pays. Le 11 septembre 1792, Mme Dupin s'installe définitivement à Chenonceau,,, en compagnie de son amie, la comtesse de Forcalquier,, sa nièce Madeleine-Suzanne Dupin de Francueil , ses petits-neveux René et Auguste Vallet de Villeneuve ainsi que sa gouvernante et lectrice, Marie-Thérèse Adam. Au cours de ces années, Mme Dupin réussit à préserver son château.
Le 21 ventôse de l'an II (11 mars 1794), son neveu Pierre Armand Vallet de Villeneuve, se suicide à la prison de la Conciergerie, à l'âge de 62 ans. Il était le secrétaire du roi, trésorier général de la Ville de Paris et receveur général des Finances à Metz. Condamné par le Tribunal révolutionnaire, sa fin brutale le soustrait à l'échafaud. Louise Dupin recueille ses fils René et Louis, épargnés en raison de leur jeune âge. Dans son testament en date du 6 août 1790, Pierre Armand Vallet de Villeneuve lègue 600 livres de rente viagère à la fille illégitime et supposée de Claude Sophie Dupin de Rochefort, décédé en 1788, Marie Claude Sophie Saint-Aubin (voir également le chapitre détaillé : documents), née le 7 février 1788 en la paroisse de Saint-Eustache à Paris .
Le 25 novembre 1793 (5 frimaire An II) Marie-Aurore de Saxe, la seconde épouse de son beau-fils Louis Dupin de Francueil, est incarcérée à la prison de la Bourbe à Paris, puis au couvent des anglaises, rue des Fossés Saint-Victor. Elle est libérée quelques mois plus tard, le 21 août 1794 (4 fructidor An II). En 1796, le fermier de Madame Dupin, au château de Rochefort dans le département de l'Indre a eu les pieds brûlés par des criminels, surnommés les « Chauffeurs » qui sévissent dans la région.

### La dame de Chenonceau

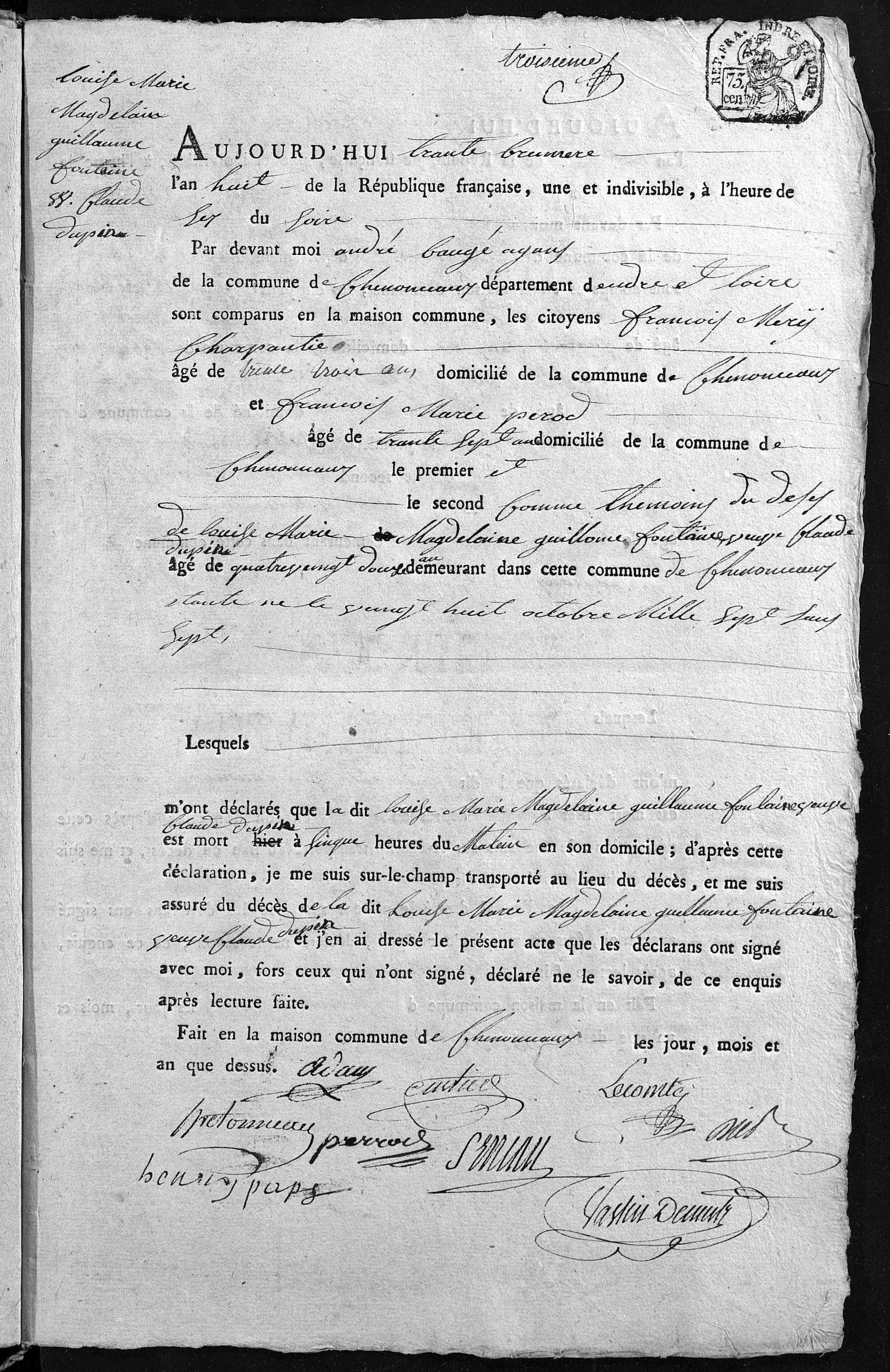
Acte de décès de Louise Dupin le 30 brumaire an VIII à Chenonceaux. L'année de naissance transcrite dans l'acte est erronée. Archives départementales d'Indre-et-Loire.

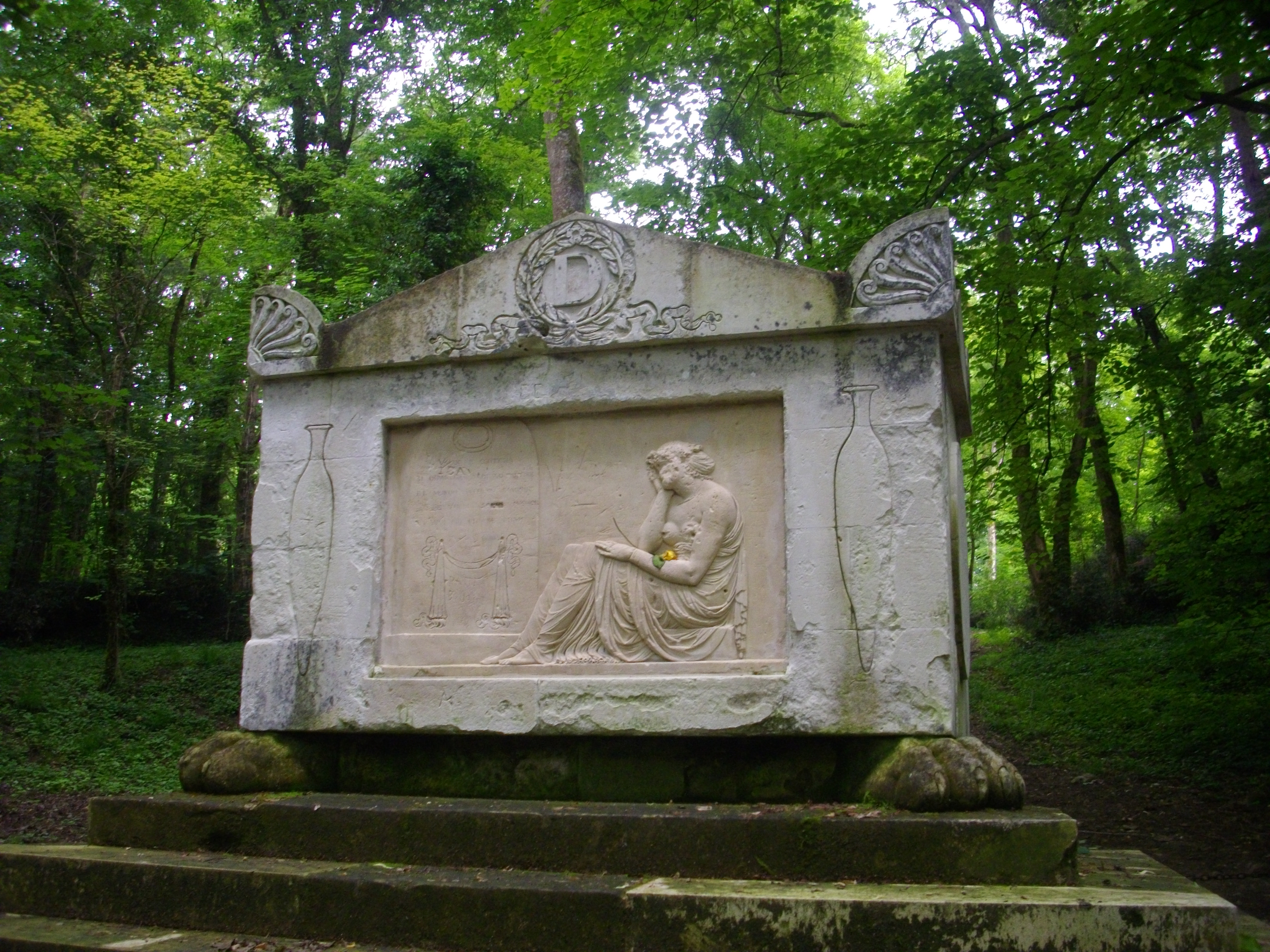
Le tombeau de Madame Dupin dans le parc du château de Chenonceau. Le monument commandé par les petits-neveux de Villeneuve, est l'œuvre de l'architecte Broynard et du sculpteur Jean Pierre Monpellier.

Madame Dupin transmet le domaine à son petit-neveu, le comte René, François Vallet de Villeneuve (1777-1863) et son épouse Apolline de Guibert (1776-1852). Chenonceau restera dans la famille de Villeneuve jusqu'en 1864. Les terres du Blanc reviennent au cadet, Auguste Louis Claude Vallet de Villeneuve (1779-1837), époux de la fille du comte Louis-Philippe de Ségur, Louise Antoinette Pauline, Laure de Ségur (1778-1812), et qui sera le trésorier de la Ville de Paris.
Georges Touchard-Lafosse, âgé de dix-sept ans, vient lui rendre visite en 1797 et l'évoque ainsi :

« Elle avait conservé la conversation la plus animée de souvenirs brillants, d'épisodes curieux; son esprit ne paraissait avoir rien perdu ni de sa vivacité ni de sa grâce : c'était un livre du plus séduisant intérêt que ses entretiens. »

L'année suivante, en 1798, Louise Dupin reçoit un jeune homme à l'avenir prometteur, Pierre Bretonneau, étudiant en médecine. Il est le fils de Pierre Bretonneau, maître en chirurgie, médecin de Mme Dupin, et Élisabeth Lecomte. Son oncle est l'abbé François Lecomte, curé de Chenonceaux puis régisseur du château.

Louise Dupin termine sa vie à Chenonceau dans une grande solitude. Lointains sont désormais les jours heureux. Le 20 novembre 1799 (30 brumaire An VIII) à cinq heures du matin, Mme Dupin s'éteint à l'âge de quatre-vingt-treize ans, dans sa chambre située au rez-de-chaussée sur la façade Ouest du château,, aujourd'hui appelée Chambre de François Ier. Ses dernières volontés seront respectées : 

« J'entends et je veux, après ce qu'on croit la mort et le terme ordinaire pour s'en assurer, être gardée au moins quarante-huit heures de plus ; rester au moment où mes yeux se fermeront placée dans mon lit, visage découvert comme si j'y étais vivante […] De quelque maladie ou accident que je meure, je ne veux point qu'on en cherche la cause […] Je ne veux être touchée et ensevelie que par les femmes seules de ma maison et je désigne Louise Morillon, Henriette Bossé femme Henry et Marie-Anne Chavigny pour me rendre ce dernier service […] Je ne veux absolument être enfermée que dans une boîte de sapin et je charge mes successeurs, quelque part où je meure, de me faire transporter à Chenonceau avec la plus grande simplicité et me placer dans le lieu que je ferai marquer. »

Ce lieu que Mme Dupin a choisi, se situe sur la rive gauche du Cher : « à l'ombre des grands arbres du parc de Francueil, elle dort de son dernier sommeil sous un lourd monument élevé par ses petits-neveux. Dans ce coin solitaire repose, presque oubliée, cette femme admirable qui unissait les qualités du cœur aux élégances de l'esprit ».

## Œuvres

### Introduction
Louise Dupin rédige plusieurs écrits moraux, de très courts essais entre 1730 et 1740, dont :
- Idées sur le bonheur
- Idées sur l'amitié
- Idées sur l'éducation
- Sur les sentiments de l'âme
- Réponse à une femme de mes amies

L'une de ses maximes résume sa conduite dans ses recherches, ses écrits et ses motivations : 

« Ce que nous savons, souffre de ce que nous ne savons pas. »

— Louise Dupin, citation
Elle réhabilite également le rôle politique de vingt-huit souveraines françaises dans un manuscrit écrit vers 1740 et intitulé sous un titre contemporain : Éloge des reines de France,.
Mais son travail majeur est son ouvrage sur les femmes, rédigé entre 1740 et 1751.

### Une réfutation deL'esprit des lois
Madame Dupin contribue aux écrits de son époux Claude Dupin, auteur notamment en 1749 d'un ouvrage en deux volumes, Réflexions sur quelques parties d'un livre intitulé de L'esprit des lois , qui réfute les arguments développés par Montesquieu dans son étude De l'esprit des lois, publiée l'année précédente, en 1748. Les autres collaborateurs de Claude et Louise Dupin sont le jésuite Guillaume François Berthier, et peut-être son confrère le Père Plesse,. Claude Dupin avait à cœur de défendre la Ferme générale et les financiers attaqués par Montesquieu ainsi que la monarchie, tout en prenant soin de ne pas nommer le philosophe et observant pour lui-même, l'anonymat, en homme prudent et avisé. Une partie de l'ouvrage souhaite aussi prendre la défense des femmes.
Mais Montesquieu bénéficie d'une haute protection, celle de Madame de Pompadour. La favorite du roi Louis XV, ne s'est-elle pas fait représenter dans le tableau de Maurice Quentin de La Tour avec, placé sur une table, l'ouvrage De l'esprit des lois ? La réaction de Montesquieu ne s'est pas fait attendre et il demande à Madame de Pompadour d'intervenir en sa faveur,,,.
Grâce à son aide, Montesquieu obtient la suppression de l'édition de Claude Dupin. Mais le livre de Montesquieu est mis à l'Index en 1751 et le pape en interdit la lecture. Le fermier général publie en 1752, une nouvelle version plus modérée en trois volumes : Observations sur un livre intitulé, de l’Esprit des loix et cette critique, bien argumentée, n'a pas connu le sort réservé à la première édition. Il va sans dire que cette confrontation provoque la rupture des relations entre Montesquieu et le couple Dupin.

### La défense des femmes

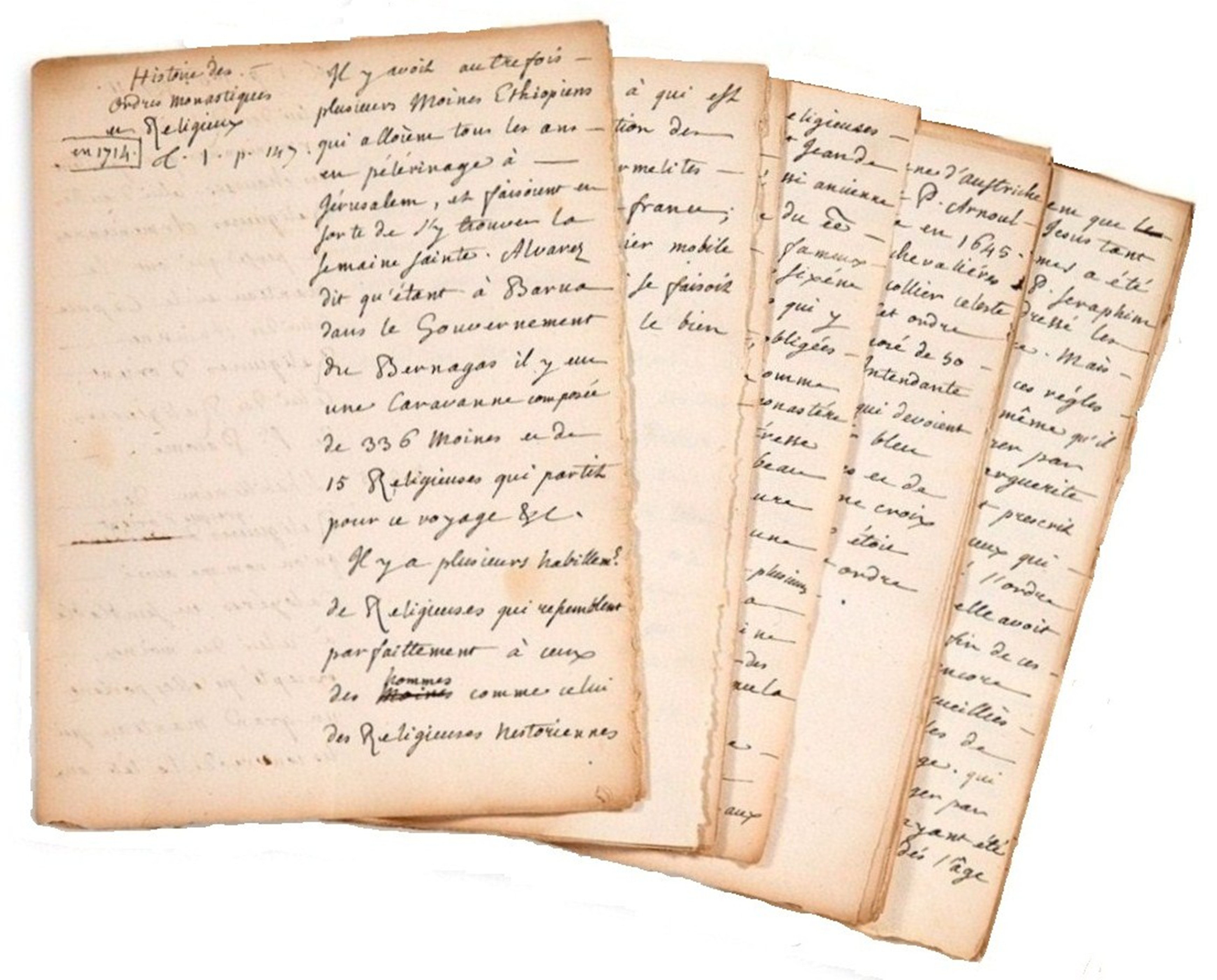
Manuscrits de l'ouvrage encyclopédique « Des femmes » de Louise Dupin. Extraits de lHistoire des ordres religieux et monastiques. Intéressantes notes sur la place des femmes dans les ordres religieux. Rousseau relève ainsi certaines discriminations dont ont été victimes des ordres féminins dans l'Église par rapport à des ordres masculins.

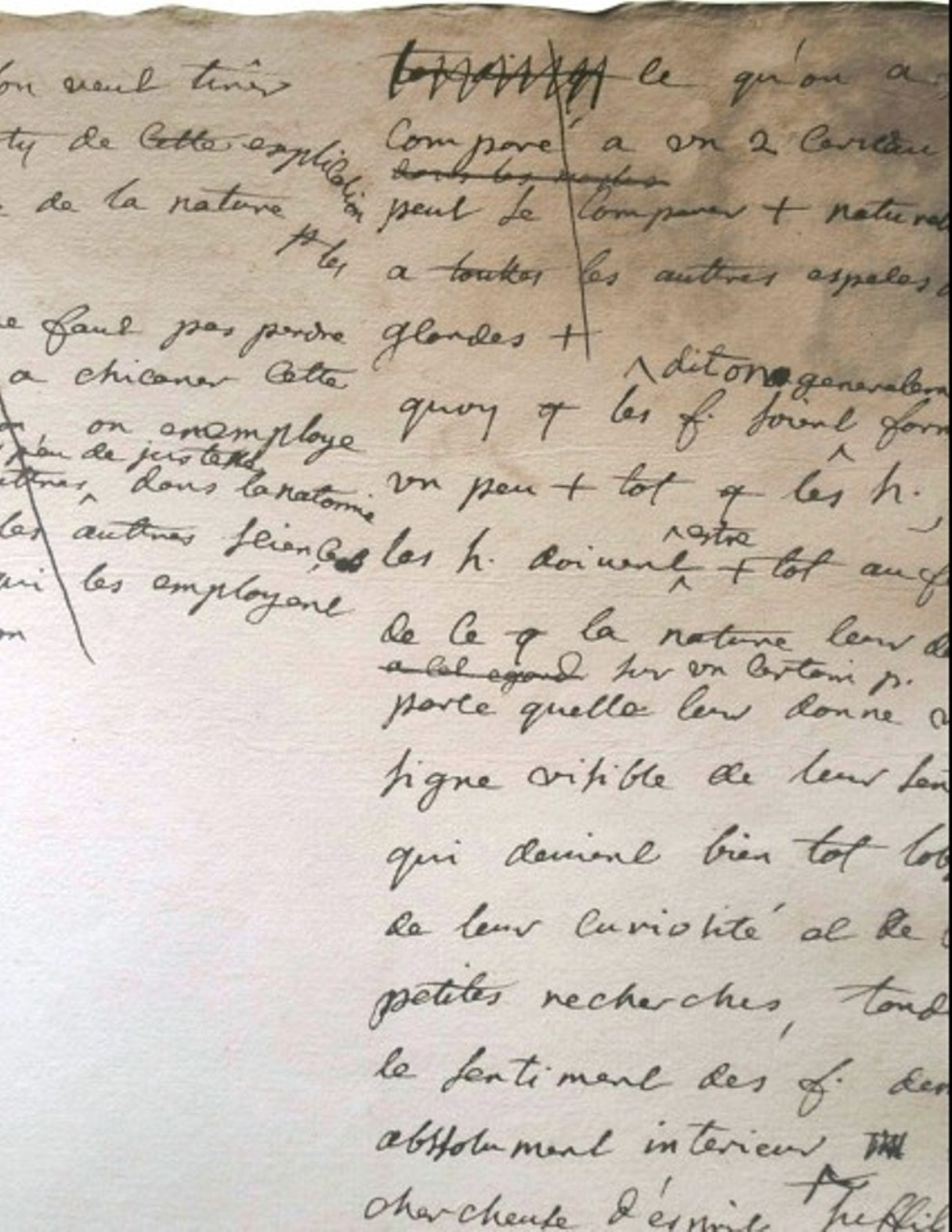
Feuillet autographe extrait de l'œuvre « Des femmes » de Madame Dupin. Notes préparatoires rassemblées par Jean-Jacques Rousseau, corrections et ajouts de Madame Dupin.

Louise Dupin prend la défense des femmes et elle prône l'égalité entre les sexes avec un réel engagement féministe dans son œuvre inachevée, Des femmes. Observation du préjugé commun sur la différence des sexes ,. Elle poursuit avec ténacité pendant plus de dix ans — de 1740 à 1751 — ce projet à vocation encyclopédique. Jean-Jacques Rousseau lui vient en aide durant les six années de son secrétariat de 1745 jusqu'au début de 1751. Elle revendique l'égalité physique, intellectuelle et morale entre les deux sexes. Elle réclame pour les femmes l'accès à tous les savoirs et à toutes les professions. Elle veut réformer les mariages dans le sens de l’égalité et propose un contrat de mariage temporaire ou renouvelable. Elle est favorable au mariage des prêtres.

Malgré la présence auprès d'elle de Jean-Jacques Rousseau, Louise Dupin ne préconise pas l'égalité de tous les êtres humains, mais seulement celle des hommes et des femmes. Elle écrit dans son manuscrit du discours préliminaire de l'ouvrage « Des femmes » : 

« L'indépendance et la liberté sont un droit naturel qui appartient aux femmes comme aux hommes […] que la raison fait cependant céder et dans les hommes et dans les femmes envers ceux qui exercent sur eux une autorité selon la justice et pour l'avantage commun, mais l'autorité sans bornes et de fantaisie doit révolter tout esprit humain raisonnable ou tout au moins reconnue pour injuste. »

Louise Dupin approuve ainsi la société d'ordre et de la servitude : 

« La simple servitude est nécessaire. Elle est utile. C'est un engagement volontaire et sous certaines conditions qu'on est obligé de leur tenir. Leur assujettissement n'a lieu que dans les cas du service mais hors de là, chacun dispose de soi à volonté. »

Son secrétaire, Jean-Jacques Rousseau, ne l'approuve sûrement pas. Le féminisme de Madame Dupin est par essence, aristocratique. Elle oublie ses ancêtres comédiens en même temps que la condition subalterne des femmes du peuple. Son sentiment d'appartenance profonde à la classe aristocratique allait jusqu'à souhaiter une limitation des possibilités d'anoblissement dans son chapitre, De la noblesse et des titres, du même ouvrage. Pas plus que les autres féministes de son époque, Louise Dupin n'envisage une lutte pour changer la société et les mœurs. Son féminisme reste dans le cadre de la philosophie et de la théorie.
La défense de la cause des femmes, domaine qui lui tient particulièrement à cœur, amène Madame Dupin à contester les raisonnements de Montesquieu qui fait preuve en la matière, de misogynie. Rappelons que Montesquieu a fait la cour à Madame Dupin — comme Jean-Jacques Rousseau  — et le conflit qui l'oppose à son époux sur la publication De l'esprit des lois, « ait pu inspirer le philosophe à quelque esprit de vengeance que ce soit », ou est-ce à « la rancœur de l'amoureux déçu que l'on doit tant de déclarations hostiles aux femmes » ?
Ce livre de 2 000 pages manuscrites n'a malheureusement jamais été publié de son vivant. Comment expliquer un tel renoncement, alors que l'épouse du fermier général y avait de toute évidence consacré plusieurs années de travail ? Les grandes salonnières du XVIIIe siècle, celles qui se sont imposées dans la durée, étaient-elles trop avisées pour se risquer à l'écriture ?

Olivier Marchal, auteur de deux ouvrages sur Jean-Jacques Rousseau, conforte cette explication : 

« À l'instar de Madame Geoffrin voire de Louise d'Épinay, Louise Dupin renonce également à toute prétention au bel esprit ou à l'esprit savant. Elle renonce donc à publier, et aucun de ses ouvrages ne paraîtra de son vivant. À cette époque, que l'on qualifie souvent de féministe, la femme du monde s'expose inévitablement au ridicule lorsqu'elle s'avise de rivaliser avec les hommes dans les domaines les plus sérieux. Pour ne l'avoir pas compris — ou accepté ? —, Madame du Châtelet — qui traduisait alors Newton en français —, fut l'objet des pires moqueries. Moins émancipée, Louise Dupin accepta finalement de s'en tenir à son rôle : celui d'une des plus grandes salonnières du siècle. »

Néanmoins, dès les années 1720, Mme de Lambert s'était engagée à la publication, et son œuvre avait été saluée avec respect et considérée comme digne du plus grand intérêt par ses contemporains. Mais l'un de ses ouvrages, Réflexions nouvelles sur les femmes, par une Dame de la Cour, n'était pas destiné à l'impression. Des amis, auxquels la marquise de Lambert avait transmis ses manuscrits, les firent paraître sans son autorisation. L'écrivaine en fut vivement affligée et se crut déshonorée.

Le professeur Jean Buon, auteur d'une biographie sur Louise Dupin en 2013, nous donne son point de vue sur la philosophe qui est restée dans l'ombre des Lumières : 

« S'il était permis de porter un jugement, le nôtre serait de partager l'admiration de George Sand pour Madame Dupin (voir le chapitre Littérature) et de regretter qu'elle n'ait pas achevé son travail. En dépit de son sentiment aristocratique, elle avait perçu l'injustice de la société. Elle n'avait pas reculé à braver Montesquieu et à perdre son amitié. Mais, elle avait conservé celle de Voltaire. Bien qu'elle n'ait pas pressenti le talent de Jean-Jacques Rousseau à ses débuts, celui-ci a toujours témoigné de la reconnaissance pour sa bienfaisance, lui qui fut si ingrat envers ses amis. »

Et George Sand nous livre avec vivacité un portrait de son arrière grand-mère par alliance : 

« Belle et charmante, simple, forte et calme, madame Dupin finit ses jours à Chenonceaux dans un âge très avancé. La forme de ses écrits est aussi limpide que son âme, aussi délicate, souriante et fraîche que les traits de son visage. Cette forme est sienne, et la correction élégante n'y nuit point à l'originalité. Elle écrit la langue de son temps, mais elle a le tour de Montaigne, le trait de Bayle, et l'on voit que cette belle dame n'a pas craint de secouer la poussière des vieux maîtres. »

## Propriétés
| - Le collège de Narbonne, au n° 89 rue de la Harpe à Paris. - Le quartier Saint-André des Arts à Paris en 1774. |

Madame Dupin réside dans les propriétés suivantes :
- L'hôtel Lambert, dans l'île Saint-Louis à Paris de 1732 à 1739. Cet hôtel est acheté conjointement le 12 avril 1732 par Claude Dupin avec sa belle-mère, Madame de Fontaine. Monsieur et madame Dupin résident l'hiver à Paris. L'hôtel Lambert est vendu le 31 mars 1739 dans le cadre de la succession de Samuel Bernard, à Florent Claude, marquis du Châtelet et à son épouse, Gabrielle Émilie de Breteuil.
- Le château de Chenonceau, acheté le 9 juin 1733 par Claude Dupin, au duc de Bourbon. Madame Dupin se rend avec son époux, en automne de chaque année sur les bords du Cher. Après la disparition de son mari en 1769, madame Dupin multiplie ses visites, puis prolonge ses séjours en Touraine. Elle s'installe définitivement à Chenonceau au cours de la Révolution française, le 11 septembre 1792. Madame Dupin y meurt le 20 novembre 1799, à l'âge de 93 ans.
- L'hôtel de Latour-Maubourg, au no 10 place Vendôme à Paris de 1740 à 1741. L'hôtel est loué par Claude Dupin, dans l'attente de la fin des travaux dans son prochain hôtel particulier, rue Plâtrière. Au cours de cette période, Mme Dupin séjourne plus longtemps au château de Chenonceau, acquis en 1733.
- L'hôtel de Vins, de la rue Plâtrière[87] à Paris dépendant de la paroisse Saint-Eustache. Les époux Dupin louent cet hôtel et ils s'installent en ce lieu, après deux années de travaux. C'est dans cette maison que Jean-Jacques Rousseau se présente à Madame Dupin, au mois de mars 1743. Le 22 février 1758, Claude Dupin et son épouse Louise Guillaume de Fontaine, achètent à Marc Antoine Bouret, receveur général des finances, cet hôtel pour un montant de 190 000 livres[88]. Claude Dupin meurt dans son hôtel particulier, le 25 février 1769[89]. L'Hôtel de Vins devait revenir à son fils aîné, Louis Claude Dupin de Francueil à la mort de Madame Louise Dupin. Mais il meurt avant sa belle-mère, le 6 juin 1786. La propriété revient donc à sa fille, Suzanne Madeleine Dupin de Francueil, lors de la succession de Madame Dupin en 1799.
- L'hôtel particulier acquis le 23 novembre 1748 par Claude Dupin et Madeleine de Fontaine auprès du Bailli, Louis Fontenettes, dans la ville basse du Blanc, sur la Grande Place en face du couvent des Augustins, pour 8 000 livres. Le château-Naillac étant peu confortable - les bâtiments servaient de prison - cette maison accueille les nouveaux propriétaires du marquisat, pendant leurs séjours irréguliers au Berry. Cet hôtel prendra le nom de « Maison de la Marquise », en souvenir de Madame Dupin, qui est venue quelquefois au Blanc.
- Une maison à Clichy-sur-Seine achetée en 1752, où le couple demeure en été. Madame Dupin en était encore propriétaire, en 1792.

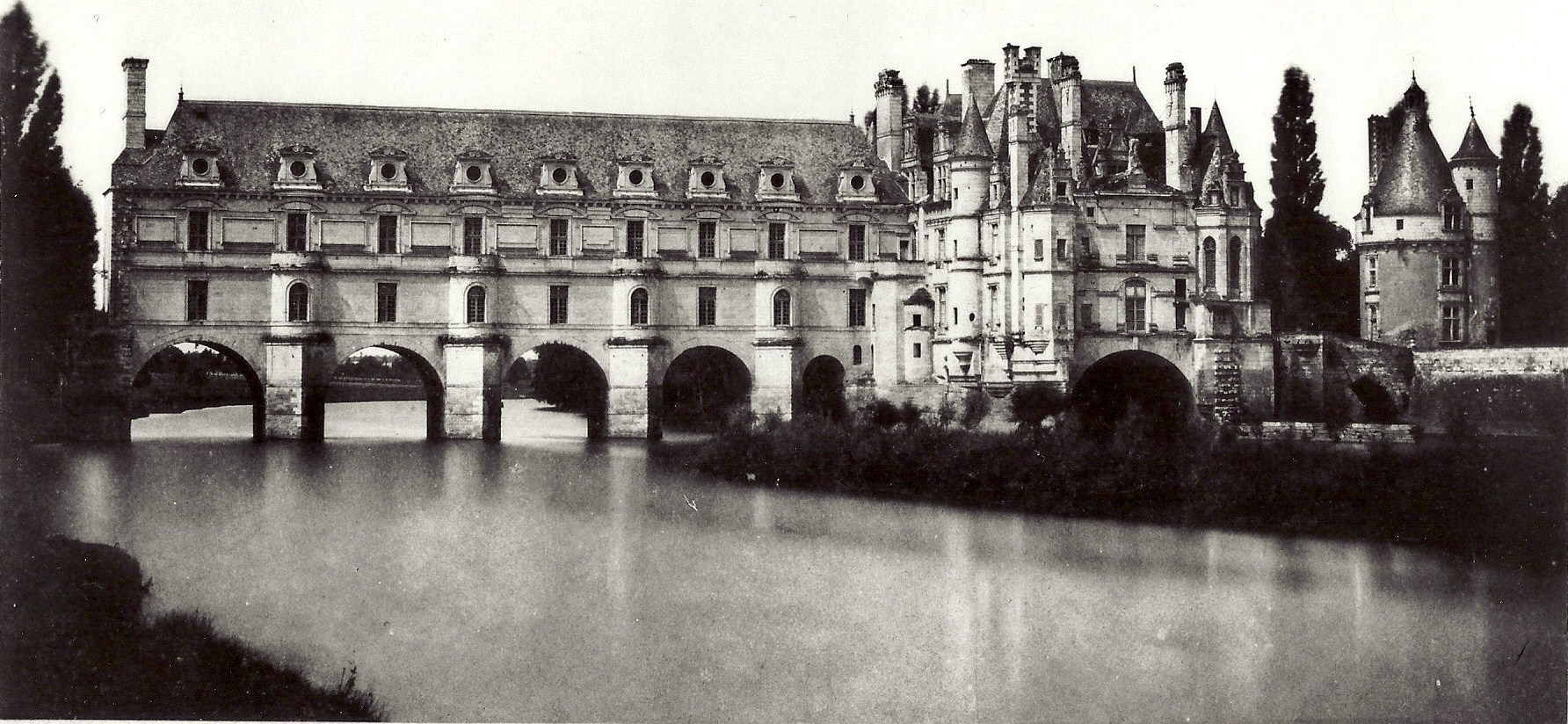
Photographie du château de Chenonceau par Gustave Le Gray en 1851. L'aspect du château à cette époque, inchangé depuis Catherine de Médicis, est celui que Madame Dupin a connu.

- L'ancien collège de Narbonne, rue de la Harpe à Paris acheté par Claude et Louise Dupin le 26 juillet 1766 au prix de 120 200 livres. Cette vente est décidée par les administrateurs du collège Louis-le-Grand. Il sera démoli en 1859 pour l'ouverture du boulevard Saint-Michel. Au-dessus de la porte d'entrée et sous le balcon, l'immeuble portait l'inscription en latin : « Collegium narbone fondatum anno 1317. Readificatum anno 1780 » (le Collège de Narbonne a été fondé en 1317. Il a été reconstruit en 1780)[90],[91]. George Sand est devenue la propriétaire de l'ancien collège de Narbonne par l'héritage familial et le mentionne dans son autobiographie, Histoire de ma vie[92] :

« Il [mon époux] me fit demander une somme de cinquante mille francs moyennant laquelle il me rendit la jouissance de l'hôtel de Narbonne, patrimoine de mon père, et celle beaucoup plus précieuse de garder et gouverner mes deux enfants comme je l'entendrais. Je vendis le coupon de rente qui avait constitué en partie la pension de ma mère; nous signâmes cet échange, enchantés l'un et l'autre de notre lot. Quant à l'argent, le mien ne valait pas grand'chose, eu égard au présent. Le collège de Narbonne, maison historique fort vieille, avait été si peu entretenu et réparé, qu'il me fallut y dépenser près de cent mille francs pour le remettre en bon rapport. Je  travaillai dix ans pour payer cette somme et pour faire de cette maison la dot de ma fille. »

## Postérité

### Littérature

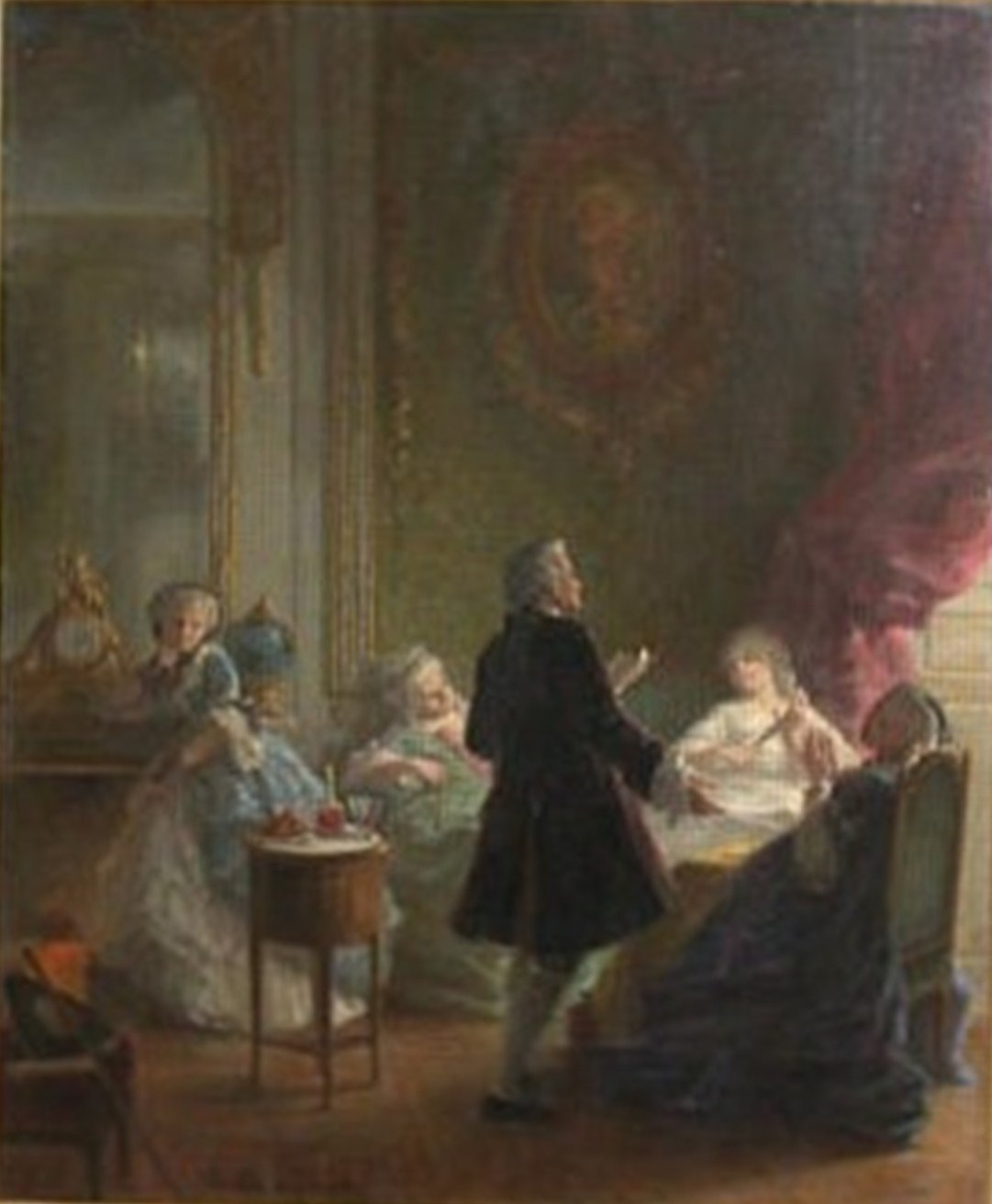
Jean-Jacques Rousseau fait la lecture de L'engagement téméraire devant Madame Dupin dans un salon du château de Chenonceau, à l'automne 1747.

George Sand vouait une grande admiration à Madame Dupin, seconde épouse de son arrière-grand-père :

« Malgré la réputation d'esprit et de charme dont elle a joui, et les éloges que lui ont accordés ses contemporains, cette femme remarquable n'a jamais voulu occuper dans la république des lettres sérieuses la place qu'elle méritait. Elle était mademoiselle de Fontaines, et passa pour être la fille de Samuel Bernard, du moins Jean-Jacques Rousseau le rapporte. Elle apporta une dot considérable à M. Dupin; je ne me souviens plus lequel des deux possédait en propre la terre de Chenonceaux, mais il est certain qu'à eux deux ils réalisèrent une immense fortune. Ils avaient pour pied à terre à Paris l'hôtel Lambert, et pouvaient se piquer d'occuper tour à tour deux des plus belles résidences du monde. On sait comment Jean-Jacques Rousseau devint secrétaire de M. Dupin, et habita Chenonceaux avec eux, comment il devint amoureux de madame Dupin, qui était belle comme un ange, et comment il risqua imprudemment une déclaration qui n'eut pas de succès. Il conserva néanmoins des relations d'amitié avec elle et avec son beau-fils Francueil. Madame Dupin cultivait les lettres et la philosophie sans ostentation et sans attacher son nom aux ouvrages de son mari, dont cependant elle aurait pu j'en suis certaine revendiquer la meilleure partie et les meilleures idées […] M. et madame Dupin travaillaient à un ouvrage sur le mérite des femmes, lorsque Jean-Jacques vécut auprès d'eux. Il les aidait à prendre des notes et à faire des recherches, et il entassa à ce sujet des matériaux considérables qui subsistent encore à l'état de manuscrits au château de Chenonceaux. L'ouvrage ne fut point exécuté, à cause de la mort de M. Dupin, et madame Dupin, par modestie, ne publia jamais ses travaux. Certains résumés de ses opinions, écrits de sa propre main, sous l'humble titre d'Essais, mériteraient pourtant de voir le jour, ne fût-ce que comme document historique à joindre à l'histoire philosophique du siècle dernier. Cette aimable femme est de la famille des beaux et bons esprits de son temps, et il est peut-être beaucoup à regretter qu'elle n'ait pas consacré sa vie à développer et à répandre la lumière qu'elle portait dans son cœur. »

L'écrivain Olivier Marchal dans son roman « Rousseau, la comédie des masques », évoque la personnalité de Madame Dupin :

« L'hôtel particulier qu'occupait Madame Dupin se situait au bout de la rue Plâtrière […] Rousseau se dirigea vers le petit salon et entra dans l'antichambre après s'être annoncé auprès du valet de pied. Au moment de prendre place sur la banquette, il lissa sa veste de brocart et rajusta son épée. Bien qu'il fût à son service depuis près de quatre ans, Jean-Jacques ne s'était jamais senti à son aise en présence de Madame Dupin. À peine plus âgée que lui, elle avait pourtant su préserver sa beauté. La grâce et l'élégance de son maintien étaient encore rehaussées par la finesse de ses traits. On croisait dans son cercle les hôtes les plus prestigieux, de Voltaire à Buffon, mais également les membres les plus éminents de l'aristocratie parisienne. Vive et spirituelle, elle s'attirait des éloges jusque dans les maisons des autres salonnières. C'était pourtant dans l'intimité du tête-à-tête que la jeune femme troublait le plus Jean-Jacques. Son visage au teint très blanc, la blondeur de ses cheveux tirés en arrière et la douceur de sa voix, la rendaient presque irréelle. Dans ces instants-là, on se prenait d'envie de lui parler en chuchotant, de peur de rompre le charme. »

### Portraits
| - Portrait de Madame Dupin. Décoration de sa chambre à Chenonceau au XVIIIe siècle. Détail du tableau de Jean-Marc Nattier. - Louise Fontaine, épouse de Claude Dupin. Tableau exposé au château de Chenonceau. |

Les portraits de Madame Dupin sont rares. Un tableau décorait à Chenonceau, la chambre de madame Dupin et il est aujourd'hui dans une collection privée. Il est exécuté par Jean-Marc Nattier avec la collaboration de sa fille, Catherine Pauline Nattier (1725-1775), la future madame Tocqué. Le visage, les chairs et les étoffes sont de Nattier, le reste est peint par sa fille. Une seconde version de ce tableau existe, mais non signée, avec une variante : Madame Dupin est représentée avec un Foulque d'Amérique. Deux autres portraits sont également de Nattier. L'un était destiné au boudoir de l'hôtel Lambert et se trouve à présent aux États-Unis, exposé à New York dans la collection privée de Lawrence Steigrad fine arts. L'autre, réplique du précédent, est peint pour le château du Blanc. Rappelons que Madame Dupin était marquise du Blanc.
Un autre tableau est supposé de Nattier et se trouvait dans l'antichambre du deuxième étage de l'hôtel Lambert. Mais celui-ci est si peu ressemblant avec les précédents que son attribution est incertaine. Serait-il de Jean-Baptiste Greuze, auteur d'un portrait de Madame Dupin et qui figure dans le catalogue de ses œuvres ? La question demeure et nul ne sait ce qu'est devenu l'original. Il s'agit en réalité d'un portrait de Mme Louise-Élisabeth dit Madame Infante ou Mme Henriette en Vestale. Une copie de l'œuvre originale disparue est réalisée entre 1749 et 1751 par l'école de Jean-Marc Nattier et elle est exposée actuellement au musée des Beaux-Arts de Pau.
Enfin, le portrait de Madame Dupin exposé actuellement au château de Chenonceau est réalisé d'après l'œuvre de Jean-Marc Nattier.

### Politique
Le 7 mars 2024, la députée du parti Renaissance Marie-Pierre Rixain annonce la création du Cercle Louise Dupin, du nom de la philosophe et châtelaine de Chenonceau. Son objectif est d'accroître la contribution des femmes à l'économie.

### Mémoire
- Le jeudi 14 juin 2012, a lieu l'inauguration et le baptême de la rose Louise Dupin à Chenonceau, par sa marraine Élisabeth Badinter, en présence de Laure Menier, conservateur du château[100].
- Le jeudi 16 mai 2013, conférence de Madame Monique Fouquet-Lapar sur le thème : « Madame Dupin, une grande dame du XVIIIe siècle oubliée », à la mairie du 1er arrondissement de Paris.
- Le mercredi 26 juin 2013, se tient une conférence de Jean Buon à Tours, dont le sujet est : « Madame Dupin, la Dame de Chenonceau : après les belles années, les années sombres ».
- Le lundi 15 décembre 2014 a lieu la soutenance de la première thèse de doctorat sur Louise Dupin par Frédéric Marty : « Louise Dupin : la pensée d'une féministe entre Montesquieu, Voltaire et Rousseau » à l'université Toulouse - Jean Jaurès, sous la direction du professeur Jean-Noël Pascal.
- Le mardi 2 février 2016, Les Amis des Musées de Châteauroux organisent une conférence du professeur Frédéric Marty à la Chapelle des Rédemptoristes de Châteauroux sur le thème : « Madame Louise Dupin, féministe du XVIIIe siècle et dame de Chenonceau »[101],[102].
- Le jeudi 13 avril 2023, se tient une conférence sur le thème « Causerie historique : Louise Dupin, muse et femme des Lumières », organisée par la médiathèque Le Châtelard à Ferney-Voltaire. Intervenants : François-Xavier Verger, administrateur du château de Voltaire, Éric Dahlen et Roland Rougier[103].

### Émissions
- 2022 : émission « Sans oser le demander » sur Radio France, le 28 novembre 2022, Pourquoi la philosophe Louise Dupin est-elle restée dans l'ombre des Lumières ? présentée par Géraldine Mosna-Savoye avec pour intervenant Frédéric Marty, professeur agrégé de Lettres modernes, docteur en littérature[85].
- 2023 : émission « Histoires de musique » sur Radio France, le 19 février 2023, Un contrat de mariage à durée déterminée, présentée par Marianne Vourch, réalisation de Sophie Pichon avec la collaboration de Dorothée Goll[104].
- 2023 : émission « Historiquement vôtre » sur Europe 1, le 21 mars 2023, Des secrétaires vraiment particuliers ! présentée par Stéphane Bern avec pour intervenant le professeur de lettres, Frédéric Marty. Sujet : Jean-Jacques Rousseau et Louise Dupin[105].

### Odonymie
La ville de Châteauroux dans le département de l'Indre, attribue en 2021 le nom de Louise Dupin à une rue et son lotissement communal dépendant.

## Archives

### Archives nationales

#### Études notariales
| Notaire                              | Période d'exercice                  | Étude       | Adresse                                                                      | Paroisse                  | Quartier               | Ville | Notes |
| ------------------------------------ | ----------------------------------- | ----------- | ---------------------------------------------------------------------------- | ------------------------- | ---------------------- | ----- | --- |
| Me Claude Aleaume                    | 12 novembre 1730 au 20 février 1762 | XCI         | rue de Condé                                                                 | Saint-Sulpice             | Le Luxembourg          | Paris | |
| Me Joseph-Roch Andelle               | 3 avril 1781 au 24 janvier 1794     | LXXXVIII    | rue des Quatre-Fils                                                          | Saint-Jean-en-Grève       | Temple                 | Paris | Démissionnaire le 5 pluviôse an II (24 janvier 1794), faute d'avoir pu fournir un certificat de civisme. Réintégré par le décret du 19 vendémiaire an III (10 octobre 1794), il renonce finalement au notariat et laisse son étude à Me Faugé. |
| Me Sylvain Ballot                    | 21 mars 1719 au 17 décembre 1750    | CXVI        | rue Saint-Honoré, au-dessus des Quinze-Vingts                                | Saint-Roch                | Palais-Royal           | Paris | |
| Me Louis Bronod                      | 13 décembre 1719 au 23 juillet 1765 | LXXXVIII    | rue Sainte-Avoye, près l'Échelle du Temple                                   | Saint-Nicolas-des-Champs  | Sainte-Avoye           | Paris | Me Louis Bronod et son fils Me Edme-Louis Bronod, sont les notaires de Monsieur et Madame Dupin au XVIIIe siècle. |
| Me Edme-Louis Bronod                 | 23 octobre 1753 au 29 janvier 1781  | LXXXVIII LV | rue de Braque                                                                | Saint-Nicolas-des-Champs  | Sainte-Avoye           | Paris | Il s'associe avec Me Bernard Maigret du 1er janvier 1766 au 1er octobre 1778. Me Edme-Louis Bronod se suicide le 30 janvier 1781 à Paris (source : Archives de Paris - acte de décès V3E/D205).                                                |
| Me Charles Nicolas Denis de Villiers | 26 octobre 1780 au 7 mai 1822       | XXIX        | rue des Boucheries au faubourg Saint-Germain 3 rue de Grenelle-Saint-Germain | Saint-Sulpice             | Saint-Germain-des-Prés | Paris | rue des Boucheries de 1780 à 1785 et 3 rue de Grenelle-Saint-Germain de 1786 à 1822. |
| Me André Guillaume Deshayes          | 26 février 1728 au 9 janvier 1764   | XII         | rue des Deux-Ponts, île Notre-Dame                                           | Saint-Louis-en-l'Ile      | La Cité                | Paris | |
| Me Hubert-Antoine Gibe               | 20 juin 1789 au 12 février 1808     | LV          | rue Sainte-Avoye                                                             | Saint-Nicolas-des-Champs  | Sainte-Avoye           | Paris | |
| Me Bernard Maigret                   | 23 juillet 1765 au 20 juin 1789     | LV          | rue de Braque                                                                | Saint-Nicolas-des-Champs  | Sainte-Avoye           | Paris | Me Bernard Maigret s'associe avec Me Edme-Louis Bronod du 1er janvier 1766 au 1er octobre 1778. |
| Me Guillaume Henri Picquais          | 7 mai 1768 au 30 octobre 1789       | LVI         | rue de la Monnaie, rue Boucher, rue Baillette                                | Saint-Germain-L'auxerrois | Louvre                 | Paris | Me Guillaume Henri Picquais est chargé des actes notariés concernant Claude Sophie Dupin de Rochefort et Anne-Jeanne-Sophie de Serre de Saint-Roman. Voir également l'étude de Me Charles Nicolas Denis de Villiers pour la succession.        |
| Me Pierre-Christophe Tessier         | 17 septembre 1721 au 20 mai 1738    | LXXXVII     | rue Saint-Antoine                                                            | Saint-Paul saint-Gervais  | Saint-Antoine          | Paris | |

#### Abréviations
| AN                  | MC               | RE                 | ET                | Chiffres romains |
| ------------------- | ---------------- | ------------------ | ----------------- | ---------------- |
| Archives Nationales | Minutier Central | Cote du répertoire | Cote de la Minute | Étude notariale  |

#### Actes notariés
| Date              | Notaire                           | Acte notarié | Cote du document                        | Lien internet                                                                                            | Notes |
| ----------------- | --------------------------------- | --- | --------------------------------------- | --- | --- |
| 29 novembre 1722  | Sylvain Ballot                    | Contrat de mariage entre Monsieur Dupin et Damoiselle Louise Marie Madeleine de Fontaine                                        | AN - MC - CXVI - 236                    | | Le contrat de mariage de Claude Dupin et Louise Guillaume de Fontaine est passé devant Me Sylvain Ballot, notaire de Mme Marie-Anne-Armande de Fontaine, la mère de Louise. |
| 12 avril 1732     | Pierre-Christophe Tessier         | Acquisition de l'hôtel Lambert à Paris par Marie-Armande Carton, Claude Dupin et son épouse Louise Guillaume de Fontaine.       | MC - RE - LXXXVII - 14                  | Liste chronologique des actes pour la période du 2 janvier au 31 décembre 1732                           | Acquisition de l'hôtel Lambert à Paris, par Marie-Armande Carton, veuve de Guillaume de Fontaine commissaire de marine, Claude Dupin secrétaire du Roi, et son épouse Louise Guillaume de Fontaine à Alexandre-Louis Lambert, seigneur de Thorigny, |
| 14 août 1732      | André Guillaume Deshayes          | Acceptation et décharge du contrat de vente de l'hôtel Lambert à Paris, fait par Alexandre-Louis Lambert, seigneur de Thorigny. | AN - MC - ET - XII - 419                | Acceptation et décharge données par Michel Paumier, maître maçon, du contrat de vente de l'hôtel Lambert | Acceptation et décharge données par Michel Paumier, maître maçon, du contrat de vente de l'hôtel Lambert, fait par Alexandre-Louis Lambert, seigneur de Thorigny, à Marie-Armande Carton, veuve de Guillaume de Fontaine, commissaire de marine et à Claude Dupin, secrétaire du Roi, et son épouse à condition d'exécuter par Fontaine et Dupin les devis et marché pour réparations de l'Hôtel, du 18 mars 1732. Le contrat de vente passé devant Me Tessier, notaire, le 12 avril 1732. |
| 31 mars 1739      | Louis Bronod                      | Acte de vente de l'hôtel Lambert                                                                                                | AN - MC - LXXXVIII - 856.               | | Acte de vente de l'hôtel Lambert par Madame de Fontaine et son gendre Claude Dupin à Florent Claude, marquis du Châtelet et à son épouse, Gabrielle Émilie de Breteuil, le 31 mars 1739. |
| 8 octobre 1749    | Claude Aleaume                    | Contrat de mariage entre Jacques-Armand Dupin de Chenonceaux et Mademoiselle Louise-Alexandrine-Julie de Rochechouart           | AN - MC - XCI - 858                     | | Maître Claude Aleaume est imposé par la famille de Rochechouart. Ce mariage est, tout au moins pour la mère de Louise-Alexandrine-Julie, indispensable pour sauver la continuité de cette branche, des Vicomtes de Rochechouart de la Maison de Pontville, qui est alors au bord de la faillite, criblée de dettes et menacée des saisies réelles, relatives notamment au château de Rochechouart et à l'hôtel de Pompadour à Paris, plus connu sous le nom de Chanac de Pompadour, aujourd'hui l'ambassade de Suisse. Claude et Louise Dupin donnent à leur fils, Jacques-Armand, une dot de 400 000 livres et une place de fermier général. Pour la famille de Rochechouart, la mésalliance de Julie de Rochechouart-Pontville et qui deviendra une amie de Jean-Jacques Rousseau, était une honte et fait scandale. |
| 22 février 1758   | Louis Bronod                      | Contrat de vente de l'Hôtel de Vins, rue Plâtrière à Paris                                                                      | AN - MC - ET - LXXXVIII - 646           | | Claude Dupin et son épouse Louise Guillaume de Fontaine, locataires de cet Hôtel particulier en 1741 après deux années de travaux, achètent à Marc Antoine Bouret, receveur général des finances, cet immeuble pour un montant de 190 000 livres. |
| 5 janvier 1768    | Edme-Louis Bronod                 | Inventaire après décès de Jacques-Armand Dupin de Chenonceaux                                                                   | AN - MC - ET - LXXXVIII - 712           | | Jacques-Armand Dupin de Chenonceaux meurt à l'Île de France de la fièvre jaune, le 3 mai 1767. |
| 25 février 1769   | Edme-Louis Bronod                 | Dépôt du testament de Claude Dupin                                                                                              | AN - MC - ET - LXXXVIII - 718           | Testament olographe de Claude Dupin                                                                      | Testament olographe Dupin (Claude) conseiller du Roi, ancien fermier général. Dépôt Claude Dupin, le 25 février 1769. Le testament de Claude Dupin en date du 15 janvier 1768 laisse comme légataire universel, son petit-fils Claude-Sophie Dupin de Rochefort. Ce testament est attaqué par Louis Claude Dupin de Francueil, son fils du premier lit, qui se porte héritier pour la moitié des biens. Cependant Mme Louise de Fontaine-Dupin, veuve du fermier général, va conserver ses propriétés. L'inventaire après décès de Claude Dupin, conseiller, secrétaire du roi, fermier général, dont la prisée de la bibliothèque a lieu le 2 mars 1769. |
| 7 février 1780    | Guillaume Henri Picquais          | Contrat de mariage entre Dupin de Rochefort et de Serre de Saint Roman                                                          | AN - MC - RE - LVI - 13                 | Contrat de mariage entre Claude Sophie Dupin de Rochefort et la demoiselle de Serre de Saint Roman       | Claude Sophie Dupin de Rochefort, chevalier, capitaine de dragons au régiment de Jarnac, seigneur de Chenonceau, petit-fils et unique héritier de Claude Dupin et Louise Guillaume de Fontaine, épouse Anne Jeanne Sophie de Serre de Saint Roman à Paris. |
| 30 août 1784      | Joseph-Roch Andelle               | Donation par Louise Marie Madeleine Guillaume de Fontaine                                                                       | AN - MC - ET - LXXXVIII - 800           | Donation de madame Dupin à sa gouvernante et lectrice, Marie-Thérèse Adam                                | Saint-Antoine (faubourg) : maison sise au coin des rues de la Roquette et Popincourt § donation par Louise Marie Madeleine Guillaume de Fontaine, veuve de Claude Dupin, écuyer, conseiller, secrétaire du Roi, à Marie Thérèse Adam, du faubourg Saint-Antoine, et de meubles. Marie-Thérèse Adam est née à Paris, le 13 novembre 1755 et serait la fille illégitime de Jacques-Armand Dupin de Chenonceaux d'après l'abbé et historien Casimir Chevalier. Dans cet acte de donation, Louise Dupin déclare avoir pris soin de Marie-Thérèse Adam depuis son âge de quatre ans. Marie Boissière, archiviste paléographe, dans ses recherches universitaires mentionne : « cette adoption a été l'origine de bien des suppositions qui ont fait de Marie-Thérèse, une fille naturelle de Dupin de Chenonceaux ». La transcription intégrale de l'acte de baptême de Marie-Thérèse Adam est annexée à un acte de notoriété concernant le citoyen Villeneuve (Vallet de Villeneuve) en date du 8 floréal an II (27 avril 1794), étude de Maître Hubert-Antoine Gibé aux Archives nationales (Étude LV - Paris). Marie-Thérèse Adam est l'une des héritières de Mme Dupin et devient l'épouse du jeune médecin Pierre Bretonneau le 2 juin 1801 à Paris. Elle meurt à Chenonceaux, le 13 janvier 1836 dans sa maison de La Renaudière, acquise au mois de décembre 1789 par Madame Dupin. |
| 15 janvier 1786   | Charles Nicolas Denis de Villiers | Testament de Claude-Sophie Dupin de Rochefort                                                                                   | AN - MC - XXIX - 592 MC - RE - XXIX - 4 | Testament déposé de Dupin de Rochefort                                                                   | Le testament est déposé à l'étude notariale le 2 octobre 1788 par Marie-Aurore née de Saxe veuve de Messire Louis Claude Dupin de Francueil. Dans ce testament, Claude-Sophie Dupin de Rochefort a nommé et institué son légataire universel, son cousin Maurice François Élisabeth Dupin de Francueil, fils de son oncle Louis Claude Dupin de Francueil. Ce n'est assurément pas le souhait de Mme Louise de Fontaine-Dupin, qui avait déjà choisi son neveu, Pierre-Armand Vallet de Villeneuve. |
| 18 septembre 1786 | Guillaume Henri Picquais          | Séparation entre Dupin de Rochefort et de Serre de Saint Roman                                                                  | AN - MC - RE - LVI - 14                 | Acte de notoriété après la séparation de corps des sieur et dame Dupin de Rochefort                      | Claude Sophie Dupin de Rochefort et Anne Jeanne Sophie de Serre de Saint Roman se séparent. Un acte de notoriété est donc établi par Me Guillaume Henri Picquais à Paris, le 18 septembre 1786. Claude Sophie Dupin de Rochefort meurt au château de Chenonceau, le 18 septembre 1788. Anne Jeanne Sophie de Serre de Saint Roman (1762-1844) épouse en secondes noces à Paris, Étienne Denis Pasquier, futur baron, pair de France et ministre d’État (1767-1862). |
| 19 novembre 1788  | Charles Nicolas Denis de Villiers | Inventaire après décès de Claude-Sophie Dupin de Rochefort                                                                      | AN - MC - ET - XXIX - 592               | Inventaire après décès de Claude-Sophie Dupin de Rochefort                                               | Inventaire après décès de Claude Sophie Dupin de Rochefort, chevalier, capitaine de dragons au régiment de Jarnac, demeurant rue Plâtrière à Paris, quartier Saint-Eustache. L'inventaire est poursuivi dans une maison à Saint-Germain-en-Laye, à gauche de l'avenue. Sa mère, Julie de Rochechouart-Pontville veuve de Dupin de Chenonceaux, demeure à Saint-Germain-en-Laye. |
| 26 novembre 1788  | Charles Nicolas Denis de Villiers | Inventaire dressé après l'interdiction de Louise Alexandrine Julie de Rochechouart                                              | AN - MC - ET - XXIX - 592               | Inventaire dressé après l'interdiction de Louise Alexandrine Julie de Rochechouart                       | Inventaire dressé après l'interdiction de Louise Alexandrine Julie de Rochechouart, veuve d'Armand Dupin, écuyer, seigneur de Chenonceau, demeurant à Saint-Germain-en-Laye, à gauche de l'avenue, du côté de Paris, ladite interdiction prononcée par sentence du prévôt de Saint-Germain-en-Laye du 10 novembre 1788. |
| 21 ventôse An II  | Hubert-Antoine Gibe               | Inventaire après décès du citoyen Vallet-Villeneuve                                                                             | AN - MC - LV - 126                      | | Madeleine-Suzanne Dupin de Francueil, renonce à la succession de son père Louis-Claude Dupin de Francueil et devient la seule héritière de Claude-Sophie Dupin de Rochefort son cousin germain, au moyen de l'abstention faite par le mineur, Maurice-François-Élizabeth Dupin de Francueil, légataire universel en 1788. Cette décision met fin à la bataille de partage engagée depuis la disparition de Claude Dupin, en 1769. |

Contrat de mariage entre Jacques-Armand Dupin de Chenonceaux et Julie de Rochechouart-Pontville en 1749.
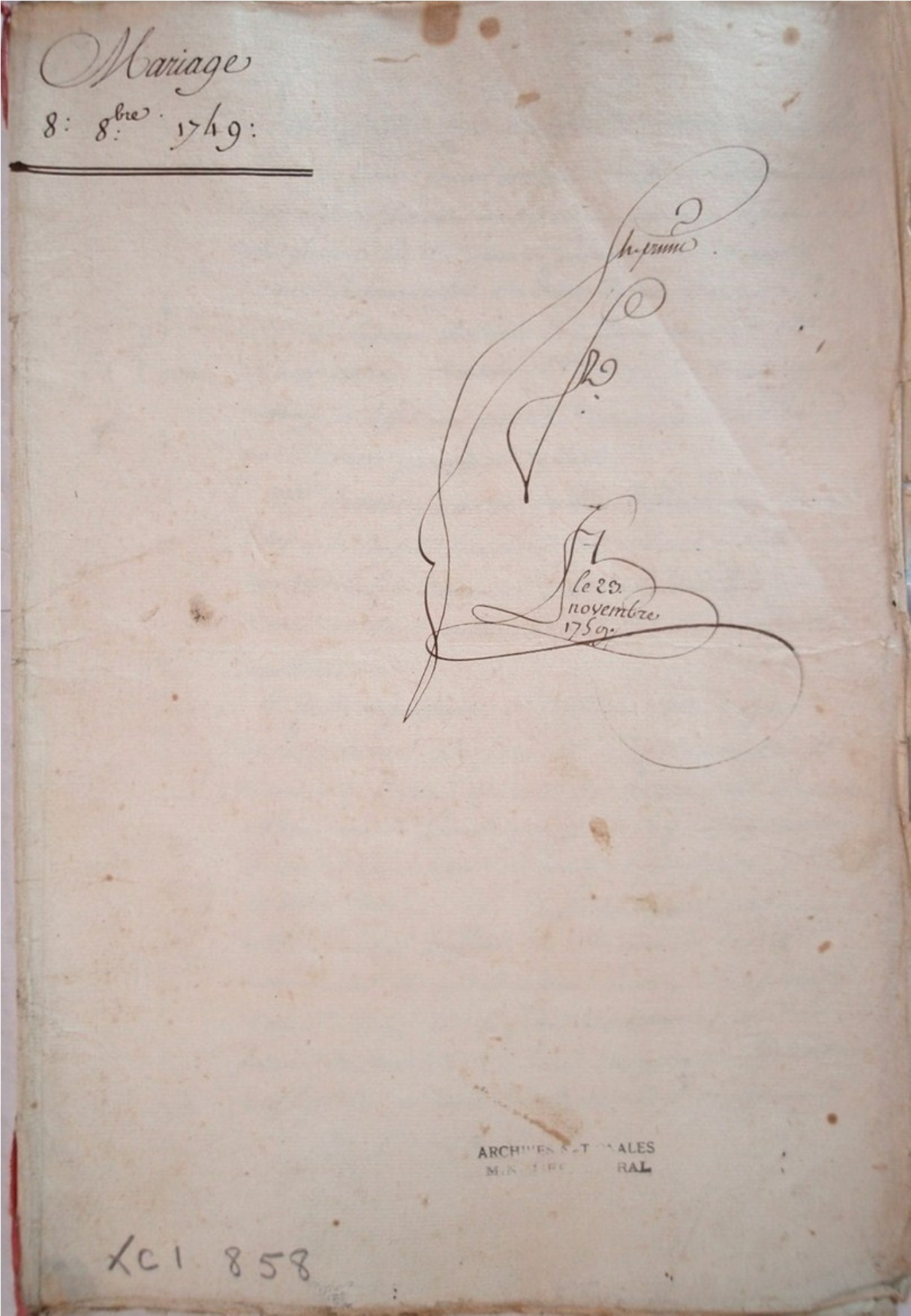
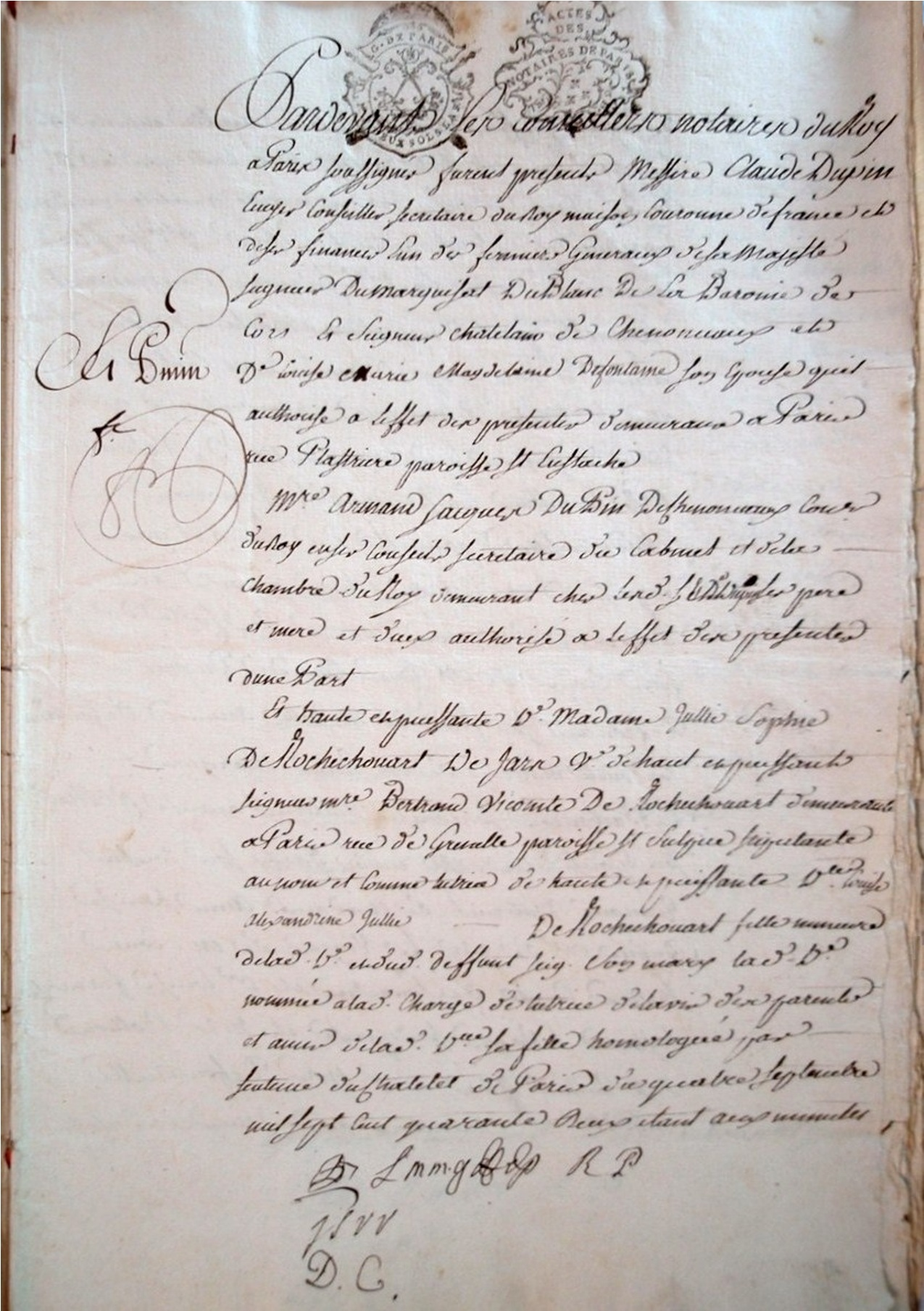
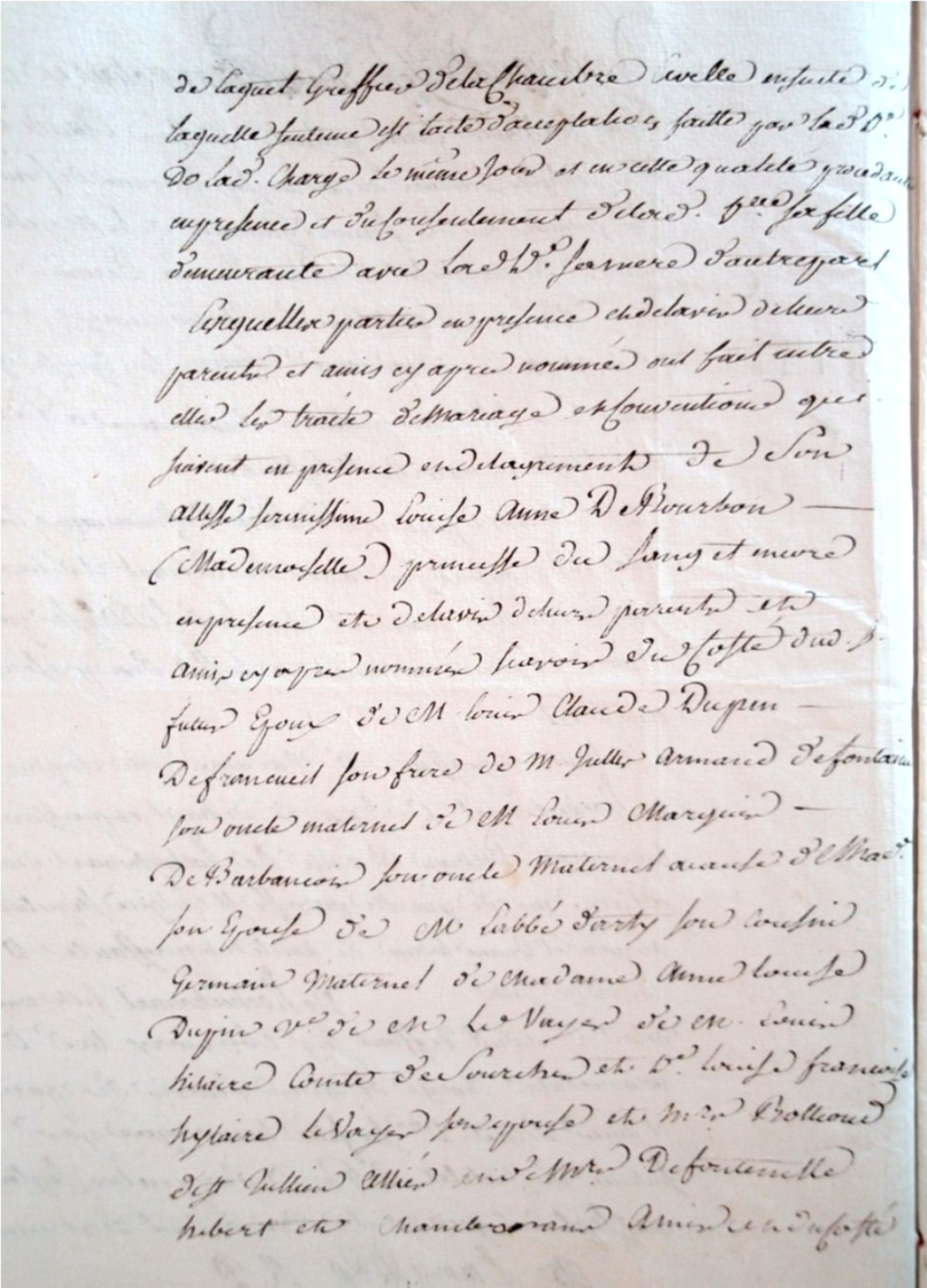
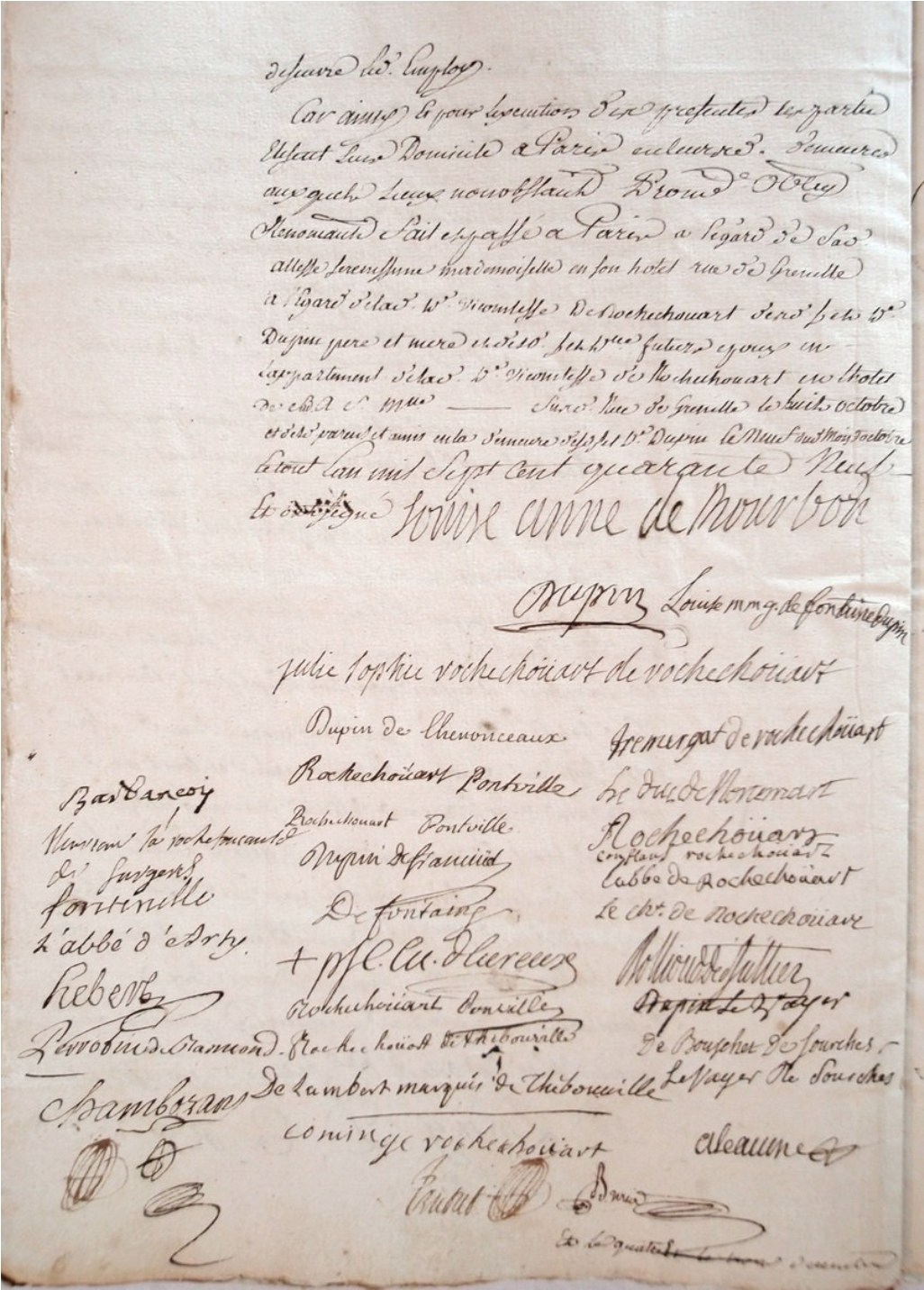

Contrat de mariage (extraits) entre Jacques-Armand Dupin de Chenonceaux (1727-1767) et Julie de Rochechouart-Pontville (1730-1797), le 8 octobre 1749 chez Me Claude Aleaume, notaire à Paris. La dernière page de cet acte notarié comporte notamment les signatures de : Louise-Anne de Bourbon, Fontenelle, Claude Dupin, Louise de Fontaine, Louis Dupin de Francueil ainsi que plusieurs membres de la famille de Rochechouart. Source : Minutier central des notaires de Paris, département des Archives nationales.

### Documents

#### Marie Thérèse de Fontaine de Barbançois et Claude Dupin

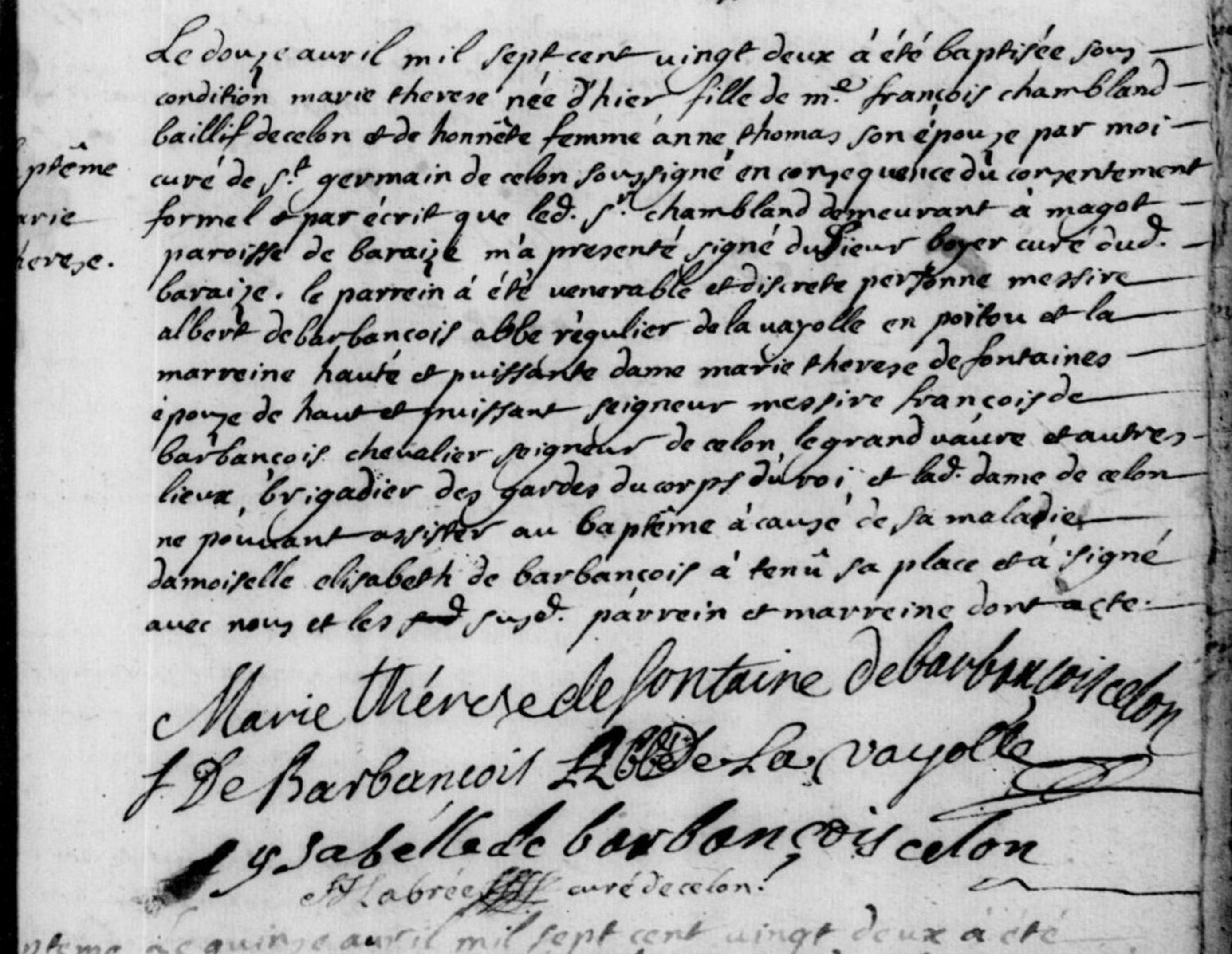
Marie Thérèse de Fontaine de Barbançois est la marraine de Marie Thérèse Chambland à Celon en cette année 1722.

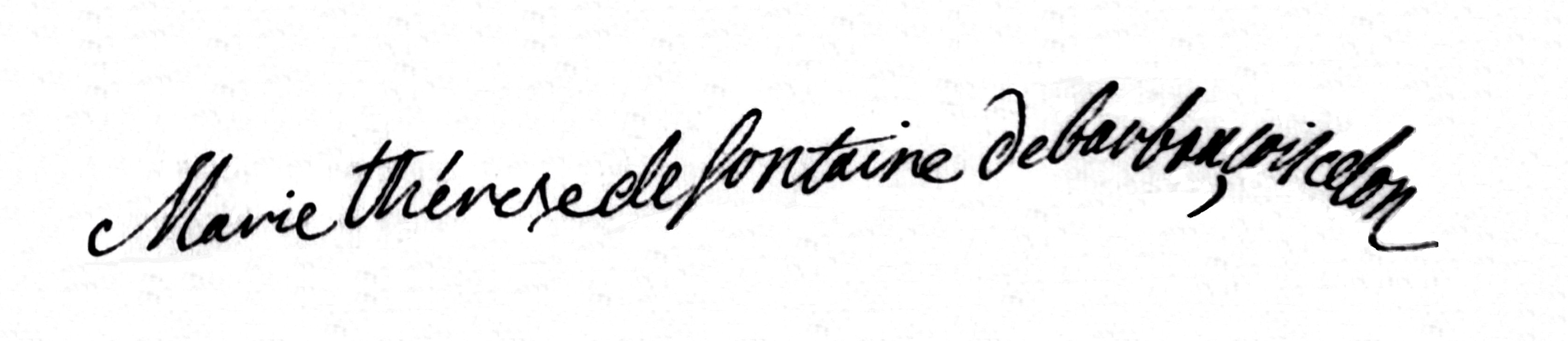
Détail de la signature de Marie Thérèse de Fontaine de Barbançois en date du 12 avril 1722.

La rencontre entre la fille aînée de Manon Dancourt — Marie Thérèse de Fontaine de Barbançois — et Claude Dupin en 1722, est relatée par le chroniqueur Barthélémy Mouffle d'Angerville :

« Ce mariage a été fait [avec Louise de Fontaine], comme l'on sait, de la façon la plus extraordinaire, et par un effet du hasard qui présidât au bonheur de sa destinée. Mlle de Barbançois, fille de la Dame Fontaine, après avoir pris les eaux de Bourbon-les-Bains, pour une maladie de langueur, passa en revenant à Paris, par la ville de Châteauroux, et se trouva fort incommodée à l'hôtel de Sainte-Catherine, où elle était descendue. Dupin, qui est naturellement fort poli, avant appris son accident, sans la connaitre et sans l'avoir jamais vue, sût lui offrir un appartement chez lui. Cette Dame fit beaucoup de difficulté d'accepter ses offres; mais il les réitéra de si bonne grâce et fit tant d'insistances qu'elle vint s'établir avec toute sa suite dans la maison qui était la plus commode de toute la ville. II poussa la galanterie encore plus loin. Cette Dame se trouvant rétablie par ses bons soins, et sans qu'il eût voulu consentir qu'elle déboursât un sols pour toute sa dépense, il se chargea de la reconduire à Paris, pour être à portée de lui donner du secours en cas qu'elle eût quelque rechute en chemin. Aussitôt qu'elle fût arrivée, elle engagea Dupin de venir voir sa mère pour recevoir ses remerciements. La Dame Fontaine trouva comme sa fille, le procédé si rare, que ne cessant de s'en louer, le fameux Samuel Bernard voulut absolument voir Dupin. »

Dans un acte paroissial de baptême de la seigneurie de Celon en date du 12 avril 1722, figure la signature de Madame de Barbançois, « haute et puissante Dame », preuve de sa présence cette année là dans la province du Berry, avec une information transcrite par l'abbé de l'église Saint-Germain : « la dite Dame de Celon ne pouvant assister au baptême à cause de sa maladie ». Source : Archives départementales de l'Indre.
Si l'aide de Claude Dupin à la sœur aînée de Louise, de passage à Châteauroux, sera déterminante pour sa carrière, l'écrivain Honoré Bonhomme (1811-1890) précise à juste titre : « Il paraît difficile d'admettre que M. Dupin ignorât absolument le nom et la qualité de la jeune personne à qui s'adressaient ses empressements et ses soins. Les financiers sont [des] gens clairvoyants et habiles et n'ont pas l'habitude de placer leurs capitaux à fonds perdu ».
L'ignorance de Claude Dupin vis à vis des Barbançois est d'autant plus improbable que cette famille est implantée dans le Berry depuis le XIVe siècle, propriétaire de la seigneurie de Sarzay, puis de Celon.
| - Le château féodal de la seigneurie de Celon. - Église Saint-Germain de Celon. |

#### Dupin de Chenonceaux, l'ultime voyage
Jacques-Armand Dupin de Chenonceaux embarque à bord du navire le « Comte d'Artois » dans le port de Lorient, le 27 octobre 1765. Ce vaisseau a une capacité de 1 200 tonneaux et il est percé pour 64 canons mais il possède en réalité entre 24 et 26 canons effectifs. Il est construit à Lorient pour la Compagnie des Indes orientales le 20 novembre 1759. Il est armé pour la première fois et part le 26 mars 1760 à destination des Indes puis il est rentré à son port d'attache le 12 janvier 1764. 
Dupin de Chenonceaux, inscrit sur la liste des passagers, est arrivé à Lorient le 26 octobre 1765. Il n'a pas que des bons souvenirs dans cette ville maritime. En tant que fermier général adjoint de son père, il se révèle malavisé dans ses inspections, en particulier dans ce port breton. Le marquis d'Argenson rapporte : « À Lorient, il voulait faire payer les droits de la ferme aux pacotilles des matelots, et visiter des ballots qui étaient pour M. le duc d'Orléans. On a pensé le jeter dans la rivière. Il s'est enfui déguisé et a bien fait » !
Le registre du rôle des équipages et des passagers précise par ailleurs en ce qui le concerne : « à la table, à ses frais », ce qui sous-entend « à la table du capitaine et aux frais du voyageur » du fait de son rang social plus élevé. Il fallait d'autre part payer le prix forfaitaire de la traversée avant le départ.
Le « Comte d'Artois » est donc armé de nouveau et prend la mer une seconde fois le 27 octobre 1765 avec un équipage de 206 marins et un certain nombre de passagers clandestins,. Après une traversée de cinq mois, Jacques-Armand Dupin débarque à l'Îsle-de-France à Port-Louis, le 19 mars 1766.
Mais le bateau est pris dans un orage frontal — l'île est soumise à des intenses tempêtes caractérisées par des vents violents et de fortes pluies — et il s'échoue à l'entrée de Port-Louis au lendemain de son arrivée, le 20 mars 1766. L'échouage a causé la mort par noyade du charpentier de marine en second, Jean Jacob. Les mauvais présages s’accumulent pour le « Comte d'Artois » : l'aumônier et officier du navire, Charles-Antoine Aquard (ou Alard suivant le registre des sépultures) meurt à l'hôpital de la ville, le 26 mars 1766. Après le renflouement du vaisseau et les réparations nécessaires, il reprend son périple. Le bâtiment de la compagnie est rentré le 9 mai 1767 à Lorient, désarmé et transformé comme ponton. 
Dupin de Chenonceaux meurt de la fièvre jaune le 3 mai 1767 à l'âge de 40 ans, dans cette lointaine colonie.
|  |

#### Marie Claude Sophie Saint-Aubin
Dans l'acte paroissial de baptême, sous des noms empruntés pour les parents, Marie Claude Sophie Saint-Aubin est la fille de Claude Saint-Aubin (Claude Sophie Dupin de Rochefort) et de Madeleine Le Vasseur (Madeleine Moret), née le 7 février 1788 à Paris dans la paroisse de Saint-Eustache. Le père est déclaré absent, le parrain est un sculpteur, Jean Pierre Monpellier, et la marraine, Louise Gaumont épouse de Jean Thomas Monpellier, également sculpteur. À noter que la paroisse Saint-Eustache est celle de la famille Dupin qui demeure rue Plâtrière. Madeleine Moret entre au service de Julie de Rochechouart-Pontville, veuve de Jacques-Armand Dupin de Chenonceaux, en 1786 à Saint-Germain-en-Laye.
Sous la Révolution française, Madeleine Moret demande la reconnaissance de sa fille à la suite de la promulgation de la loi du 12 brumaire de l'an II concernant la successibilité des enfants illégitimes. Le défenseur de la famille Dupin est l'avocat, Nicolas François Bellart. Si la famille Dupin gagne le procès en l'an III, il n'en demeure pas moins certains faits troublants : le testament olographe de Pierre Armand Vallet de Villeneuve du 6 août 1790 qui alloue une rente viagère à Marie Claude Sophie Saint-Aubin dont la date de naissance figure dans ledit testament, un portrait de Claude Sophie Dupin de Rochefort remis à Madeleine Moret, des témoins corroborant les dires de cette dernière. Enfin la similitude des prénoms dans l'acte de baptême et un père absent à la signature de cet acte.
Marie Claude Sophie Saint-Aubin à son adolescence, demeure au n° 34 rue de Paris à Saint-Germain-en-Laye, chez Henry Jean Tortouin, chapelier. Celui-ci est le tuteur ad hoc de Sophie, nommé par le conseil de famille et présidé par le juge de paix de Saint-Germain-en-Laye. Elle épouse Jean Baptiste Blard dans cette même ville, le 29 avril 1808. Le notaire qui est chargé du contrat de mariage est Me Denis Odiot de Lardillière, également maire de la commune de 1809 à 1813, puis en 1815. Il est précisé dans l'acte de mariage que Sophie Saint-Aubin est dite Moret, du nom de sa mère. Les parents déclarés de la mariée à l'état civil, ne sont pas présents au mariage et aucune mention sur leur domicile, ni de leur consentement. Marie Claude Sophie Saint-Aubin meurt à Saint-Germain-en-Laye le 15 juin 1844 à l'âge de 56 ans.
| - Acte de baptême le 7 février 1788 en la paroisse de Saint-Eustache à Paris. - Acte de mariage le 29 avril 1808 à Saint-Germain-en-Laye avec Jean Baptiste Blard, entrepreneur de bâtiment. - Acte de décès le 15 juin 1844 à Saint-Germain-en-Laye. |

### Manuscrits
- (en) University of Texas at Austin, Harry Ransom Humanities Research Center, « Ouvrage sur les femmes par Madame Dupin et Jean-Jacques Rousseau : inventaire des manuscrits, des transcriptions et notes de recherches » : « Les manuscrits, notes de recherches, brouillons et des copies écrites par Jean-Jacques Rousseau et Louise Marie Madeleine Fontaine-Dupin ont fait l'objet de ventes aux enchères publiques entre 1951 et 1958, à partir desquelles le Centre Harry Ransom Humanities Research de l'université du Texas à Austin a acquis une grande partie du travail de Madame Dupin ».

### Sources modernes

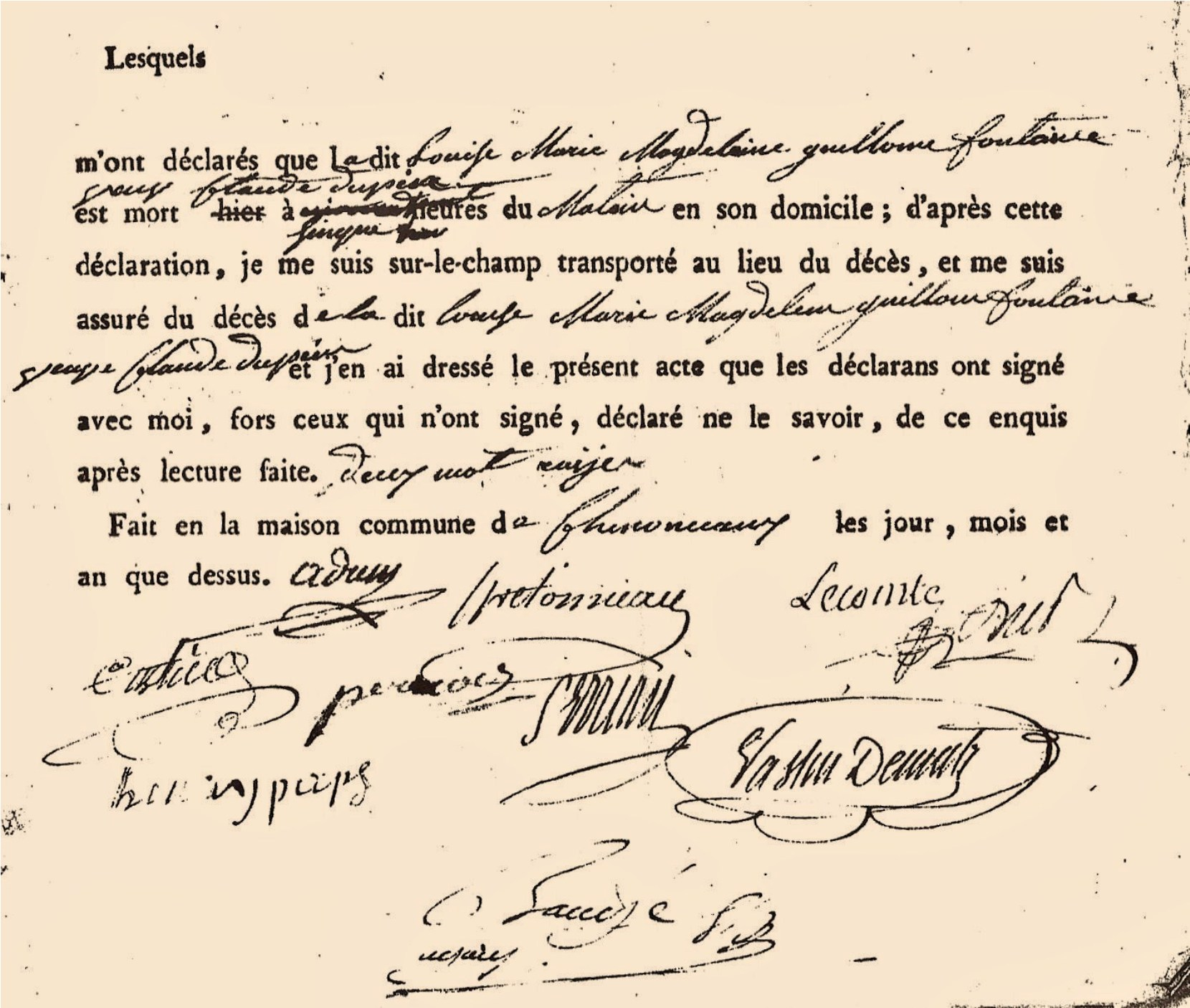
Extrait de l'acte de décès de madame Dupin, le 20 novembre 1799. L'acte comporte les signatures de Marie-Thérèse Adam, lectrice de Madame Dupin, le maître en chirurgie Pierre Bretonneau, son futur beau-père, et l'abbé François Lecomte, régisseur du château de Chenonceau.

- Se reporter au chapitre Bibliographie.

### Sources anciennes
- Département de l'Indre :
Écomusée de la Brenne et du pays Blancois - place Champ de Foire 36300 Le Blanc
Archives municipales - Mairie du Blanc. Place Réné Thimel 36300 Le Blanc
Archives Départementales de l'Indre - 1 rue Jeanne d'Arc 36000 Châteauroux
- Département d'Indre-et-Loire :
Archives municipales - Mairie de Chenonceaux. 1 place de la Mairie 37150 Chenonceaux
Archives de l'État civil - Archives Départementales d'Indre-et-Loire - 6 rue des Ursulines 37000 Tours
Société archéologique de Touraine - 13 Jardin François 1er 37000 Tours
Archives du château de Chenonceau : Château de Chenonceau - 37150 Chenonceaux.
- Département de Paris :
Archives nationales - 60 rue des Francs-Bourgeois 75003 Paris
Minutier central des notaires de Paris - 60 rue des Francs-Bourgeois 75141 Paris Cedex 03
Archives de Paris - Archives de l'État civil - 18 boulevard Sérurier 75019 Paris
Bibliothèque nationale de France - Quai François Mauriac 75706 Paris Cedex 13

### Études
- (de) Louise Dupin (trad. Rudolf von Bitter), Wir sind alle gleich, Monsieur ! : Eine Feministin erhebt Einspruch [« Nous sommes tous égaux, Monsieur ! Une féministe s'oppose »], Berlin-Wilmersdorf, Éditions Klaus Wagenbach, coll. « Salto[note 18] », 14 août 2025, 144 p. (ISBN 978-3-8031-1387-0, présentation en ligne) Écrit il y a près de 300 ans, le traité de Louise Dupin, soigneusement conçu, préfigure l'œuvre emblématique de Simone de Beauvoir : Louise Dupin croit fermement que « on ne naît pas fille, on le devient ».
- (it) Elena Muceni, Louise Dupin : Scritti morali, pedagogici e politici [« Louise Dupin : écritures morales, pédagogiques et politiques »], Sesto San Giovanni (Milan), Éditions Mimesis, coll. « Inventio », 18 juin 2025, 270 p. (ISBN 979-1-22232-196-7, présentation en ligne) Ce volume propose une édition critique de plusieurs écrits (dont un inédit) de Louise Dupin. Cet ouvrage contient également un texte sur le viol ainsi que sur les abus comme la prostitution. En 2024, Elena Muceni a analysé les conceptions de Jean-Jacques Rousseau sur le viol et le consentement sexuel dans Émile ou De l'éducation.
- (en) Rebecca Wilkin, « Settling accounts : Before he was famous, Jean-Jacques Rousseau was Louise Dupin's scribe. It's her ideas on inequality that fill his writings », Aeon, Melbourne (Australie),‎ 28 octobre 2024 (lire en ligne) Avant d'être célèbre, Jean-Jacques Rousseau est le secrétaire de Louise Dupin. Ce sont ses idées sur les inégalités qui imprègnent ses écrits. L'inégalité est une idée féministe avant d'être celle de Jean-Jacques Rousseau.
- Louise Dupin (préf. Frédéric Marty), Éloge des reines de France (Histoire), Paris, Éditions Payot & Rivages, coll. « Petite Bibliothèque classiques », 6 mars 2024, 144 p. (ISBN 978-2-22893-563-0, présentation en ligne, lire en ligne) Ouvrage inédit de Louise Dupin qui réhabilite le rôle politique de vingt-huit reines de France.
- (en) Angela Hunter (dir.) et Rebecca Wilkin (dir.), Louise Dupin's Work on Women : Selections, Oxford, Éditions Oxford University Press Inc., coll. « Oxford New Histories of Philosophy », 20 juillet 2023, 344 p. (ISBN 978-0-19009-010-4, présentation en ligne, lire en ligne) Transcription des manuscrits de Louise Dupin puis de leur traduction en anglais par les deux universitaires et chercheuses américaines.
- (it) Anna Lo Giudice (dir.) (biographie), Louise de Fontaine Dupin : Erudita e virtuosa, vol. 1 (Histoire), Viterbo, Édizioni Sette Città, coll. « Biblioteca » (no 56), 23 juin 2023, 104 p. (ISBN 979-1-25524-061-7, présentation en ligne, lire en ligne)
- Aurélie Knüfer (article publié dans la revue Philosophiques), « Compte rendu de : Frédéric Marty, Louise Dupin. Défendre l’égalité des sexes », Érudit, Montréal (Québec) Canada, Société de philosophie du Québec, vol. 50, no 01,‎ 20 juin 2023, p. 207 à 210 (ISSN 0316-2923, lire en ligne) Aurélie Knüfer de l'université Paul-Valéry, institut universitaire de France, maîtresse de conférences en philosophie, propose plusieurs pistes de recherches sur la philosophe Louise Dupin.
- Louise Dupin (préf. Frédéric Marty), Des femmes : observations du préjugé commun sur la différence des sexes, Paris, Éditions Classiques Garnier, coll. « Bibliothèque du XVIIIe siècle », 28 septembre 2022, 552 p. (ISBN 978-2-40613-183-0, présentation en ligne, lire en ligne) Reconstitution de l'Ouvrage sur les femmes de Louise Dupin par Frédéric Marty. Texte complet des 47 articles de cet ouvrage pionnier du XVIIIe siècle.
- Louise Dupin (préf. Frédéric Marty), Des femmes : discours préliminaire (Art & littérature), Paris, Éditions Payot & Rivages, coll. « Petite Bibliothèque », 31 août 2022, 144 p. (ISBN 978-2-22893-116-8, présentation en ligne) Texte synthétique de l'Ouvrage sur les femmes par Louise Dupin dans lequel elle formule ses principales idées féministes.
- Frédéric Marty, Louise Dupin : défendre l'égalité des sexes en 1750, Paris, Éditions Classiques Garnier, coll. « L'Europe des Lumières » (no 73), 27 janvier 2021, 344 p. (ISBN 978-2-40610-925-9 et 978-2-40610-926-6, présentation en ligne)[121]
- Frédéric Marty (dans Femmes des Lumières. Recherches en arborescences. Ouvrage collectif sous la direction de Huguette Krief (Université Aix-Marseille), Marie-Emmanuelle Plagnol-Diéval (Université Paris Est-Créteil), Michèle Crogiez Labarthe (Université de Berne), Édith Flamarion (Université de Sorbonne Nouvelle Paris 3), « L'Ouvrage sur les femmes » de Louise Dupin face à l'article « Femme » de l'Encyclopédie, Paris, Éditions Classiques Garnier, coll. « Rencontres / Le dix-huitième siècle » (no 309), 6 juin 2018, 398 p. (ISBN 978-2-40606-388-9, ISSN 2103-5636, présentation en ligne), p. 87 à 99
- Frédéric Marty (dans « Association Jean-Jacques Rousseau de Neuchâtel »), Une précieuse acquisition : un feuillet rédigé par Rousseau pour « L'Ouvrage sur les femmes » de Louise Dupin, Neuchâtel (Suisse), Éditions Bibliothèque Publique et Universitaire de Neuchâtel, 26 avril 2018 (présentation en ligne, lire en ligne)
- Frédéric Marty (dans Rousseau et la Guerre Froide, revue « Rousseau Studies » n° 4), La « féministe » Louise Dupin face à Rousseau à l’époque du « Discours sur l’inégalité », d'après un manuscrit retrouvé, Genève, Éditions Slatkine, 17 novembre 2016, 334 p. (ISBN 978-2-05102-795-3, présentation en ligne), p. 301 à 319
- Frédéric Marty (congrès universitaire : Lumière de la foi, lumières de la raison - l'éducation religieuse féminine en débat au 18e siècle), « L'éducation féminine selon Louise Dupin : entre ambition égalitaire et ambition vertueuse », HAL (archive ouverte), Metz, Université de Lorraine, sciences de l'Homme et Société / Littératures,‎ 15 mars 2016, p. 9 (lire en ligne [Pdf])
- Frédéric Marty (dans « Cahiers Voltaire » n° 14. Présentation de la thèse dans une perspective voltairienne), Louise Dupin : la pensée d'une féministe entre Montesquieu, Voltaire et Rousseau, Ferney-Voltaire, [[Centre international d'étude du XVIIIe siècle|Éditions du Centre international d'étude du XVIIIe siècle]], 2015, 336 p. (ISBN 978-2-84559-119-6, ISSN 1637-4096, présentation en ligne), p. 314 à 315
- Frédéric Marty (thèse de doctorat soutenue le 15 décembre 2014 à l'Université Toulouse 2 - Jean Jaurès, sous la direction du professeur Jean-Noël Pascal), Louise Dupin : la pensée d'une féministe entre Montesquieu, Voltaire et Rousseau, Toulouse, Éditions de l'université Toulouse 2 - Jean Jaurès, 15 décembre 2014 (réimpr. sous le compte de l'auteur) (1re éd. 2014), 1069 p. (présentation en ligne) « Thèse de doctorat en Lettres modernes », sur Thèses.fr
- Frédéric Marty (dans Rousseau en toutes lettres, sous la direction d'Éric Francalanza), La correspondance de Rousseau avec la famille Dupin : Jean-Jacques était-il un parasite ?, Rennes, Éditions des Presses universitaires de Rennes, 2014, 404 p. (ISBN 978-2-75352-944-1, présentation en ligne, lire en ligne), p. 57 à 69
- Frédéric Marty (édition critique), Rousseau secrétaire de Louise Dupin : l'article 2 de l'Ouvrage sur les femmes, « de la génération », vol. XL : Annales de la Société Jean-Jacques Rousseau, Genève, Éditions Droz, 2013, p. 47 à 91
- Frédéric Marty (dans Littera, Edebayit Yazilari, numéro spécial Jean-Jacques Rousseau, sous la direction de Cenzig Ortem et Martin Stern), Rousseau secrétaire de Mme Dupin : la Turquie dans l'Ouvrage sur les femmes - la légende, l’Histoire, les mœurs, vol. XXXI, Istanbul, Littera Edebayit Yazilari (Revue d'études et recherches sur les littératures du monde), 2012, p. 67 à 75
- Harumi Yamazaki-Jamin, À propos de Suzanne, Madame Dupin de Francueil, née Bollioud de Saint-Jullien (1718-1754), vol. 49 : Annales de la Société Jean-Jacques Rousseau, Genève, Éditions Droz, 2010, 427 p. (ISBN 978-2-60001-448-9), p. 283 à 298.
- Frédéric Marty (mémoire de Master 2 sous la direction de Jean-Noël Pascal et de Geneviève Cammagre), Rousseau secrétaire de Mme Dupin : présentation de la « Partie Physique » de l'Ouvrage sur les femmes, Toulouse, Éditions de l'université Toulouse - Jean Jaurès, octobre 2009
- (en) Angela Hunter (article publié dans la revue académique Eighteenth-Century Studies), « The Unfinished Work on Louise Dupin’s Unfinished Ouvrage sur les femmes », American Society for Eighteenth - Century Studies (ASECS), Corvallis (Oregon) USA, Johns Hopkins University Press, vol. 43, no 1,‎ 1er septembre 2009, p. 95 à 111 (ISSN 0013-2586, présentation en ligne) L'universitaire américaine Angela Hunter retrace l'histoire des recherches sur l'œuvre de Louise Dupin, depuis les travaux pionniers d'Anicet Sénéchal, dans les années 1960, et ceux de Jean-Pierre Le Bouler, dans les années 1970-1980.
- Lucienne Chaubin, Marie-Josèphe Duaux-Giraud et Chantal Delavau-Labrux, Le Blanc : vingt siècles d'histoire, Le Blanc, Éditions de l'Office municipal de la culture, des arts, des loisirs et Éditions Royer, coll. « Archives d'histoire locale », 1er janvier 1983, 206 p. (ISBN 2-9501444-0-3), « Les Dupin au Blanc », p. 171 à 173.
- Chantal de la Véronne[122], Histoire du Blanc : des origines à la Révolution de 1789, t. VI, Poitiers, Éditions Mémoires de la société des antiquaires de l'Ouest (no 4), 1962 (réimpr. 2012 aux Éditions Alice Lyner), 234 p., « Le marquisat du Blanc », p. 39 à 42.

### Ouvrages
- Frédéric Marty (dans SIEFAR, le Dictionnaire des Femmes de l'ancienne France), « Louise Marie Madeleine Fontaine », Société internationale pour l'étude des femmes de l'Ancien Régime, Paris, Éditions de l'Université de Columbia,‎ 12 décembre 2022 (lire en ligne)
- Jean Buon (préf. Michelle Perrot), Madame Dupin : Une féministe à Chenonceau au siècle des Lumières, Joué-lès-Tours, Éditions La Simarre, 16 janvier 2014, 224 p. (ISBN 978-2-36536-027-2, présentation en ligne)[123]
- Rachida Tlili Sellaouti (préf. Patrizia Oppici, dans « Les idées de l’abbé Castel de Saint-Pierre (1658-1743) : Toutes les parties de la bienfaisance », sous la direction de Simona Gregori et Patrizia Oppici), La correspondance de l'abbé de Saint-Pierre avec Madame Dupin : un universalisme à toute épreuve (autre sous-titre : une universalité à toute épreuve), Macerata (Italie), Éditions E.U.M. Edizioni Università di Macerata, janvier 2014, 252 p. (ISBN 978-88-6056-382-8, présentation en ligne), p. 35 à 72Actes du Congrès de Macerata : Les idées de l’abbé Castel de Saint-Pierre (1658-1743) « Toutes les parties de la bienfaisance », 21-22 avril 2010 et 7 octobre 2010, sous la direction de Simona Gregori et Patrizia Oppici, Macerata, E.U.M., publication universitaire des travaux en 2014.
- Jean Buon, « George Sand et Madame Dupin : son arrière grand-mère par alliance », Les amis de George Sand, Tusson, Éditions du Lérot, no 34 « George Sand et les arts du XVIIIe siècle »,‎ septembre 2012, p. 187 à 204 (ISSN 0244-2906)
- Olivier Marchal[124], Rousseau : la comédie des masques, Paris, Éditions Gallimard, coll. « Folio » (no 5404), 20 avril 2012, 544 p. (ISBN 978-2-07044-398-7), p. 15 à 91. La première partie du roman concerne les relations entre Jean-Jacques Rousseau et Madame Dupin.
- Claude Hartmann, Charles-Hélion, marquis de Barbançois-Villegongis (1760-1822) : un noble éclairé du Bas-Berry. Agronome, amateur de science et de philosophie, Éditions L'Harmattan, coll. « Logiques Historiques », 14 juin 2007, 114 p. (ISBN 978-2-29603-629-1), « Le domaine de Villegongis », p. 37 à 42 (Familles Dupin et Fontaine).
- Antoine Lilti (dir.), Le monde des salons : sociabilité et mondanité à Paris au XVIIIe siècle, Paris, Éditions Fayard, coll. « Histoire », 19 octobre 2005 (1re éd. 2005), 572 p. (ISBN 978-2-21362-292-7, présentation en ligne, lire en ligne)
- Christiane Gil, Les Dames de Chenonceau, Paris, Éditions Pygmalion, coll. « Les grandes dames de l'histoire », 18 septembre 2003, 192 p. (ISBN 978-2-85704-875-6), « Louise Dupin, une femme de cœur et d'esprit au siècle des Lumières », p. 123 à 144.
- Axelle de Gaigneron (préf. Alain Decaux), Connaissance des Arts : Chenonceaux, vol. 37 : Hors-série, Paris, Société française de promotion artistique, avril-juin 1993, 68 p. (ISSN 0293-9274), « Louise Dupin (1706-1799) », p. 20 à 22.
- Michel Laurencin (ill. Georges Pons), Dictionnaire biographique de Touraine, Chambray-lès-Tours, Éditions C.L.D., 1990, 632 p. (ISBN 978-2-85443-210-7, BNF 35287344).
- Robert Ranjard, Le secret de Chenonceau, Tours, Éditions Gibert-Clarey, 8 juin 1976 (1re éd. 1950), 256 p., « Monsieur et madame Dupin », p. 177 à 210.
- Élisabeth de Clermont-Tonnerre (dir.), Histoire de Samuel Bernard et de ses enfants, Paris, Éditions Édouard Champion, 10 juin 1914 (1re éd. 1914), 430 p. (lire en ligne)
- Joseph Marie Jacques Ambroise vicomte de Bonald (dir.), Samuel Bernard : banquier du trésor royal et sa descendance, Rodez, Éditions de l'Imprimerie Louis-Blaise Carrère, 1er janvier 1912 (1re éd. 1912), 158 p. (lire en ligne)
- François-Auguste Fauveau de Frenilly (préf. Arthur Chuqet), Souvenirs du baron de Frenilly : Pair de France (1768-1828), Paris, Éditions librairie Plon, 1909, 584 p. (lire en ligne), chap. V (« Chenonceaux et Madame Dupin »), p. 177 à 179.
- Henri de Jouvencel (dans La Revue hebdomadaire no  43 de Fernand Laudet), Gentilshommes et comédiens : les Dancourt, t. 10, Paris, Éditions de la Librairie Plon, 23 octobre 1909 (1re éd. 1909), 40 p. (lire en ligne), « Les Dancourt »
- Gaston Capon (dir.) et Robert-Charles Yve-Plessis (dir.), Vie privée du prince de Conty, Louis-François de Bourbon (1717-1776) : racontée d'après les documents des archives, les notes de la police des mœurs et les mémoires, manuscrits ou imprimés, de ses contemporains (biographie historique), Paris, Éditions Jean Schemit, 24 décembre 1907, 434 p. (lire en ligne), chap. VII (« Les amours du prince de Conty »), p. 202 à 215.Biographie de l'une des sœurs de Louise Dupin, Marie Anne Louise Guillaume de Fontaine, plus connue sous son nom d'épouse, Mme d'Arty, maîtresse du prince de Conty mais aussi une grande amie de Mme d'Épinay. Voir page 206, les échanges de correspondances entre les deux femmes : Mme d'Épinay à Mme d'Arty « J'ai été un peu grondée, ma reine, d'avoir passé deux jours de suite chez vous » et la réponse de Mme d'Arty à Mme d'Épinay, « en vérité, vos parents sont fous. S'ils veulent encore s'opposer à notre liaison, je louerai un appartement aux Capucins ».
- Robert Hénard (dir.) et Adrien Fauchier-Magnan (dir.), L'Hôtel Lambert, Paris, Éditions de la Librairie Émile Paul, 1er janvier 1903 (1re éd. 1903), 80 p. (lire en ligne), p. 42 à 53
- Paul Triaire (préf. Léon Lereboullet), Bretonneau et ses correspondants : ouvrage comprenant la correspondance de Trousseau et de Velpeau avec Bretonneau, vol. 1, Paris, Éditions Félix Alcan, 14 mai 1892, 618 p. (BNF 30159684, lire en ligne), « Biographie de Bretonneau (Pierre Bretonneau et Madame Dupin) », p. 27 à 40 dans la pagination de la bibliothèque numérique Médic[125]
- Gaston de Villeneuve-Guibert, Le portefeuille de madame Dupin : Dame de Chenonceaux, Paris, Éditions Calmann-Lévy, 20 janvier 1884, 606 p. (lire en ligne)
- Honoré Bonhomme (dir.), Grandes dames et pécheresses : études d'histoire et de mœurs au XVIIIe siècle d'après des documents inédits, Paris, Éditions Charavay frères, 1883, 380 p. (lire en ligne)
  - « Madame Dupin de Chenonceau »
  - « Madame d'Arty »
  - « Madame de la Touche »
- Gustave Desnoiresterres, Épicuriens et lettrés : XVIIe et XVIIIe siècles, Paris, Éditions Georges Charpentier, 1879, 470 p. (BNF 30333532, lire en ligne), chap. VII (« La famille Fontaine »), p. 438 à 450. Transcription intégrale de dix actes paroissiaux de l'état-civil parisien du XVIIIe siècle dont l'acte de naissance de Madame Dupin (Louise de Fontaine), née le 28 octobre 1706 et baptisée au début du mois de janvier 1707 en la paroisse Saint-Roch. Témoignages précieux, puisque ces actes d’état civil ont été détruits dans l'incendie de l'Hôtel de Ville de Paris en 1871 et n'ont jamais été reconstitués aux Archives de Paris. À noter que pour la famille de Barbançois, l'auteur s'interroge sur les origines de cette branche (page 440). La commune de Celon dans l'actuel département de l'Indre est plus vraisemblable puisque nous retrouvons les Barbançois en tant que seigneurs de Villegongis et autres lieux avec mention de Dame Louise Marie Magdeleine de Fontaine dans certains actes paroissiaux de la province du Berry.
- Casimir Chevalier, Histoire abrégée de Chenonceau, Lyon, Éditions Alphonse Louis Perrin et Marinet, mai 1879, 361 p. (lire en ligne), chap. XXI (« La famille Dupin »), p. 284.
- Adolphe Berty (dir.) et Lazare-Maurice Tisserand (dir.), Histoire générale de Paris : Topographie historique du vieux Paris, vol. 6, Paris, Éditions de l'Imprimerie Impériale puis Nationale, 1866 à 1897 (réimpr. 1897) (1re éd. 1866), 600 p. (lire en ligne), chap. XVII (« Vente du collège de Narbonne »), p. 461 à 463
  - « Histoire du collège de Narbonne à Paris », sur Gallica
- Edmond de Goncourt et Jules de Goncourt (préf. Frères Goncourt), La Femme au dix-huitième siècle, Paris, Éditions de la librairie Firmin Didot frères, fils et Cie, février 1862 (réimpr. 1882, 1896 et 1907), 485 p. (lire en ligne)
- George Sand, Histoire de ma vie, t. I, Paris, Éditions Michel Lévy frères, 15 avril 1847 (1re éd. 1856), 274 p. (lire en ligne), chap. 2 (« Madame Dupin de Chenonceaux »), p. 61 à 71[126]
- Georges Touchard-Lafosse, La Loire historique, pittoresque et biographique : de la source de ce fleuve à son embouchure, t. IV - 1re partie, Tours, Éditions R. Pornin et Cie, 1844 (réimpr. 1851) (1re éd. 1843), 525 p. (lire en ligne), « Chenonceaux »Georges Touchard-Lafosse, âgé de dix-sept ans en 1797, a rencontré Madame Dupin au château de Chenonceau.
- Nicolas François Bellart (préf. Bergeron-D'Anguy), Œuvres de N. F. Bellart : Procureur-général à la cour royale de Paris, t. 1, Paris, J.L.J. Brière libraire-éditeur, février 1827, 484 p. (lire en ligne), « Plaidoyer pour la famille Dupin contre la tutrice de la mineure Saint-Aubin », p. 383 à 428.
- Charles-Irénée Castel de Saint-Pierre (abbé), Lettres de l'abbé de Saint-Pierre à Mme Dupin, Paris, Éditions de la Bibliothèque nationale de France, coll. « Département des manuscrits », xviiie siècle, 83 p. (lire en ligne)
- Jean-Jacques Rousseau, Les Confessions de Jean-Jacques Rousseau, vol. 1er (2e partie), Paris, xviiie siècle, 182 p. (présentation en ligne, lire en ligne), chap. VII (« Madame Dupin »), p. 151 à 152 (Paris) et 177 à 178 (Chenonceau). [127]
- Barthélemy François Joseph Mouffle D'Angerville, Vie privée de Louis XV : ou principaux événements, particularités et anecdotes de son règne, t. 1, Londres, Éditions John Peter Lyton, 1er décembre 1780 (réimpr. 1796, sous le titre de Siècle de Louis XV) (1re éd. 1781), 398 p. (lire en ligne), chap. XXXIII, p. 288 à 290.
- Anne-Thérèse de Marguenat de Courcelles, marquise de Lambert, Réflexions nouvelles sur les femmes : par une Dame de la Cour, Paris, Éditions François Le Breton père, 1727 (réimpr. 8 mars 2014) (1re éd. 1727), 80 p. (ISBN 978-2-90788-301-6, lire en ligne)Voir également : Contribuer à l'émancipation progressive des femmes : Madame de Lambert en dialogue avec Boileau, Fénelon et Marivaux. Étude d'Anne-Sophie Calonne, 16 septembre 2015, HAL (archive ouverte).
  - Réflexions nouvelles sur les femmes sur Wikisource, Paris, Éditions François Le Breton, 1727    (Wikisource)

#### Notices et ressources
- Notice dans un dictionnaire ou une encyclopédie généraliste :   - Dictionnaire des femmes de l'ancienne France
- Notices d'autorité :   - VIAF
  - ISNI
  - BnF (données)
  - IdRef
  - LCCN
  - GND
  - Pays-Bas
  - Israël
  - NUKAT
  - Tchéquie